# Novak Djokovic
Novak Djokovic (en serbio: Новак Ђоковић / Novak Đoković, pronunciado [ˈnɔvaːk 'ʥɔːkɔviʨ] (escucharⓘ); Belgrado, antigua Yugoslavia, 22 de mayo de 1987) es un tenista profesional serbio. Actualmente ocupa la sexta  posición en el ranking ATP.
Novak Djokovic es considerado el mejor tenista de todos los tiempos, por sus logros en todos los torneos más importantes del circuito profesional masculino y registros históricos en la clasificación de la ATP.  Hasta la fecha, es ganador de 24 torneos de Grand Slam, plusmarca histórica que lo ubica en el primer lugar del palmarés. Ha conseguido vencer el Abierto de Australia en diez ocasiones (siendo el tenista que más veces lo ha conseguido en toda la historia), tres veces el Torneo de Roland Garros, siete veces el Campeonato de Wimbledon y cuatro veces el Abierto de Estados Unidos. Ha sido octacampeón mundial por la ITF: 2011, 2012, 2013, 2014, 2015, 2018, 2021 y 2023.
Es el poseedor del récord de más semanas como Número 1 del tenis, con 428 semanas en 13 temporadas diferentes, récord en la historia de la ATP, además de ser el único tenista en toda la Era Abierta en acabar el año como número 1 durante ocho años: 2011, 2012, 2014, 2015, 2018, 2020, 2021 y 2023. Es el número 1 más longevo de la historia, récord alcanzado a la edad de 36 años y 321 días.Es el tenista con más victorias siendo número 1 del mundo, con 485, y posee el récord de puntos ATP logrados en una sola temporada: 16.950.
Es, junto con Andre Agassi, el único que ha completado los siete títulos más prestigiosos del tenis: los Grand Slam, las ATP Finals, la Copa Davis y la medalla dorada en los Juegos Olímpicos.
Ha logrado conquistar en siete ocasiones el ATP Finals, siendo el primer jugador en ganar este torneo cuatro veces consecutivas (2012, 2013, 2014 y 2015), y que lo coloca primero en el palmarés del torneo. Es el único jugador de la historia que ha ganado el título en tres décadas diferentes.
Es el único tenista en la historia en conseguir el Triple Grand Slam en la carrera, que consiste en ganar, al menos tres veces, cada uno de los cuatro Grand Slam a lo largo de la carrera, y es el único con tres trofeos en Majors sobre tres superficies diferentes. Es uno de los dos tenistas, junto a Rafael Nadal, que han sido capaces de ganar en un mismo año tres Grand Slams en tres superficies distintas. Es el único tenista de la historia que ha ganado más de siete títulos en dos Grand Slams diferentes y el único en haberlo conseguido en dos superficies distintas: Abierto de Australia (10) y Wimbledon (7).
Es el primer tenista, desde el australiano Rod Laver en 1969, en conquistar los cuatro Grand Slams de forma consecutiva, aunque no en año natural (desde Wimbledon 2015 hasta Roland Garros 2016), convirtiéndose en el único hombre en toda la historia en ser campeón de los cuatro torneos Majors a la vez en tres superficies distintas (Rod Laver lo consiguió en dos superficies distintas). Adicionalmente, también es el primer tenista masculino desde Rod Laver que ha logrado los tres primeros Grand Slams de la temporada: Abierto de Australia, Roland Garros y Wimbledon, siendo además el primero que lo logra en tres superficies distintas (2021). Es el quinto tenista en la Era Abierta que logra el denominado «Channel Slam», es decir, ganar el doblete Roland Garros y Wimbledon (2021). Es el cuarto tenista en toda la Era Abierta que consigue el doblete Abierto de Australia-Roland Garros, además de ser el único en conseguirlo en tres ocasiones: en 2016, 2021 y 2023. Es el octavo jugador en la Era Abierta que completa el doblete en Wimbledon y el Abierto de Estados Unidos: 2011, 2015 y 2018.
Djokovic es el jugador con más presencias en finales de Grand Slam en la historia, con 37. Es el primer jugador de la historia con diez presencias en dos finales de Grand Slam sobre dos superficies diferentes (Outdoor Hard y Outdoor Grass), y el único con diez finales en tres Majors diferentes: Abierto de Australia (10), Wimbledon (10) y Abierto de Estados Unidos (10), también es el único tenista de la historia con once presencias en semifinales de los cuatro torneos Majors, incluido un récord de 52 semifinales. El jugador serbio ostenta el récord de más victorias en partidos oficiales, con 392. Es el único tenista en toda la historia con más de 90 victorias en los cuatro torneos de Grand Slam: Abierto de Australia (99), Roland Garros (101), Wimbledon (102) y Abierto de Estados Unidos (90).
Posee el récord de más victorias consecutivas en Grand Slam en la Era Abierta, con 30, entre los años 2015 y 2016. Es el primer tenista en la historia que ha logrado cinco rachas diferentes de 25 victorias consecutivas o más en Grand Slam: 27 (2011-2012), 30 (2015-2016), 26 (2018-2019), 27 (2021) y 27 (2022-2023). Es el único jugador en la historia en ganar tres Grand Slams el mismo año en cuatro temporadas: 2011, 2015, 2021 y 2023. Es el único tenista de la historia que ha logrado cinco rachas diferentes de tres títulos consecutivos en Majors. Es el primero en la Era Abierta en haber ganado un título de Grand Slam en tres décadas diferentes.
Es el jugador con mayor número de títulos Masters 1000, con 40. Es el único tenista en toda la Era Abierta en lograr el Career Golden Masters, es decir, ganar los nueve Masters 1000 del circuito, el único en ganarlos todos al menos dos veces, el único que ha ganado seis títulos en una sola temporada: Indian Wells, Miami, Montecarlo, Roma, Shanghái y París-Bercy (2015) y el único que ha ganado cinco títulos consecutivos: Indian Wells, Miami, Madrid (no participó en Montecarlo), Roma y Canadá (2011). Es el único jugador en la Era Abierta que ha ganado el Abierto de Australia y los primeros tres Masters 1000 de la temporada (2015). Es el segundo jugador, después de Andre Agassi en 1999, en ganar el doblete Roland Garros-París, y ser el único tenista en lograrlo en dos ocasiones: 2021 y 2023. Es el único que ha ganado al menos seis veces un Masters 1000, en las dos superficies que se disputan en el año: Miami, Roma y París.
En la categoría de los llamados «Grandes Títulos» (Grand Slam, All Tour Finals, Masters, Juegos Olímpicos), Novak Djokovic es el líder, con 72 (récord de 107 finales). Asimismo, es el tenista con más títulos (50) en grandes torneos sobre superficie dura: 14 Grand Slams, 29 Masters y 7 ATP Finals (récord de 68 finales), y es el jugador con más títulos obtenidos (10) en grandes torneos en una sola temporada: 3 Grand Slams, 6 Masters (récord de 8 finales disputadas) y el ATP Finals (2015). Es el único que ha ganado seis títulos o más en seis «Big Tournaments» diferentes y el único en lograrlo en las tres superficies: Abierto de Australia (Outdoor Hard), Wimbledon (Outdoor Grass), Miami (Outdoor Hard), Roma (Outdoor Clay), París y ATP Finals (Indoor Hard). Es el único tenista de la Era Abierta que ha completado todos los grandes torneos en individuales.
Cuenta con la segunda mejor marca de finales consecutivas disputadas (junto con Roger Federer) en la era profesional (excluyendo las competiciones por equipos), con 17 (2015-2016), cifra solo superada por Ivan Lendl, con 18, entre los años 1981 y 1982. Es uno de los seis tenistas que han sobrepasado las 40 victorias consecutivas en la Era Abierta, situándose en tercera posición, con 43 triunfos oficiales consecutivos, entre los años 2010 y 2011.
Ocupa la tercera posición en la lista de jugadores con más títulos ATP con 100, sólo por detrás de Jimmy Connors (109) y Roger Federer (103). Hasta la fecha, es el tercer tenista por cantidad de victorias en toda la historia, con 1150, y cuenta actualmente con el mejor rendimiento de la historia con un 83,5 % de victorias. Novak Djokovic es el jugador con más victorias contra rivales situados entre los cinco (122) y diez (257) mejores del ranking ATP.
El serbio ha logrado todos y cada uno de los títulos que otorgan puntos ATP: Grand Slam, ATP Finals, Masters 1000, ATP Tour 500, ATP Tour 250, Copa Davis y ATP Cup. Además, ha representado a su país en competiciones como la Copa Davis, la Copa Hopman y la ATP Cup, logrando un título en la primera, en 2010, finalista en la segunda, en 2008 y 2013, y campeón en la tercera, en 2020. También ha participado en cinco Juegos Olímpicos diferentes, logrando una medalla de oro en París 2024 y una de bronce en los de Pekín 2008.
Su juego está caracterizado por la consistencia y solidez desde el fondo de la pista. Se le considera como uno de los mejores restadores de todos los tiempos, además de poseer uno de los mejores revés a dos manos del circuito, todo ello unido a su enorme fuerza mental y su variedad en el saque, hacen que el serbio domine prácticamente todas las facetas del juego y le permita desempeñarse con éxito en todas las superficies: tanto en pista dura, como en tierra batida, como en hierba. Es considerado por muchos especialistas, exjugadores, periodistas deportivos, entrenadores y aficionados, como el mejor tenista de todos los tiempos y uno de los atletas más grandes de la historia.
Dentro de sus premios más importantes se encuentran el Premio Laureus al Mejor Deportista Masculino Internacional del Año (2012, 2015, 2016, 2019 y 2024), Premio de la BBC a la Personalidad Deportiva Extranjera (2011), Golden Bagel Award (2011 y 2012) y premio Campeón de Campeones (2021) otorgado por el diario francés L'Équipe. Fue clasificado como el segundo mejor deportista del mundo en el año 2020 en la publicación Sportspedia 100.

## Biografía
Novak Djokovic nació el 22 de mayo de 1987, en Belgrado, Yugoslavia. Su padre se llama Srdjan, de origen serbio, gran jugador de tenis de mesa y destacado en el esquí, y su madre Dijana, es de origen croata. Tiene dos hermanos menores, Marko y Djordje, que también son jugadores de tenis con aspiraciones profesionales. Empieza a jugar al tenis a la edad de cuatro años. En el verano de 1993, a los seis años de edad, la leyenda yugoslava Jelena Genčić ve jugar a Đoković. Al ver al joven talentoso y dedicado, ella declara: "Este es el mayor talento que he visto desde Mónica Seles". Genčić trabaja con Djokovic durante seis años antes de darse cuenta de que, debido a su rápido desarrollo, ir al extranjero en busca de un mayor nivel de competencia sería la mejor opción para su futuro como tenista de alto nivel. Con ese fin se puso en contacto con Nikola Pilic y en septiembre de 1999, a los 12 años, se traslada a la academia de Pilic en Oberschleißheim, Alemania. A los 14 años empieza su carrera internacional, ganando campeonatos en Europa, tanto en individuales como en dobles, y en competiciones por equipos.
Djoković también es conocido por su gran sentido del humor fuera de las canchas y por las imitaciones de sus compañeros, muchos de quienes son sus amigos. Esto se hizo evidente para el mundo del tenis después de su victoria en 2007 en el Abierto de Estados Unidos en los cuartos de final frente a Carlos Moyá, donde entretuvo a la audiencia con imitaciones de Rafael Nadal y María Sharápova. También hace una impresionante imitación del gran tenista estadounidense John McEnroe después de su último partido preliminar en el Abierto de Estados Unidos 2009. Luego jugarían un breve partido con McEnroe para el deleite de la audiencia. Es debido a su personalidad jovial que se gana el apodo de "Djoker", un acrónimo de su apellido y el comodín de palabras. Novak Djokovic es un miembro del club de la "Champions for Peace", una organización integrada por un grupo de famosos atletas de élite comprometidos a servir a la paz en el mundo a través del deporte, con sede en Mónaco.
Al igual que otros tenistas como Roger Federer, Djokovic habla cinco idiomas: castellano, serbio, inglés, alemán e italiano. Se encuentra trabajando en su francés y también ha expresado que le gustaría aprender a hablar chino, ya que en China es muy querido y respetado.
El 28 de abril de 2011, en Belgrado, el patriarca Ireneo I de Serbia concede a Novak Djokovic la Orden de San Sava de clase I, la más alta condecoración de la Iglesia ortodoxa serbia. La orden le es otorgada porque demuestra su amor por la Iglesia y porque presta asistencia a la población serbia, iglesias y monasterios de la Iglesia ortodoxa de serbia de Kosovo y Metohija. También se le conoce con el sobrenombre de Nole.
Actualmente reside en Montecarlo, Mónaco. Es un reconocido seguidor del AC Milan. En adición, estudia piano con la famosa Lola Astanova.
Por respeto a los animales y conciencia medioambiental, sigue una dieta vegetariana estricta que además afirma que le ha ayudado con su celiaquía.

### Casamiento y familia

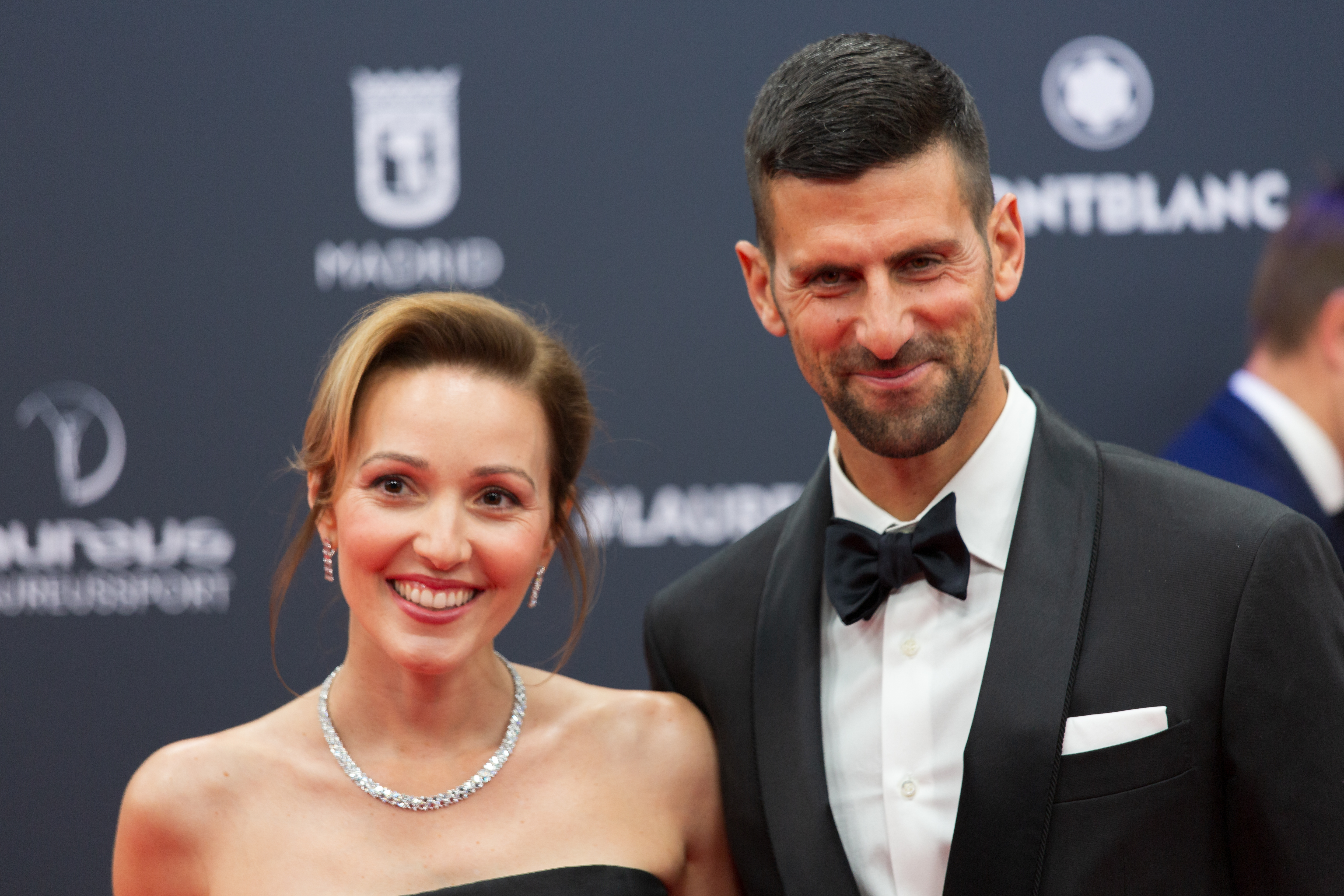
Novak Djokovic y su esposa Jelena en 2024.

El 25 de septiembre de 2013, Nole confirma a través de las redes sociales que Jelena Ristic se convierte en su prometida y futura esposa, tras ocho años de noviazgo. El 14 de julio de 2014, pocos días después de ganar Wimbledon, contraen matrimonio. El 22 de octubre de 2014, nace el primer hijo de la pareja, Stefan Djokovic. El 2 de septiembre de 2017, Nole y Jelena se convierten en padres por segunda vez, en esta ocasión de una niña, Tara Djokovic. Además, a Jelena se le ve constantemente en cada uno de los partidos de Novak, demostrando ser una gran fan de "Nole".
Cristiano ortodoxo practicante, el 28 de abril de 2011, el Patriarca Ireneo de Serbia condecoró a Djokovic con la Orden de San Sava, la más alta condecoración de la Iglesia Ortodoxa Serbia, por su contribución a la conservación de los monasterios ortodoxos en Kosovo y Metohija y por sus obras de caridad en Serbia. Igualmente ha sido condecorado con la Orden de la serbia República Srpska.
Djokovic también es muy popular por compartir vídeos, debido a sus famosas imitaciones de otros tenistas como María Sharápova, Rafael Nadal, Serena Williams y Ana Ivanovic.

### Labor humanitaria
El serbio ha recibido el reconocimiento de la ONG por la labor que realiza con su fundación.
Comenzó su labor con la ONG en 2011, cuando fue nombrado embajador en su país. Djokovic nació en Belgrado en 1987 y, aunque solo vivió allí 12 años, fue testigo de la guerra de la antigua Yugoslavia y las devastadoras consecuencias que causó en la infancia, por eso se ha implicado con los más pequeños y vulnerables. "Me siento honrado de seguir ayudando a defender y respetar los derechos de los niños y proporcionar acceso a la atención y desarrollo en la infancia para los niños y niñas", ha asegurado el tenista.
"Es un héroe en las canchas, es un héroe para los niños, un modelo a seguir, especialmente en Serbia", ha destacado la directora adjunta de Unicef, Yoka Brandt, quien presentó el acto. La fundación de Djokovic, creada en 2007, dedica sus esfuerzos, en concreto, a la infancia y la educación temprana en Serbia, el país de origen del tenista. La fundación de Novak Djokovic también ha abierto un total de 45 centros de educación infantil en toda Serbia y ha impactado en más de 22,000 niños y 1,500 maestros con sus esfuerzos.
La fundación Novak Djokovic tiene en marcha varios proyectos, como el apoyo a niños huérfanos a causa de la guerra, jóvenes que necesitan atención médica que no les proporciona su país o intervenciones en caso de catástrofe, como las inundaciones de los Balcanes en 2014. El presidente del Banco Mundial, Jim Yong Kim, ha destacado que la educación "es uno de los caminos más seguros para poner fin a la extrema pobreza en el mundo". Djokovic se ha unido así a la lista de famosos que ostentan el título de embajador de Buena Voluntad de Unicef y desarrollan su labor humanitaria por todo el planeta. Entre otros, la actriz Angelina Jolie, la también tenista Serena Williams, el futbolista David Beckham o las cantantes Shakira y Katy Perry.
Djokovic es miembro activo de la Iglesia Ortodoxa Serbia. El 28 de abril de 2011, el Patriarca Irinej de Serbia otorgó a Djokovic la Orden de San Sava, la más alta condecoración de la Iglesia Ortodoxa Serbia, por sus contribuciones a los monasterios de la Iglesia Ortodoxa Serbia en Kosovo y Metohija y su labor caritativa en Serbia. Ha dicho que admiraba y tenía en alta estima al obispo Amfilohije, quien jugó un papel clave para ayudarlo en un momento difícil durante las guerras yugoslavas.
El tenista serbio aporto un millón de euros por la compra de respiradores artificiales e insumos para hospitales. Los recursos fueron destinados a distintas instalaciones médicas de su país natal para combatir el coronavirus.

## Carrera profesional

### Inicios en su carrera
Como miembro del equipo nacional de la República Federal de Yugoslavia, llegó a la final de 2001 de la Copa Davis Junior para jugadores menores de 14 años, en la que pierde su partido de individuales.
En juniors, Djokovic jugó Singles cuyo victorias tiene un registro de victorias/derrotas de 40- 11 (y 23-6 en dobles). En los torneos Juniors de Grand Slam su mejor actuación fue en el Abierto de Australia, donde alcanzó las semifinales en 2004.
En el comienzo de su carrera profesional, Djokovic juega principalmente Futures y Challengers, ganando tres de cada uno desde 2003 hasta 2005. Su primera gira a nivel ATP es en el Torneo de Umag 2004 donde enfrentó a Filippo Volandri en primera ronda y pierde por 6-7 y 1-6. Hace su primera aparición en un Grand Slam en el Abierto de Australia 2005. Viniendo desde la previa, pierde en primera ronda ante Marat Safin por 6-0, 6-2 y 6-1.

### 2006: Primeros títulos ATP

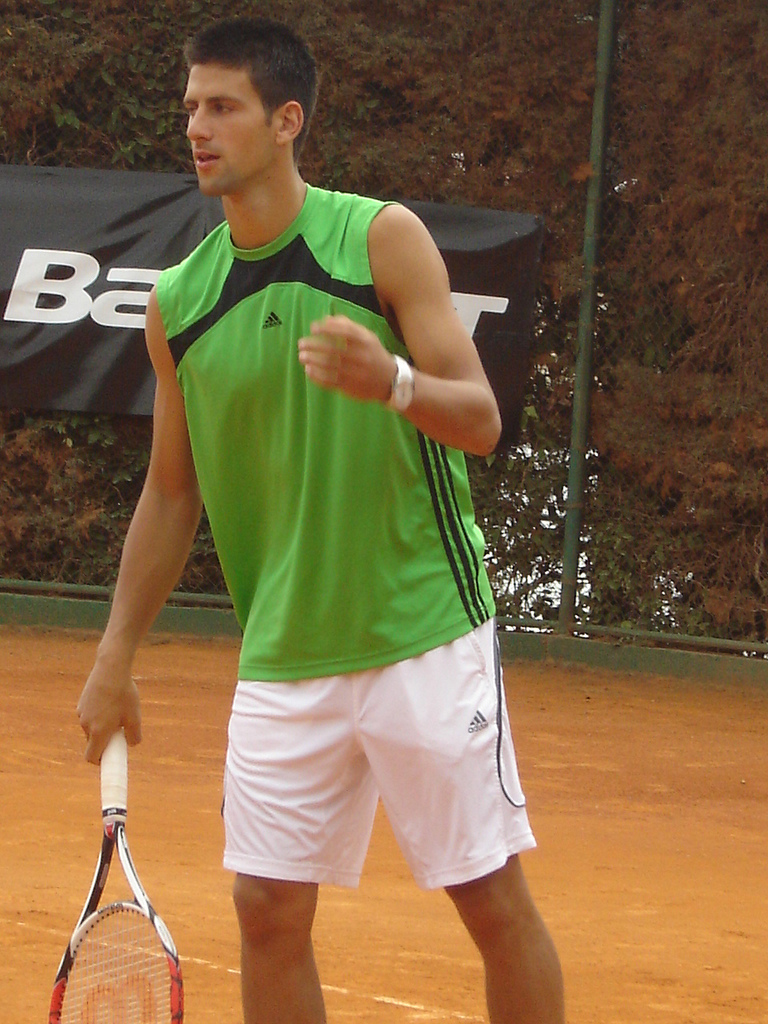
Djokovic en 2006

Djokovic alcanzó el top 40 del ranking ATP debido a su aparición de cuartos de final en el Roland Garros y tras llegar a la cuarta ronda de Wimbledon. También llegó por primera vez en su carrera de Masters a cuartos de final en Madrid durante la temporada de tierra batida. El primer encuentro con Nadal se produjo en los cuartos de final del torneo de Roland Garros 2006, donde Djokovic tuvo que retirarse por una lesión en el tercer set. Tres semanas después de Wimbledon, ganó su primer título en Amersfoort sin perder un solo set, derrotando a Nicolás Massú en la final. Ganó su segundo título en Metz y se instaló en el top 20 por primera vez en su carrera terminando en el puesto n.º 20 del ranking ATP.

### 2007: Top 3, primeros Masters 1000 y primera final de Grand Slam

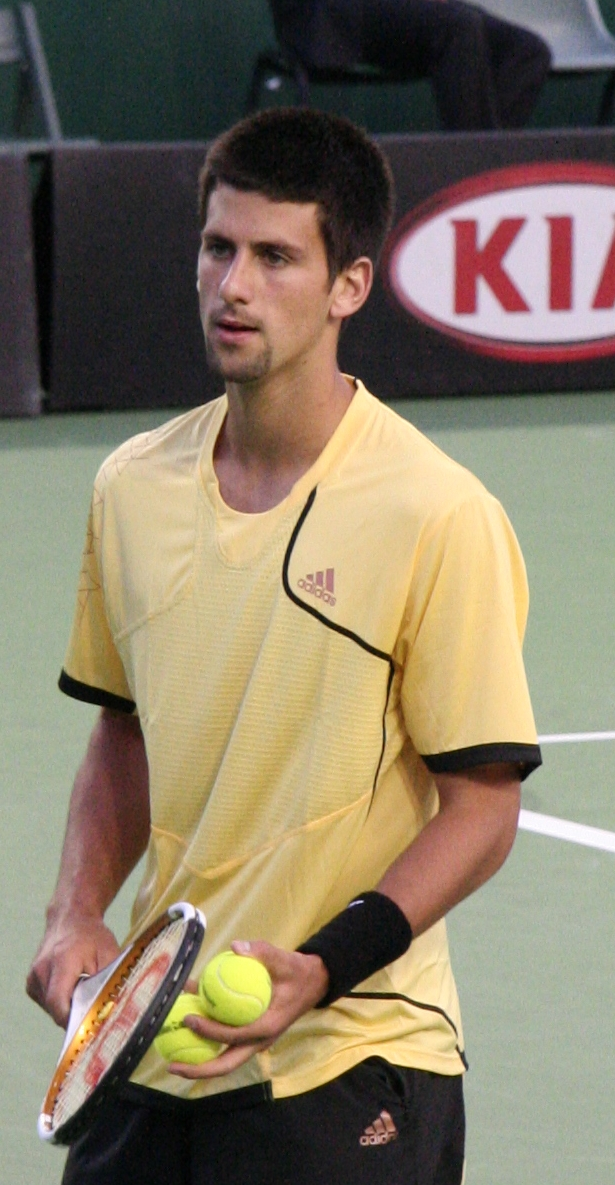
Djokovic durante el Abierto de Australia 2007.

En 2007 comenzó el año ganando el Torneo de Adelaida, derrotando al australiano Chris Guccione en la final. En el Abierto de Australia 2007 llegó a cuarta ronda perdiendo ante el posterior campeón Roger Federer en sets corridos. Luego tiene brillantes actuaciones en el Masters Series de Indian Wells y en Miami donde es finalista y campeón, respectivamente. Con estos resultados llega al n.º 10 del ranking mundial. Djokovic pierde la final del Indian Wells ante Rafael Nadal y es campeón en Miami ante Guillermo Cañas derrotándolo por 6-3, 6-2 y 6-4.
Inmediatamente después de su primer Masters 1000 vuelve a casa para contribuir con su país a entrar en el Grupo Mundial de la Copa Davis 2007. Serbia se enfrenta a la República de Georgia y Djokovic trae un punto al derrotar a George Chanturia. Este fue el torneo en el que se prepara para la temporada de tierra batida.
Más tarde Djokovic jugó el Masters de Montecarlo, donde es derrotado por David Ferrer en tercera ronda. Luego en el Torneo de Estoril se corona campeón derrotando a Richard Gasquet en la final. Djokovic llega a cuartos de final tanto del Masters de Roma como del Masters de Hamburgo, perdiendo ante Rafael Nadal y Carlos Moyá, respectivamente. En el Abierto de Francia, Djokovic alcanza su primera semifinal de Grand Slam perdiendo ante el eventual campeón Rafael Nadal.
En Wimbledon, Djokovic gana en cuartos de final, en un partido de cinco horas, contra el chipriota Marcos Baghdatis por 7-6, 7-6, 6-7, 4-6 y 7-5. Así en su partido de semifinales contra Nadal, se ve obligado al retiro por dolencias en la espalda y en los pies.

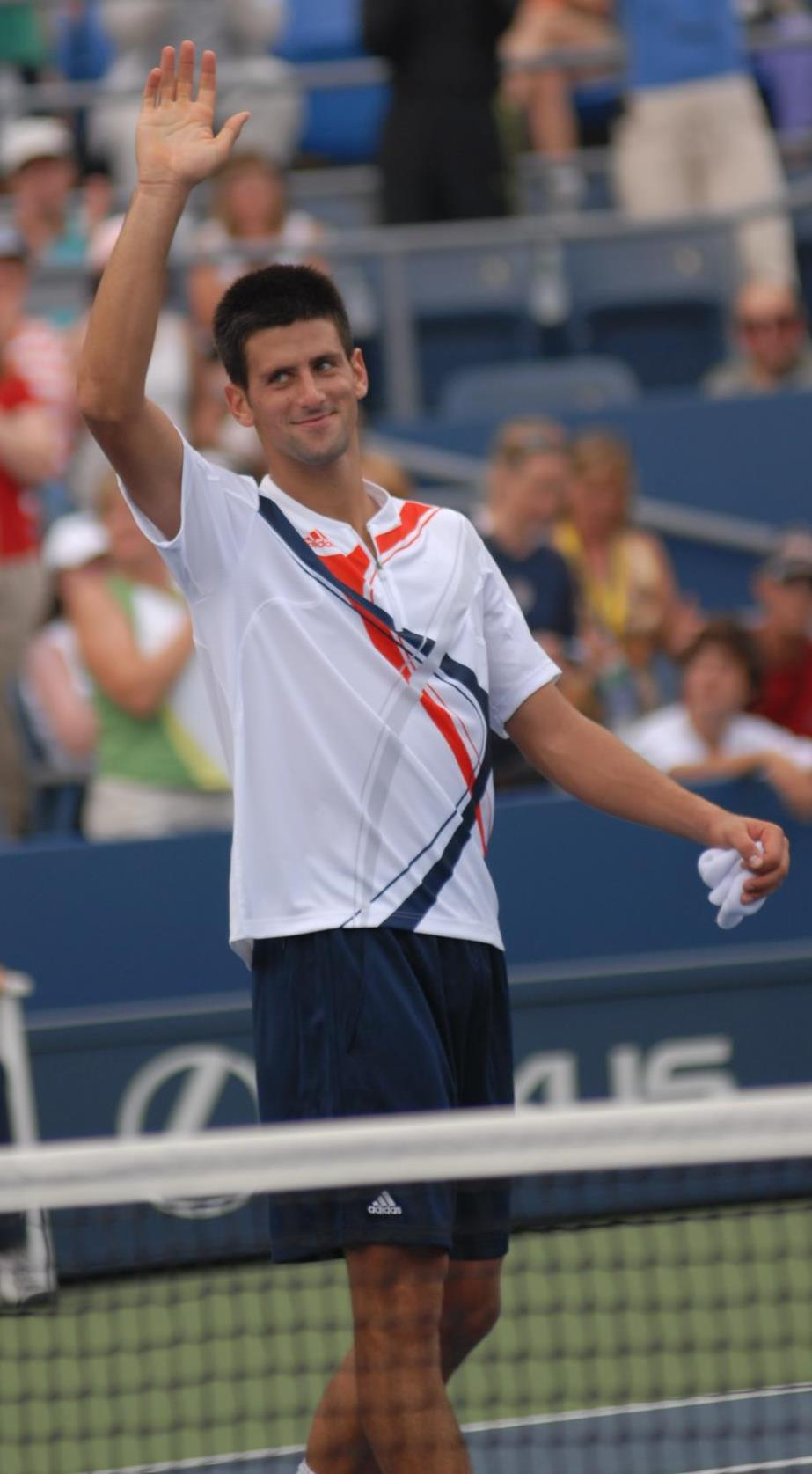
Djokovic en el Abierto de Estados Unidos 2007 llegaría a su primera final de Grand Slam perdiendo en sets corridos ante Federer.

Ya en los preparativos para el Abierto de Estados Unidos jugó la Copa Rogers. Allí derrotó al n.º 3 del mundo, Andy Roddick, en cuartos de final, al n.º 2, Rafael Nadal, en semifinales, y al n.º 1 del mundo, Roger Federer, en la final. Esa fue la primera vez que un jugador derrota a los tres mejores jugadores del mundo en un torneo, desde que Boris Becker lo hiciera en 1994. Djokovic también es el segundo jugador, después de Tomás Berdych, que derrota a Roger Federer y a Rafael Nadal en un mismo torneo. Después de este torneo, Björn Borg afirma: "Djokovic es definitivamente un aspirante a ganar un Grand Slam". Sin embargo, la semana siguiente en el Masters de Cincinnati Djokovic pierde en segunda ronda ante Carlos Moyà. En el último Grand Slam del año llega a la final del Abierto de Estados Unidos perdiendo ante Roger Federer por 6-7, 6-7 y 4-6.
Es en 2007, cuando Djokovic se convierte en uno de los favoritos del público con sus imitaciones en la pista junto a otros jugadores como Rafael Nadal, Andy Roddick y María Sharápova.
Djokovic ganó su quinto título del año en Viena derrotando a Stanislas Wawrinka en la final. Luego en la Mutua Madrileña cae ante David Nalbandian en las semifinales por 6-4 y 7-6. Djokovic termina el año como número 3 del mundo, clasificándose a la Tennis Masters Cup, pero sus resultados no fueron buenos, ya que pierde todos los partidos sin poder ganar un set.
Novak recibió una insignia de oro, premio al mejor atleta de Serbia y es declarado por el Comité Olímpico de Serbia como el mejor deportista.

### 2008: Primer Grand Slam, primera Copa Masters y medalla de bronce en Beijing
Djokovic comienza el año disputando la Copa Hopman 2008 junto con su compañera Jelena Jánkovic. En equipo ganan todos sus partidos de round-robin y como preclasificados n.º 1 llegan a la final. Allí pierden por 2-1 ante los segundos cabeza de serie, Estados Unidos, con un equipo formado por Serena Williams y Mardy Fish.

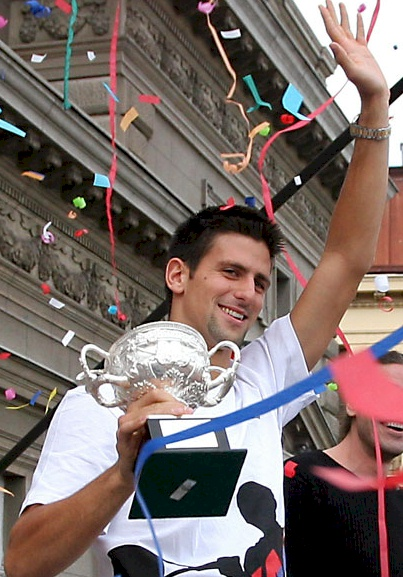
Novak festejando en su natal Belgrado tras ganar el Abierto de Australia 2008, el que su primer título de Grand Slam y a la vez el 1.ºGrand Slam del tenis serbio.

En el Abierto de Australia llega a la final sin ceder un solo set, incluyendo la victoria en semifinales sobre el campeón defensor, Roger Federer, para acceder a su segunda final en un Grand Slam. En la misma derrota al francés Jo-Wilfried Tsonga en cuatro sets por 4-6, 6-4, 6-3 y 7-6 y así consigue ganar su primer Grand Slam. Esa es la primera vez, desde el Abierto de Australia 2005, que un Grand Slam no es ganado por Roger Federer o Rafael Nadal. Y también es la primera vez que un tenista serbio gana un Grand Slam.

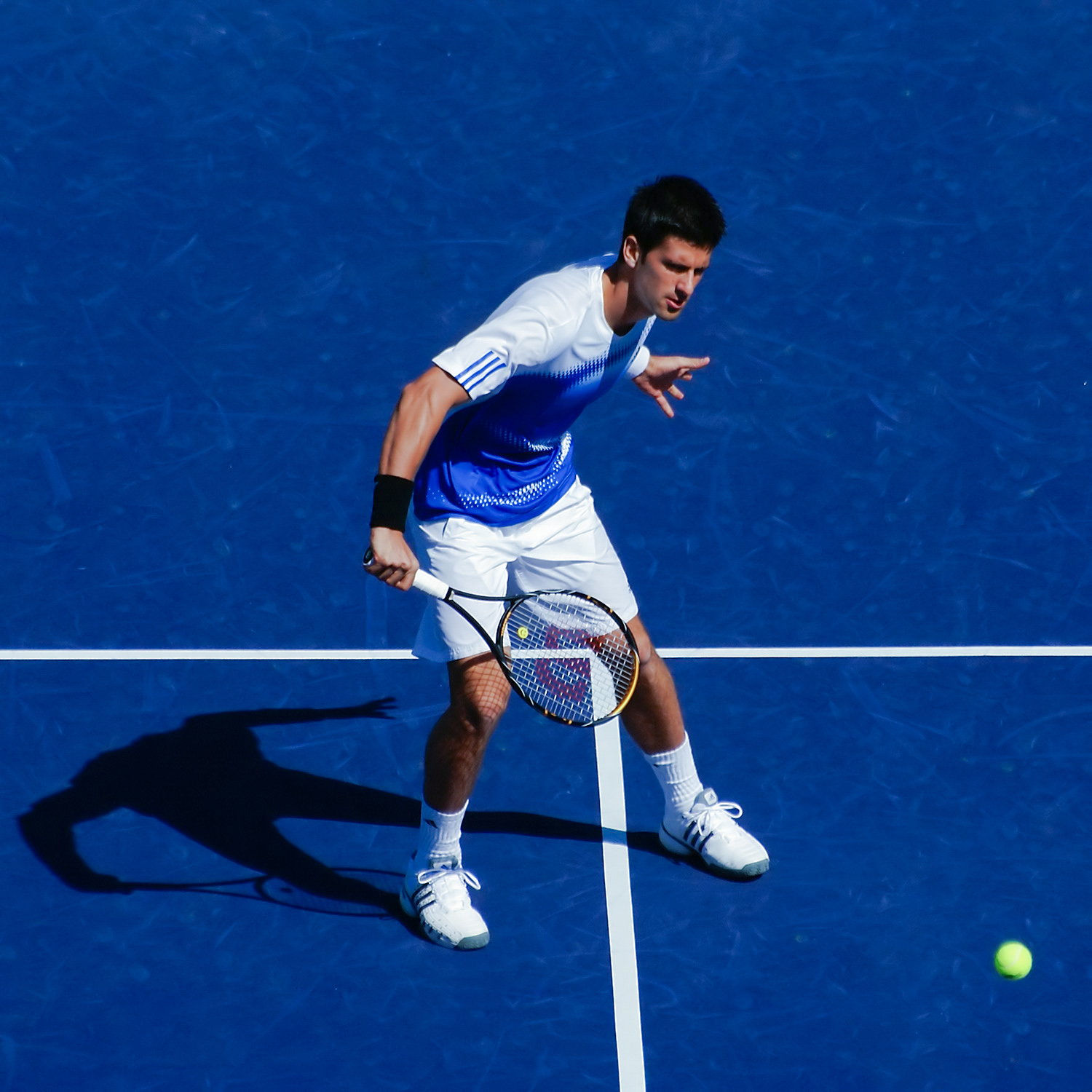
Djokovic en el Masters de Indian Wells 2008 logrando el título tras vencer a Mardy Fish.

Luego de su gloriosa consagración, juega el Torneo de Dubái 2008 llegando a semifinales, en donde pierde en las semifinales ante Andy Roddick. Luego en el Masters de Indian Wells, Djokovic gana el noveno título de individuales en su carrera, derrotando al estadounidense Mardy Fish en la final en tres sets, por 6-2, 5-7 y 6-3.
Djokovic gana su décimo título de individuales en su carrera y su cuarto Masters 1000 en el Internazionali d'Italia, derrotando en la final al suizo Stanislas Wawrinka por 4-6, 6-3 y 6-3. A la semana siguiente, en el Masters de Hamburgo, Djokovic pierde con Rafael Nadal en las semifinales. En el Roland Garros, como tercer cabeza de serie, pierde con Nadal en las semifinales en sets corridos.
En la temporada de césped, Djokovic vuelve a jugar contra Nadal, pero esta vez en la final del Torneo de Queen's, en Londres, perdiendo por 7-6 y 7-5. En Wimbledon pierde sorpresivamente en segunda ronda ante Marat Safin, lo que pone fin a una racha de cinco Grand Slam consecutivos, en los que había alcanzado al menos las semifinales.

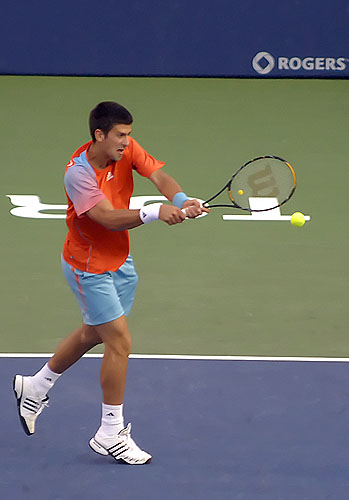
Djokovic durante el Masters de Canadá 2008.

Djokovic no logra defender el título conseguido en 2007, de la Copa Rogers en Toronto, porque es eliminado en los cuartos de final por el octavo cabeza de serie, Andy Murray, por 6-3 y 7-6. A la semana siguiente, en el Masters de Cincinnati, Djokovic avanza a la final superando a Nadal en semifinales. En la final vuelve a perder con Murray en sets corridos.
Después participa en los Juegos Olímpicos de Pekín, en su primera aparición en dicha competición. Junto con Nenad Zimonjic son segundos cabeza de serie en dobles masculinos, pero son eliminados en primera ronda por la pareja checa Martin Damm y Pavel Vizner. Como tercer preclasificado en singles, Djokovic llega a las semifinales perdiendo ante Rafael Nadal por 6-4, 1-6 y 6-4. Djokovic gana la medalla de bronce al derrotar a James Blake por 6-3 y 7-6.
Después de los Juegos Olímpicos juega el Abierto de Estados Unidos como el tercer cabeza de serie. Djokovic se ve obligado a pedir receso durante varios partidos del torneo, por lesiones, lo que provoca el comentario de Andy Roddick, en el que dice que el serbio tenía "16 heridos". Novak derrota al estadounidense en cuartos de final y en la entrevista posterior al partido expresa su inconformidad con el comentario de Roddick, provocando los abucheos de la multitud de Nueva York. La carrera hacia su segundo Grand Slam termina en las semifinales, en la que pierde por 6-3, 5-7, 7-5 y 6-2 ante Roger Federer, quien toma revancha de la final del Abierto de Australia 2008.

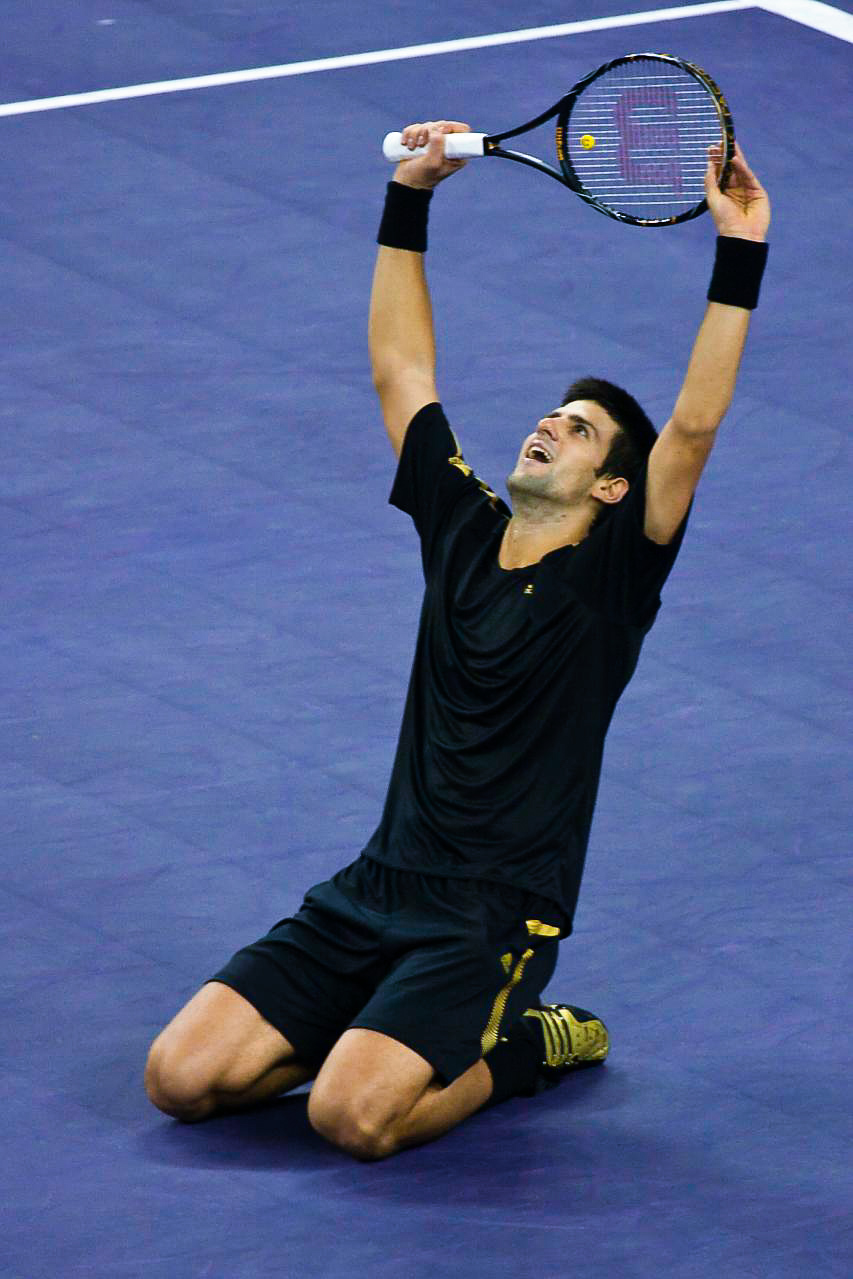
Djokovic festeja tras ganar su primer Torneo de Maestros.

Djokovic juega cuatro torneos tras el Abierto de Estados Unidos. Como revancha de la final del Abierto de Australia 2008, pierde en la final del Torneo de Bangkok ante Jo-Wilfried Tsonga por 7-6 y 6-4. En noviembre, Djokovic es el segundo preclasificado en la Tennis Masters Cup 2008 porque Rafael Nadal no puede participar. En su primer partido del round-robin derrota al argentino Juan Martín del Potro en dos sets. El segundo partido es ante Nikolái Davydenko, a quien vence en tres sets antes de perder su último partido del round-robin contra Jo-Wilfried Tsonga por 1-6, 7-5 y 6-1. Djokovic se clasifica a las semifinales y vence a Gilles Simon por 4-6, 6-3 y 7-5. En la final Djokovic derrota a Nikolái Davydenko, de nuevo, por 6-1 y 7-5, para ganar la primera Copa Masters en su carrera.
Djokovic termina el año en el puesto n.º 3 del ranking mundial.

### 2009: Diez finales, cinco títulos ATP y aparición del Big Four

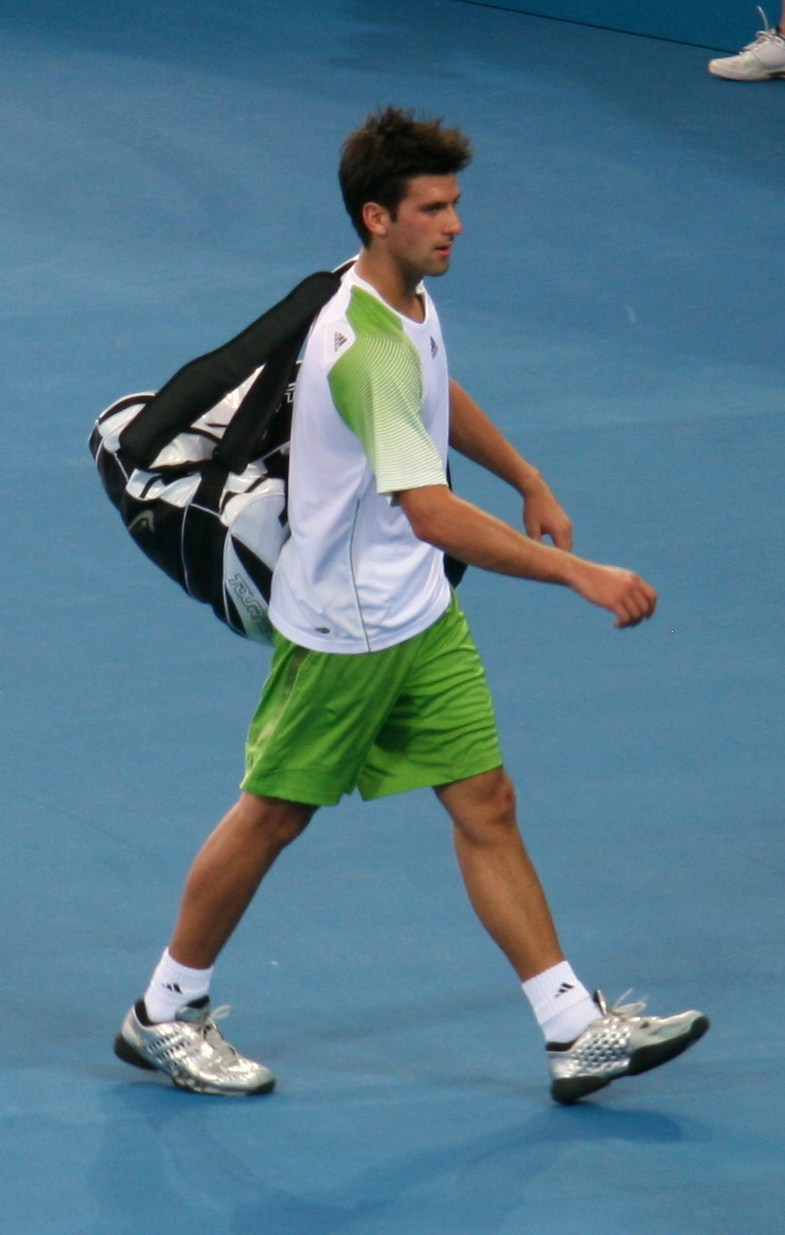
Djokovic tras caer eliminado en Brisbane 2009 ante Ernests Gulbis en primera ronda.

Djokovic comienza el año participando del Torneo de Brisbane en Australia, donde es derrotado por Ernests Gulbis en primera ronda. En Sídney pierde ante Jarkko Nieminen en semifinales. Djokovic hubiera podido ascender al n.º 2 del mundo de haber ganado dicho partido.
Como el campeón defensor del Abierto de Australia, Djokovic se retira de su partido de cuartos de final debido al agotamiento por calor, calambres musculares y dolor ante el ex número uno, Andy Roddick, mientras estaban en el cuarto set 6-7, 6-4, 6-2 y 2-1. Su retiro es criticado por varios jugadores, entre ellos Roger Federer.
Después de perder en las semifinales del Torneo de Marsella ante Jo-Wilfried Tsonga, Djokovic gana el Torneo de Dubái derrotando a David Ferrer para conseguir el duodécimo título de su carrera. La semana siguiente, Djokovic defiende el título en Indian Wells, pero pierde frente a Andy Roddick en cuartos de final por 6-3 y 6-2. En el Masters de Miami Djokovic vence a Roger Federer en semifinales por 3-6, 6-2 y 6-3, antes de perder ante Andy Murray en la final.
Djokovic llega a la final del Masters de Monte Carlo en arcilla, perdiendo ante Rafael Nadal en la final. En el Internazionali BNL d'Italia, Djokovic como campeón defensor, vuelve a perder en la final ante Rafael Nadal. Esta derrota hace que Djokovic caiga al n.º 4 del mundo, poniendo fin a 91 semanas consecutivas como número 3.

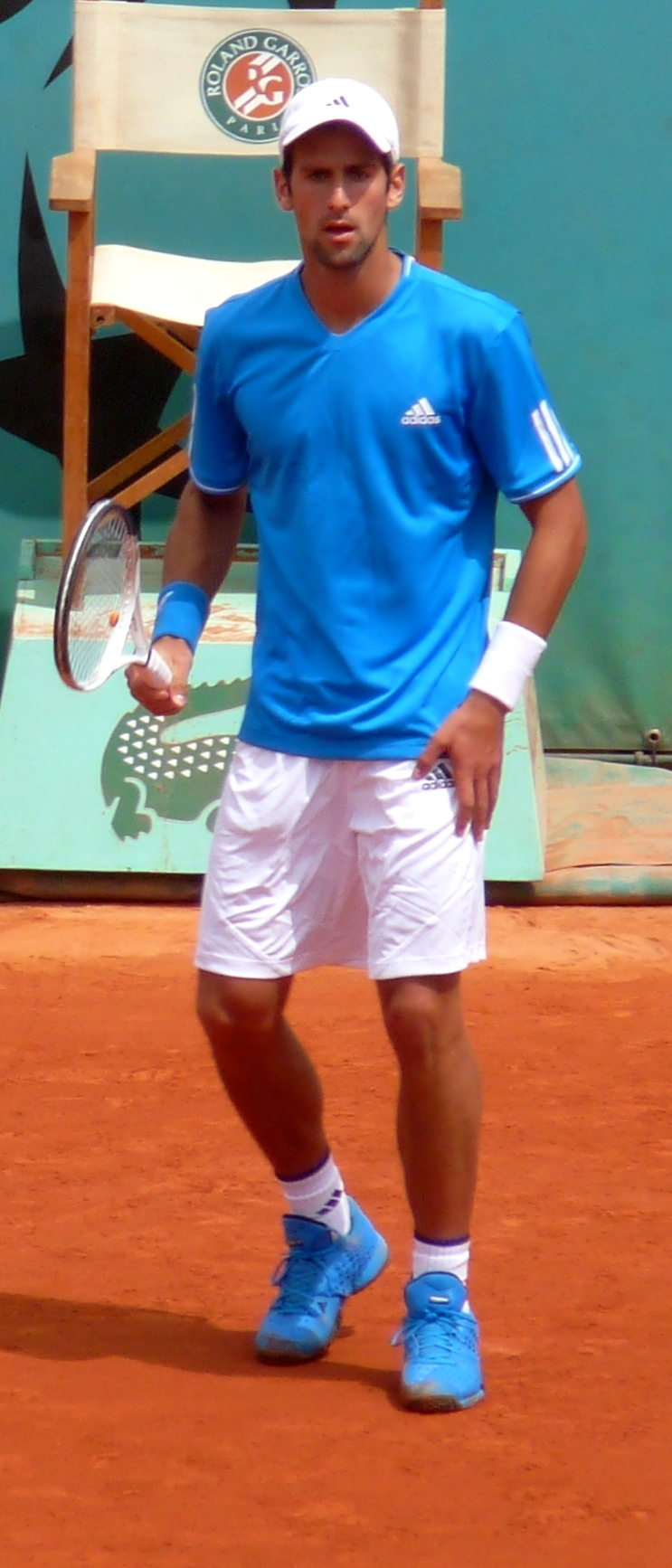
Djokovic durante Roland Garros 2009 donde cae sorprendentemente en tercera ronda ante Philipp Kohlschreiber.

Djokovic es el primer preclasificado en la primera edición del Torneo de Belgrado, su ciudad natal. Llega a la final, en la que derrota a Lukasz Kubot para ganar su segundo título del año. Como tercer preclasificado en el Mutua Madrileña Masters Madrid, Djokovic avanza a las semifinales sin perder un set. Allí se cruza con Rafael Nadal por tercera vez en cinco semanas y pierde por 3-6, 7-6 (5) y 7-6 (9). El partido dura 4 horas y 3 minutos y es el partido más largo de tres sets en el ATP World Tour en la Era Open, hasta la semifinal de los Juegos Olímpicos de Londres 2012 entre Federer y Del Potro, que dura 4 horas con 26 minutos. En el Roland Garros pierde sorpresivamente en tercera ronda ante el alemán Philipp Kohlschreiber por triple 6-4.
Djokovic comienza su temporada sobre hierba en Halle, que tras la baja de Roger Federer, compite como el máximo favorito. Avanza a la final, en la que cae ante el local Tommy Haas. En Wimbledon Djokovic llega a cuartos de final perdiendo nuevamente ante Tommy Haas por 7-5, 7-6, 4-6 y 6-3.
Durante la US Open Series, Djokovic llega a cuartos de final de la Copa Rogers en Montreal ante Andy Roddick por 6-4 y 7-6. En el Masters de Cincinnati derrota a Rafael Nadal en las semifinales por 6-1 y 6-4, para llegar a su segunda final consecutiva en el evento. Pierde en la final ante el n.º 1 del mundo, Roger Federer, por 6-1 y 7-5.

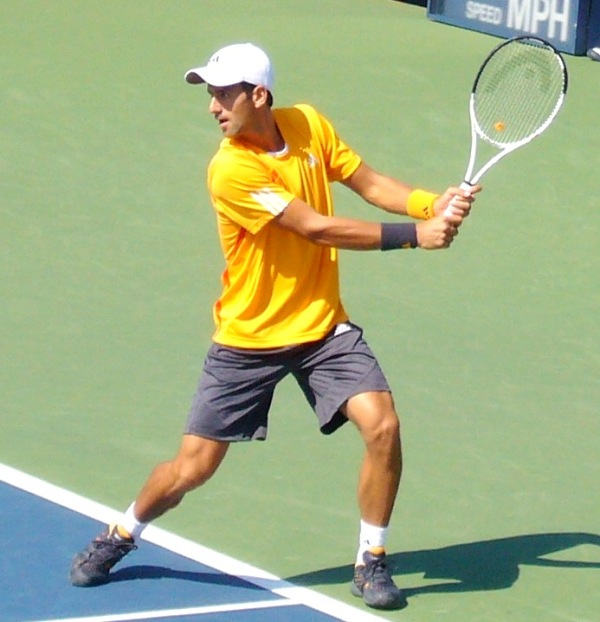

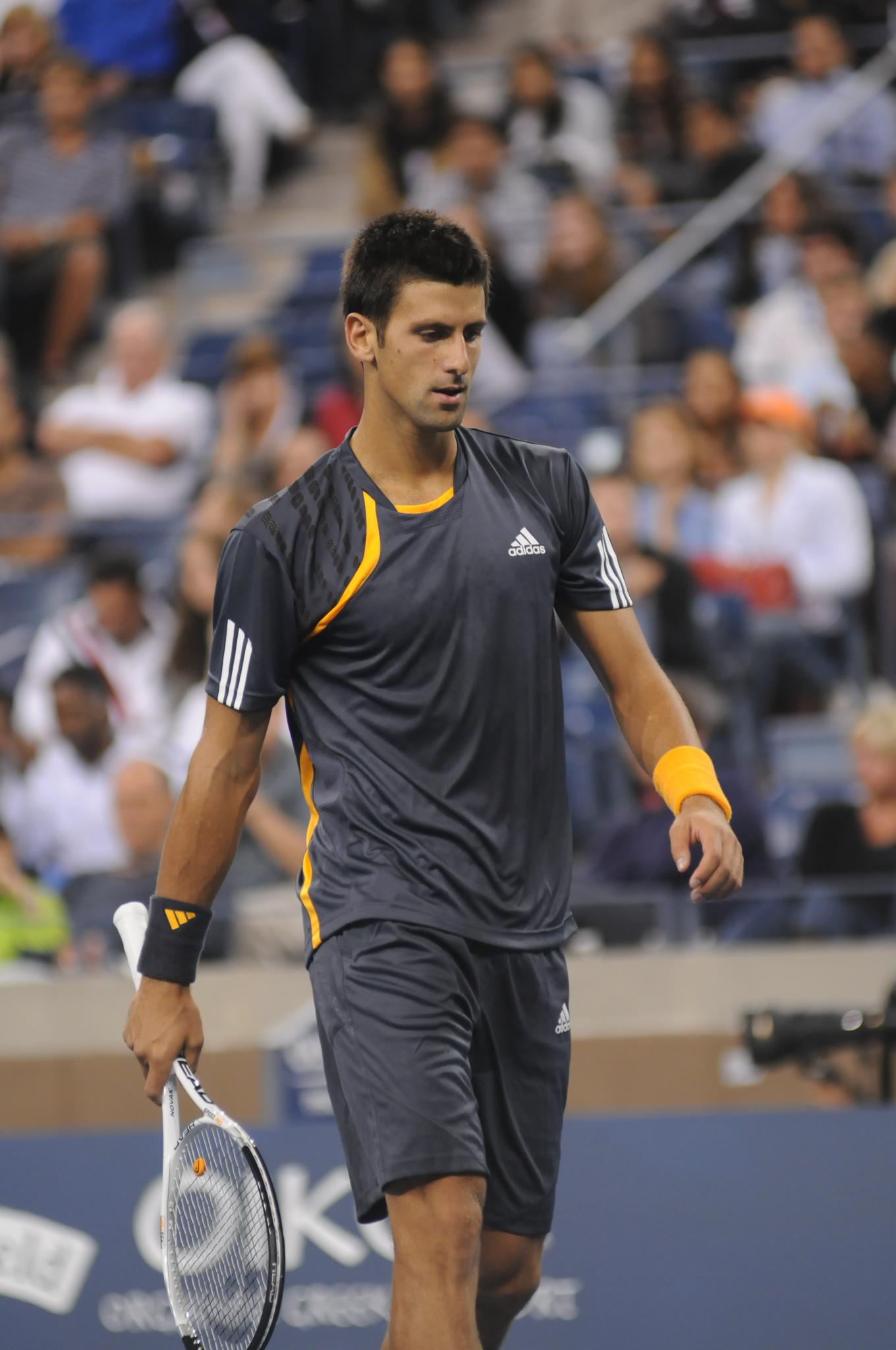
Djokovic durante el Abierto de Estados Unidos 2009 donde por tercer año consecutivo caería con Roger Federer en semifinales.

En el Abierto de Estados Unidos Djokovic llega a semifinales perdiendo ante Roger Federer por 7-6, 7-5 y 7-5. También vuelve a ganarse el apoyo del público (que se había vuelto en su contra después del comentario de Roddick en el Abierto de Estados Unidos 2008) con sus travesuras fuera de la cancha, incluyendo una exposición ligera contra John McEnroe tras su victoria sobre Stepanek.
Djokovic participa en el Abierto de China. Allí derrota a Victor Hanescu, Viktor Troicki, Fernando Verdasco y Robin Soderling en el camino a la final, en la que derrota a Marin Čilić en dos sets por 6-2 y 7-6 para ganar su tercer título del año. Djokovic recupera el n.º 3 del mundo, tanto como resultado de su actuación en este torneo como a la baja de Andy Murray del Masters de Shanghái. En la inauguración del Masters de Shanghái Djokovic pierde en las semifinales ante el sexto preclasificado, Nikolái Davydenko, por 6-4, 4-6 y 6-7 en poco más de 3 horas.
En el Swiss Indoors Djokovic derrota a Andreas Beck en primera ronda. En segunda ronda vence a Jan Hernych por doble 6-0 para llegar a los cuartos de final. En esta instancia se recupera de un set y un quiebre para derrotar al local Stanislas Wawrinka por 3-6, 7-6 y 6-2. En las semifinales salva tres puntos de partido para derrotar a Radek Štěpánek por 6-7, 7-5 y 6-2. En la final derrota al favorito y tres veces campeón defensor, Roger Federer, por 6-4, 4-6 y 6-2 para ganar su cuarto título del año. Con esta victoria Djokovic sigue la racha de 15-0 en los torneos ATP World Tour 500 en 2009.
En París-Bercy Djokovic finalmente gana su primer Masters 1000 del año. Derrota en semifinales a Rafael Nadal por 6-2 y 6-3, en 77 minutos. En la final Djokovic mantiene a raya varias remontadas en el partido ante el local Gaël Monfils y le gana por 6-2, 5-7 y 7-6.
En el último torneo del año, el ATP World Tour Finals 2009, con sede por primera vez en Londres, Djokovic, como campeón defensor, derrota a Nikolái Davydenko en la primera ronda del round-robin por 3-6, 6-4 y 7-5, extendiendo su racha ganadora a 11 partidos. Su racha termina en su segundo partido, en el que se ve a Djokovic cansado y en el que pierde por primera vez en seis enfrentamientos ante Robin Soderling por 7-6 y 6-1. A pesar de la victoria sobre Rafael Nadal por 7-6 y 6-3 en su último partido, Djokovic no puede clasificar a las semifinales, debido a su porcentaje de sets ganados, resultando inferior a la de Davydenko en un triple empate entre Soderling, Davydenko y Djokovic.
Djokovic termina el año como número 3 del mundo, por tercer año consecutivo, juega 97 partidos durante todo el año, más que cualquier otro jugador ATP World Tour, con un récord de 78-19. Además de liderar el ATP World Tour en partidos ganados, llega a un récord personal de cinco finales y cinco títulos.

### 2010: Título de la Copa Davis y subcampeón del Abierto de Estados Unidos
Djokovic comienza el año jugando en el torneo Kooyong Classic, un torneo de exhibición. En su primer partido derrota a Tommy Haas por 6-2 y 6-3, pero pierde ante Fernando Verdasco en el siguiente turno por 6-1 y 6-2. Djokovic participa en un partido de exhibición contra el preclasificado n.º 291, Bernard Tomic, en la que pierde. En el Abierto de Australia 2010, en primera ronda, derrota a Daniel Gimeno Traver por 7-5, 6-3 y 6-2. En segunda ronda logra vencer a Marco Chiudinelli por 3-6, 6-1, 6-1 y 6-3. En tercera ronda derrota con mucha facilidad a Denis Istomin por 6-1, 6-1 y 6-2. En cuarta ronda derrota a Lukasz Kubot por 6-1, 6-2 y 7-5. En los cuartos de final es eliminado por Jo-Wilfried Tsonga en cinco sets: 6-7, 7-6, 6-1, 3-6 y 1-6. A pesar de la derrota Djokovic alcanza la mejor preclasificación de su carrera, ubicándose como n.º 2 del mundo.
En el Torneo de Róterdam, en primera ronda, derrota a Sergui Stajovski por 6-2 y 4-1 y retiro del ucraniano. En segunda ronda derrota a Marco Chiudinelli por 6-4 y 6-2. Pasa directamente a semifinales al no presentarse Florian Mayer para su partido de cuartos de final. En semifinales pierde ante Mijaíl Yuzhny por doble 6-7. En el Torneo de Dubái, en los Emiratos Árabes Unidos, Djokovic alcanza su segunda final consecutiva en este evento, después de vencer a Guillermo García-López en primera ronda por doble 6-4. En segunda ronda derrota a su compatriota Viktor Troicki por 3-6, 6-4 y 6-2. En cuartos de final derrota a Ivan Ljubičić por 2-6, 6-4 y 6-0. En las semifinales vence a Marcos Baghdatis por 6-7, 6-3 y 6-4, para pasar a defender el título que había conseguido el año pasado. En la final derrota al ruso Mijaíl Yuzhny por 7-5, 5-7 y 6-3 y consigue su primer título del año. Esa es la primera vez en su carrera que Djokovic defendía un título.
A continuación forma parte del equipo de Serbia en la Copa Davis, en los Octavos de final contra los EE.UU, en la arcilla de Belgrado. Ayuda a Serbia a alcanzar su primer cuarto de final en la victoria 3-2 de la Copa Davis, derrotando a Sam Querrey en cuatro sets por 6-2, 7-6, 2-6 y 6-3 y a John Isner en cinco sets por 7-5, 3-6, 6-3, 6-7 y 6-4.
Djokovic participa en el primer Masters 1000 del año en el desierto, en el Masters de Indian Wells. En segunda ronda derrota a Mardy Fish por 6-1, 0-6 y 6-2. En tercera ronda derrota a Philipp Kohlschreiber por 6-3, 2-6 y 7-6. En cuarta ronda pierde ante el posterior campeón, Ivan Ljubičić, por 5-7 y 3-6. En el Masters de Miami pierde su primer partido ante Olivier Rochus por 2-6, 7-6 y 4-6. Esa es la primera vez que pierde en primera ronda desde que pierde ante Fabrice Santoro en el Masters 2007 BNP Paribas. Djokovic anuncia que deja de trabajar con Todd Martin como su entrenador. Martin admite que había intentado cambiar el movimiento de servicio con un ajuste de la técnica, lo que lleva a cometer sistemáticamente un alto número de dobles faltas en sus partidos y que hace que reduzca la amenaza en el servicio.
En su primer torneo en canchas de arcilla del año en el Masters de Montecarlo, como cabeza de serie superior, Djokovic llega a las semifinales con victorias sobre el suizo Stanislas Wawrinka y contra David Nalbandian. Allí pierde por primera vez en sus últimos cinco partidos contra Fernando Verdasco por doble 2-6. Djokovic vuelve a perder contra Verdasco en el Masters de Roma, en Roma, esta vez en cuartos de final por 6-7, 6-3 y 4-6. Djokovic dice después que su forma reciente se había visto obstaculizada por alergias en los últimos dos meses.
Como campeón defensor en el Abierto de Serbia, en Belgrado, su ciudad natal, se retira en cuartos de final cuando perdía 4-6 contra el preclasificado n.º 330, Filip Krajinovic. Más tarde anuncia su retirada del Mutua Madrileña Madrid Open debido a una enfermedad.
Djokovic entra al Abierto de Francia como tercer cabeza de serie. Derrota a Yegueni Korolev, Kei Nishikori, Victor Hanescu y Robby Ginepri en el camino a los cuartos de final, donde pierde ante Jürgen Melzer en cinco sets por 3-6, 2-6, 6-2, 7-6 y 6-4. Con Melzer sirviendo para partido en 5-4 en el quinto set, Djokovic pega un derechazo cruzado en la cancha que le habría dado una ventaja de 0-30 sobre el austriaco. Un juez canta "OUT", siendo confirmado por el árbitro Carlos Bernardes. Djokovic pierde el punto y el partido. Más tarde el ojo de halcón muestra que Djokovic tenía razón y la pelota había sido buena; era la primera vez que Djokovic perdía un partido de Grand Slam después de ganar los dos primeros sets.

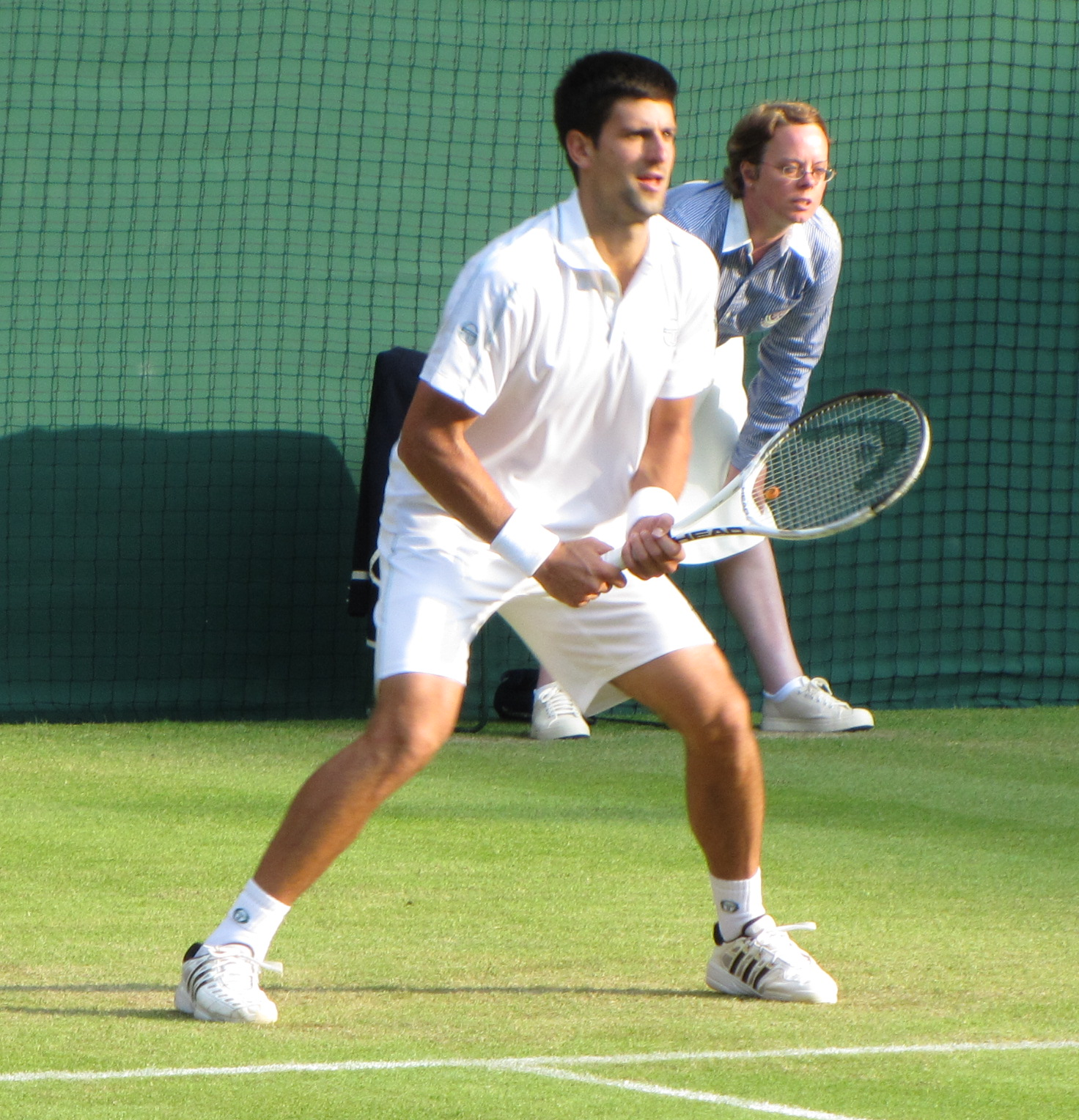
Djokovic en Wimbledon 2010.

Djokovic, una vez más, entra en el Campeonato de Wimbledon 2010 como tercer preclasificado, derrota a Olivier Rochus, Taylor Dent, Albert Montañés, al australiano Lleyton Hewitt, y a Yen-Hsu Lu camino a las semifinales, donde pierde ante Tomáš Berdych, en tres sets por 6-3, 6-4 y 7-6.

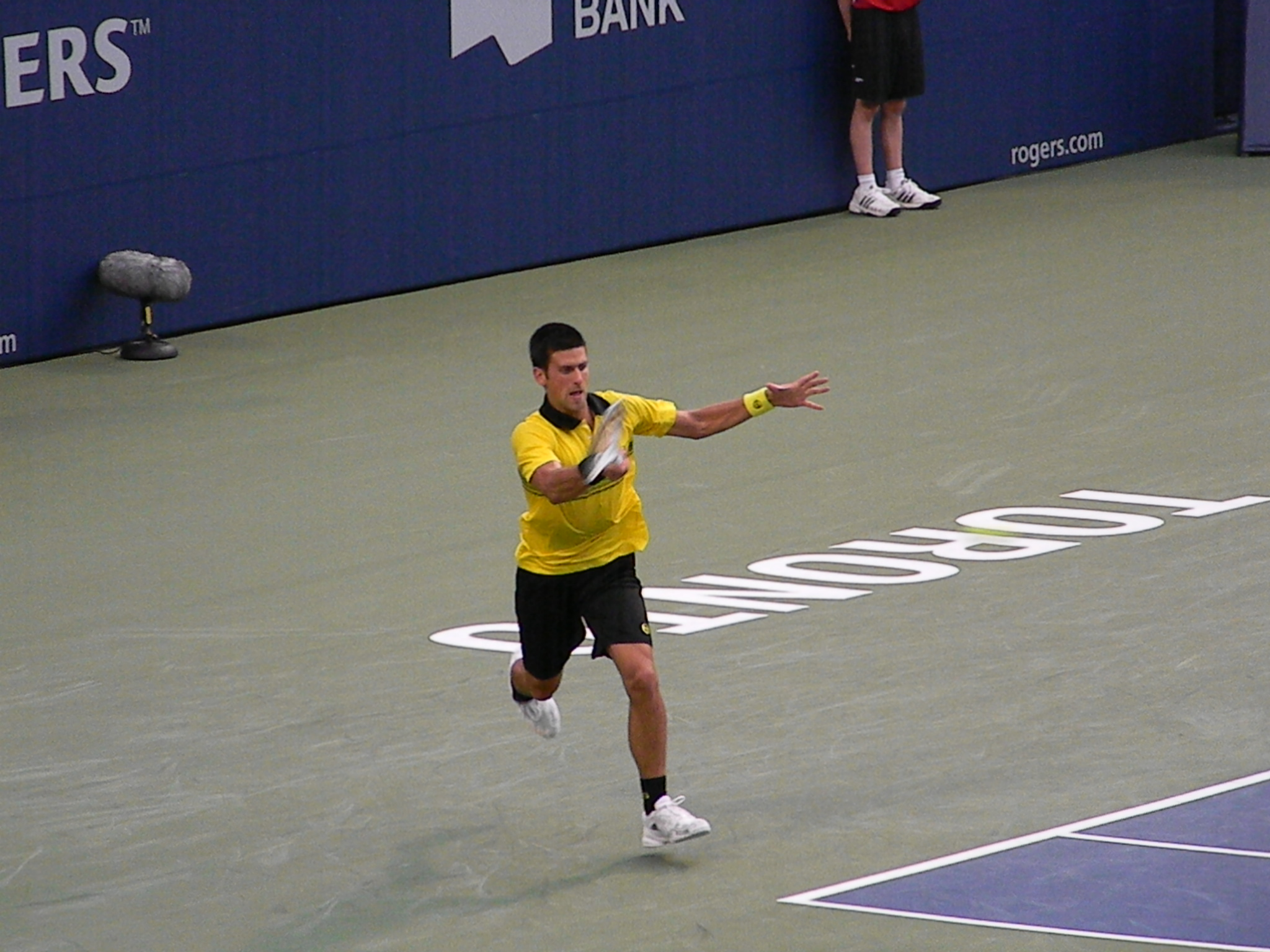
Djokovic en el Masters de Canadá 2010.

Djokovic compite en la Copa Rogers, en Toronto, donde enfrenta a Roger Federer en las semifinales perdiendo por 6-1, 3-6 y 7-5. Djokovic también compite en dobles junto a Rafael Nadal por primera vez desde 1976, cuando Jimmy Connors y Arthur Ashe, como preclasificados n.º 1 y n.º 2 hacen pareja conformando un equipo de ensueño. Sin embargo, pierden en la primera ronda contra los canadienses Milos Raonic y Vasek Pospisil. Djokovic pierde en los cuartos de final del Masters de Cincinnati 2010 frente a Andy Roddick.

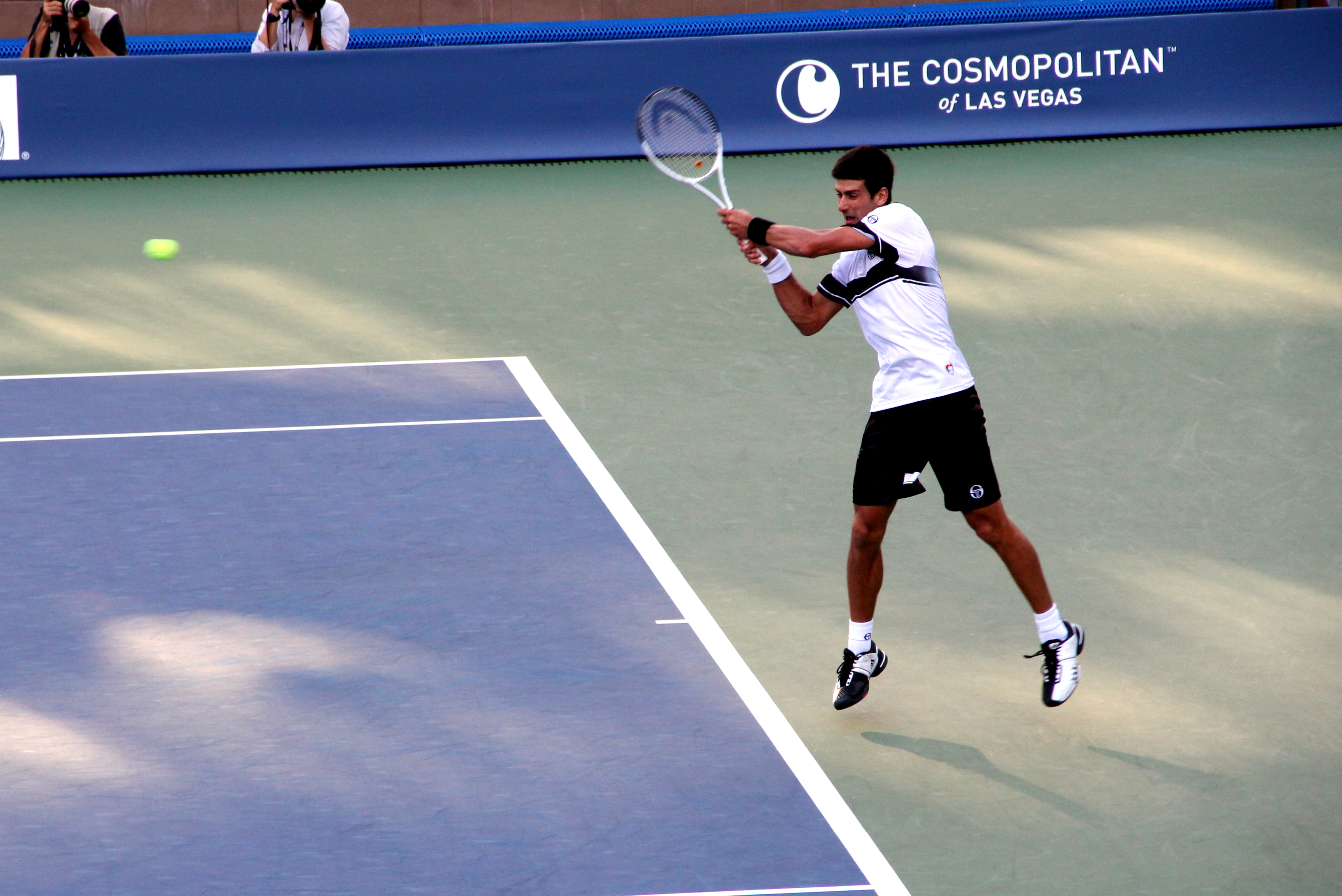
Djokovic en el Abierto de Estados Unidos, donde perdería en la final contra Rafael Nadal.

Como el tercer favorito en el Abierto de EE.UU., Djokovic estuvo muy cerca de perder en la ronda de apertura, al recuperarse de estar dos sets a uno abajo, una ruptura en el cuarto set y enfrentar varios puntos de quiebre que le han puesto a dos cortes en el cuarto set para vencer a su compatriota Viktor Troicki, en medio de un calor extremo. Djokovic gana finalmente por 6-3, 3-6, 2-6, 7-5 y 6-3. Luego juega contra Philipp Petzschner, los estadounidenses James Blake y Mardy Fish y el preclasificado número 17, Gaël Monfils, en sets corridos todos los partidos, para llegar a semifinales del Abierto de EE. UU., por cuarto año consecutivo. En las semifinales enfrenta a Roger Federer, con quien había perdido las finales de 2007 y 2008, y en 2009 las semifinales. Muy cerca de perder, Djokovic se recupera para ganar 6-1, 5-7, 5-7, 6-2 y 7-5, salvando dos puntos de partido en el 5-4 abajo con su saque en el set final. La victoria puso fin a una racha de cuatro derrotas consecutivas en Grand Slam de semifinales. También es la primera victoria de Djokovic sobre Federer en el Abierto de EE. UU. en cuatro intentos, y su primera victoria sobre Federer en un Grand Slam desde el Abierto de Australia 2008. También le permite ser uno de solo dos jugadores en tener más de una victoria sobre Federer en torneos de Grand Slam, desde que Federer, por primera vez, no estaba en el número uno del mundo (el otro es Nadal). Djokovic pierde la final contra Nadal por 4-6, 7-5, 4-6 y 2-6, en un partido que ve a Nadal completar su Grand Slam.
Después de ayudar a Serbia a derrotar a la República Checa 3-2 para llegar a la final de Copa Davis, Djokovic compite en el Abierto de China como el principal favorito y campeón defensor. Djokovic gana el título por segundo año consecutivo, después de derrotar a Falun Maoxin, Mardy Fish (el estadounidense se retira, por lo que esta victoria se considera un "walkover" camino a la final). Djokovic derrota a continuación al octavo cabeza de serie, al español David Ferrer, en la final por 6-2 y 6-4.
En el Masters de Shanghái, Djokovic hace su aparición en semifinales perdiendo ante Roger Federer por 4-6 y 5-7.
Djokovic juega su último torneo del año en el Barclays ATP World Tour Finals en Londres. Compite en el Grupo A junto a Rafael Nadal, Tomáš Berdych y el estadounidense Andy Roddick. Gana su primer partido del round robin contra Berdych por doble 6-3. Pierde el siguiente partido ante Nadal por 5-7 y 2-6. Djokovic declara tras el partido que apenas podía ver a través de su ojo derecho y en el 4-4 del primer set Djokovic tuvo que cambiar de lentes de contacto. Durante el partido Djokovic utiliza tres tipos diferentes de lentes de contacto para tratar de resolver el problema. Derrota a Roddick por 6-2 y 6-3 en su último partido del round robin y pasa con seguridad a las semifinales, terminando segundo en el grupo para enfrentar a Roger Federer, quien se coronaría como campeón, ante quien pierde por 1-6 y 4-6. Djokovic se concentra más adelante para ganar dos de sus singles en la Copa Davis, para dar la victoria a Serbia en las finales de la Copa ante Francia. A partir de su racha de imbatibilidad que se prolonga hasta el año 2011 y que es quebrada por Federer en el Abierto de Francia del próximo año. Djokovic termina el año el puesto número 3 del mundo, su cuarto final de año consecutivo en esta posición.
Se le otorga el título de "Deportista de Serbia del año" por el Comité Olímpico de Serbia y "Atleta del serbio del año" por DSL Deporte.

### 2011: Consolidación, Tres Grand Slam, 5 Masters 1000 y ascenso al Número 1

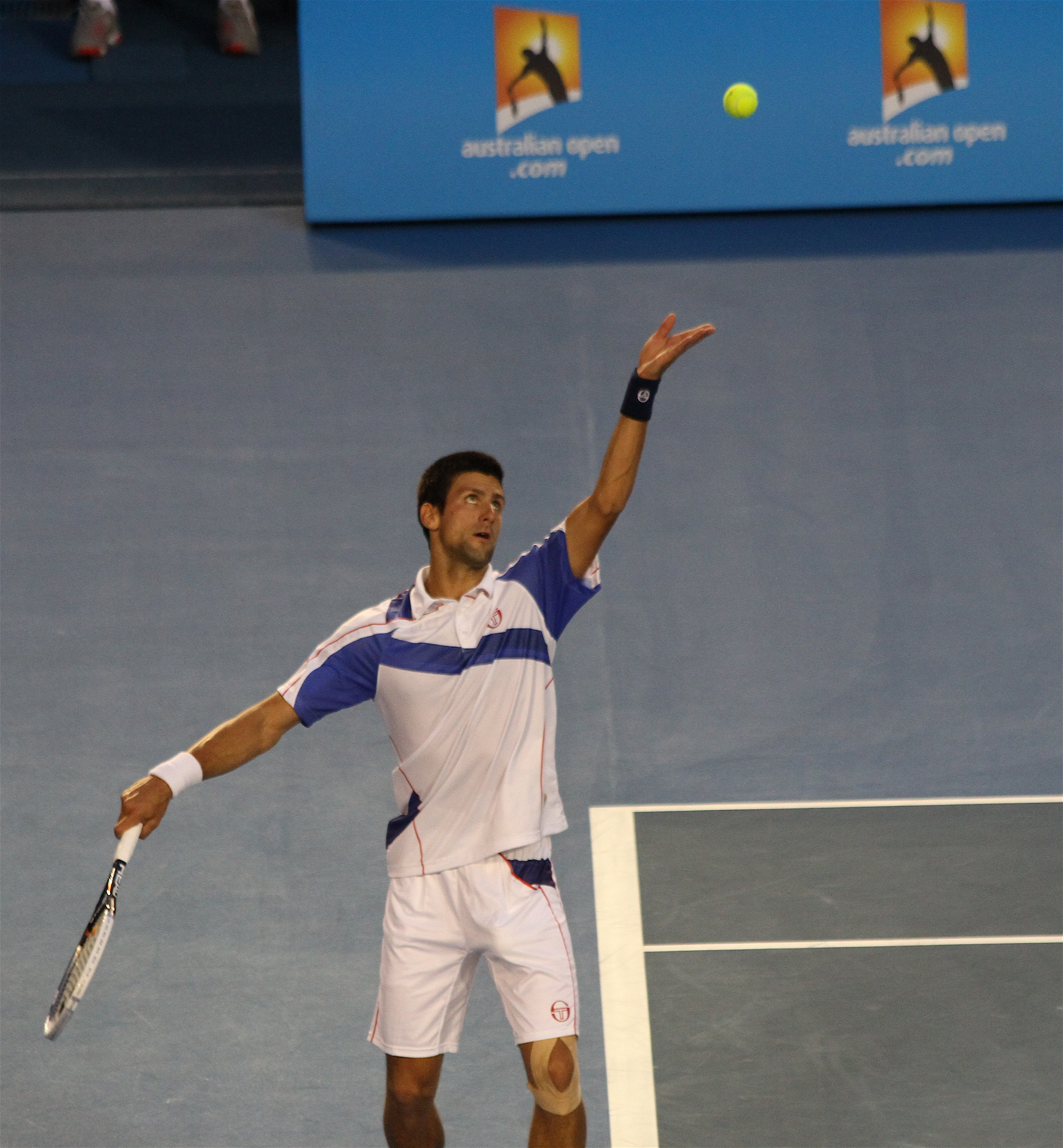
Djokovic en el Abierto de Australia 2011 donde lograría el título ante Andy Murray.

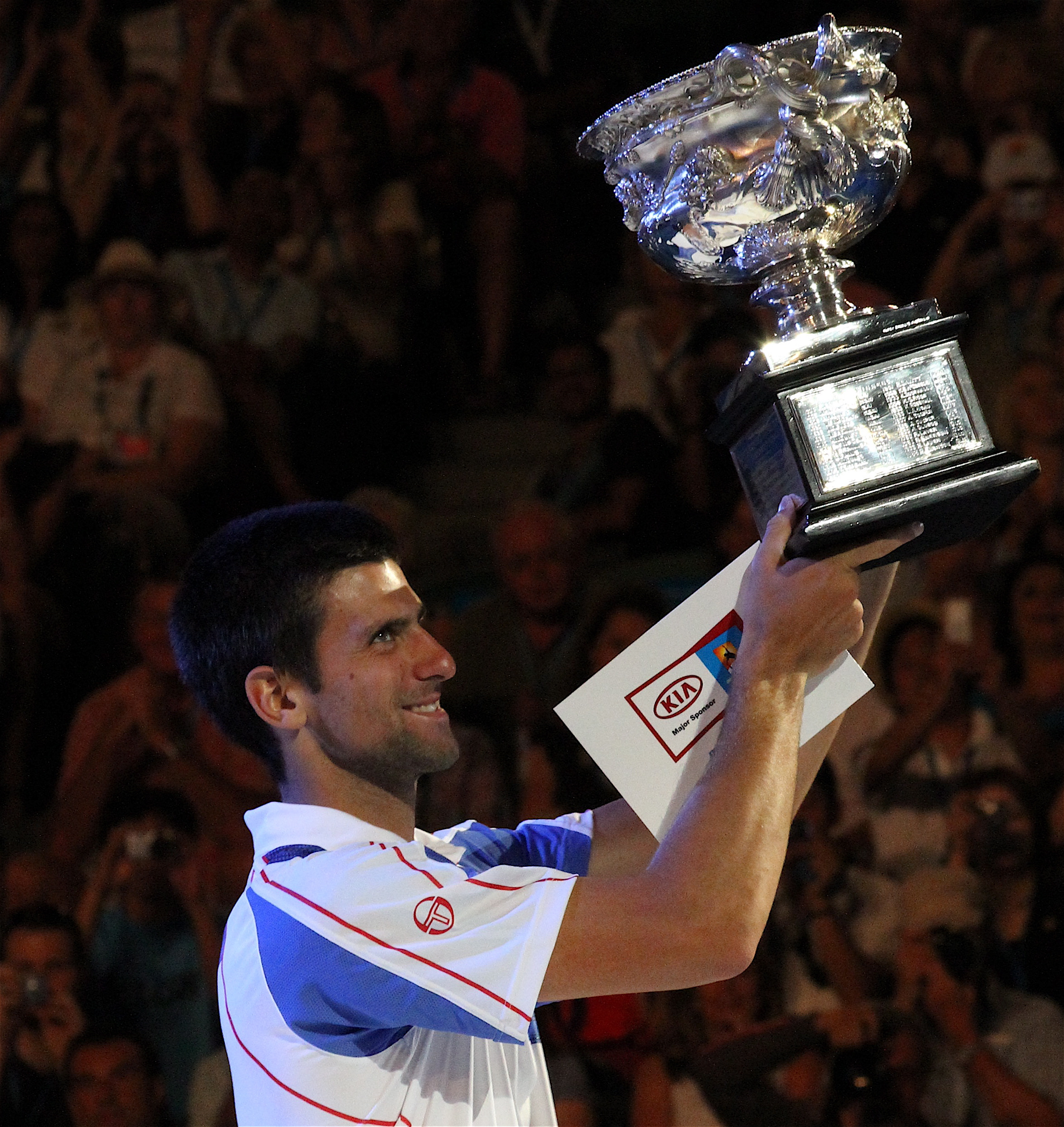
Djokovic en el Abierto de Australia 2011 con su trofeo.

Un año casi perfecto para Novak. Gana casi todos los torneos que juega. Inicia el año en el Abierto de Australia donde empieza ganando en primera ronda al brasileño Thomaz Bellucci por 6-0, 6-2 y 6-3. En la final derrota a Andy Murray por 6-4, 6-2 y 6-3, conquistando tanto el segundo Grand Slam de su carrera como también el segundo en el Melbourne Park.
En el Torneo de Dubái empieza la defensa del título derrotando en primera ronda a Michael Llodra por un doble 6-3. En segunda ronda enfrenta a Feliciano López, ganando por 6-3, 2-6 y 6-4. En cuartos de final vence al alemán Florian Mayer por 7-5 y 6-1. En semifinales derrota en tres sets al tercer cabeza de serie y número 7 del mundo, Tomáš Berdych, por 6-7(5), 6-2 y 4-2 y retiro por lesión en el cuádriceps izquierdo. Finalmente vence al cuatro veces campeón y número 2 del mundo, Roger Federer, por un doble 6-3 para defender con éxito la corona que ganó en los años 2009 y 2010.
En el primer Masters 1000 del año, en Indian Wells, comienza arrasando en sus primeros tres partidos sin perder un solo juego en el primer set. Empieza en segunda ronda venciendo al kazajo Andréi Golúbev por 6-0 y 6-4. En tercera y cuarta ronda aplasta al letón Ernests Gulbis y a su compatriota Victor Troicki por 6-0 y 6-1, respectivamente. En cuartos de final derrota al francés Richard Gasquet por 6-2 y 6-4. En semifinales vence, por tercera vez consecutiva, al número 2 del mundo, Roger Federer, por 6-3, 3-6 y 6-2; con esta victoria Djokovic desplaza a Federer de dicha posición, quien a la postre desciende al número 3. En la final derrota a Rafael Nadal, hasta entonces número 1 del mundo, por 4-6, 6-3 y 6-2, ganando por segunda vez el Masters 1000 de Indian Wells. En el segundo Masters 1000 del año, en Miami, comienza en segunda ronda aplastando al uzbeko Denis Istomin por 6-0 y 6-1. En tercera ronda tiene otro resultado aplastante tras derrotar al invitado local James Blake por 6-2 y 6-0. En cuarta ronda derrota, nuevamente como en Indian Wells, a su compatriota Victor Troicki por 6-3 y 6-2. En cuartos de final derrota a una de las sorpresas del torneo, el sudafricano Kevin Anderson, por 6-2 y 6-4. En semifinales vence al nuevo número 1 americano, Mardy Fish, por 6-3 y 6-1. En la final derrota nuevamente al número 1 del mundo, Rafael Nadal, por 4-6, 6-3 y 7-6(4), ganando su séptimo Masters 1000 y por primera vez consigue derrotar a Rafael Nadal en dos Masters 1000 seguidos.
Djokovic no participa en el Masters de Monte Carlo por lesión en la rodilla, pero vuelve a su país para disputar el Torneo de Belgrado, empezando en segunda ronda con el rumano Adrian Ungur, a quien vence por 6-3 y 6-2. En cuartos de final derrota al eslovaco Blaz Kavcic por 6-2 y 6-3. Djokovic avanza a la final porque su compatriota Janko Tipsarević no se presenta a su partido de semifinales. Ya en la final Djokovic recupera el título en su ciudad natal tras vencer al español Feliciano López por 7-6(2) y 6-2, para así mejorar su inicio del año (27-0). Djokovic comienza el Masters 1000 de Madrid ganando en segunda ronda al sudafricano Kevin Anderson por 6-3 y 6-4. En tercera ronda aplasta al español Guillermo García-López por 6-1 y 6-2. En cuartos de final derrota, en un entretenido partido, al español David Ferrer por 6-4, 4-6 y 6-3. En semifinales vence a la sorpresa del torneo, Thomaz Bellucci, en un gran partido ganando por 4-6, 6-4 y 6-1. En la final da la mayor sorpresa al derrotar al número 1 del mundo y campeón defensor, Rafael Nadal, por 7-5 y 6-4. De este modo Novak consigue su octavo Masters 1000, y es apenas el tercer jugador en derrotar a Nadal en tierra batida desde 2007, cuando Federer lo derrota en la final del Hamburgo. En el Masters de Roma vence en segunda ronda al polaco Lukasz Kubot por 6-0 y 6-3. En tercera ronda derrota al suizo Stanislas Wawrinka por 6-4 y 6-1. En cuartos de final aplasta al número 5 del mundo, Robin Soderling, por 6-3 y 6-0. En semifinales derrota en un electrizante partido al escocés Andy Murray por 6-1, 3-6 y 7-6(2), en el que Murray saca para partido, pero no lo puede cerrar. En la final vuelve a derrotar a Rafael Nadal por doble 6-4, para ganar por segunda vez el Masters de Roma y convertirse en el primer jugador en derrotar a Rafael Nadal en 4 Masters 1000 consecutivos y junto con Nikolái Davydenko son los dos únicos jugadores en derrotar a Nadal cuatro veces consecutivas.
En el segundo Grand Slam del Año, Roland Garros, Djokovic necesita llegar a la final, o por lo menos, que Nadal no defienda el título, para ascender al número 1 del mundo. Djokovic empieza ganando en primera ronda al holandés Thiemo de Bakker por 6-2, 6-1 y 6-3. En segunda ronda derrota al rumano Victor Hanescu por 6-4, 6-1 y 2-3, cuando Hanescu se retira por lesión en el pie. En tercera ronda vence en un gran partido al argentino Juan Martín del Potro por 6-3, 3-6, 6-3 y 6-2. En cuarta ronda derrota al francés Richard Gasquet por 6-4, 6-4 y 6-2. Llega a semifinales sin jugar su partido de cuartos de final debido a que el italiano Fabio Fognini confirma después de su partido con Montañés, que no jugaría frente a Djokovic. En semifinales pierde por primera vez en todo el año, tras ser derrotado por Roger Federer por 7-6(5), 6-3, 3-6 y 7-6(5). Djokovic finaliza con un récord de 41 victorias consecutivas en 2011 (43, desde la final de la Copa Davis 2010), siendo el mejor comienzo de un jugador en un año superando el 17-0 de Pete Sampras en 1997; y la tercera mejor racha de victorias consecutivas en la historia tras las 45 del checo Ivan Lendl durante los años 1981-1982 y las 46 del argentino Guillermo Vilas durante el año 1977.

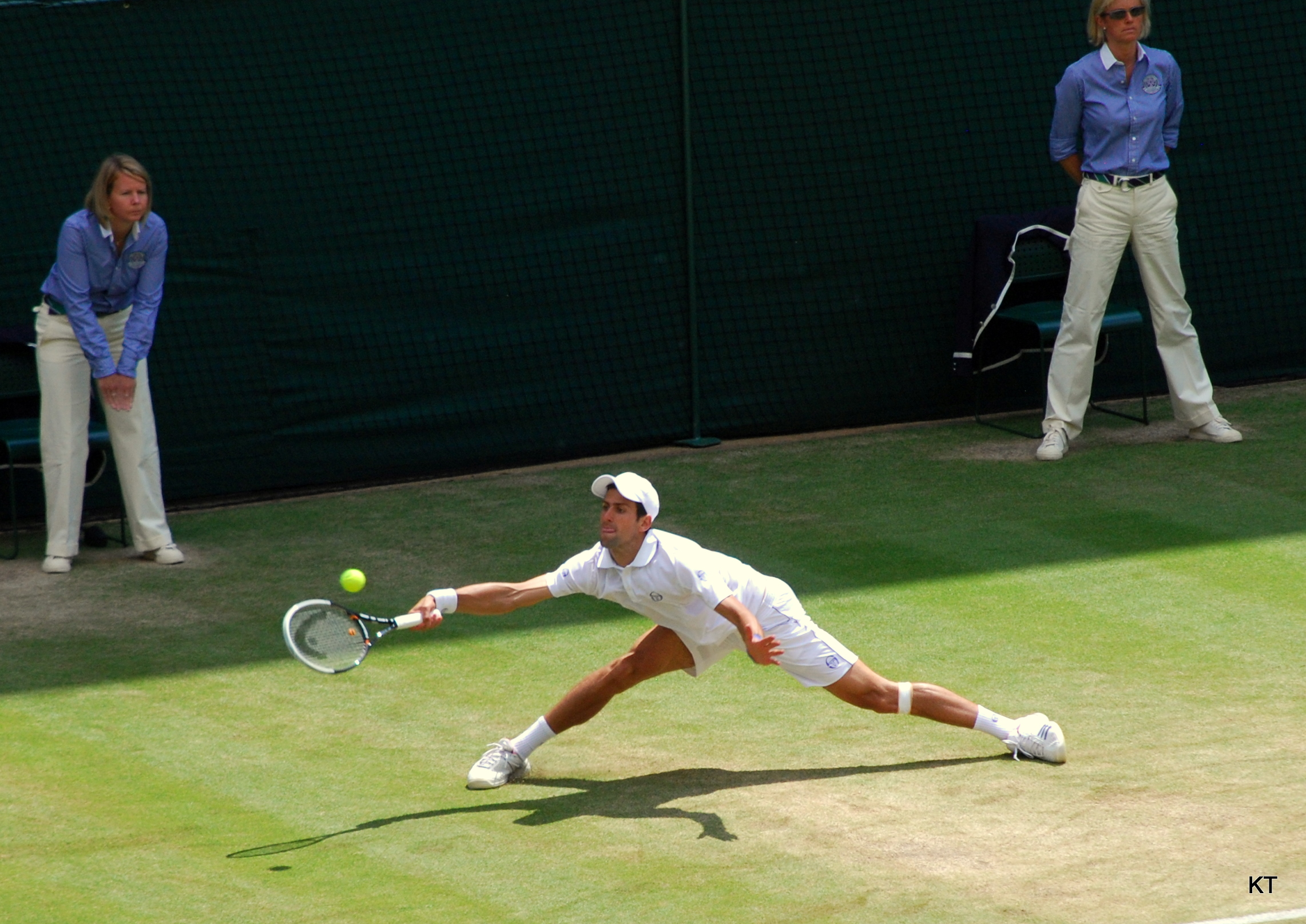
Djokovic en Wimbledon 2011 donde ganaría el título derrotando en la final a Rafael Nadal y se convertiría en el número uno.

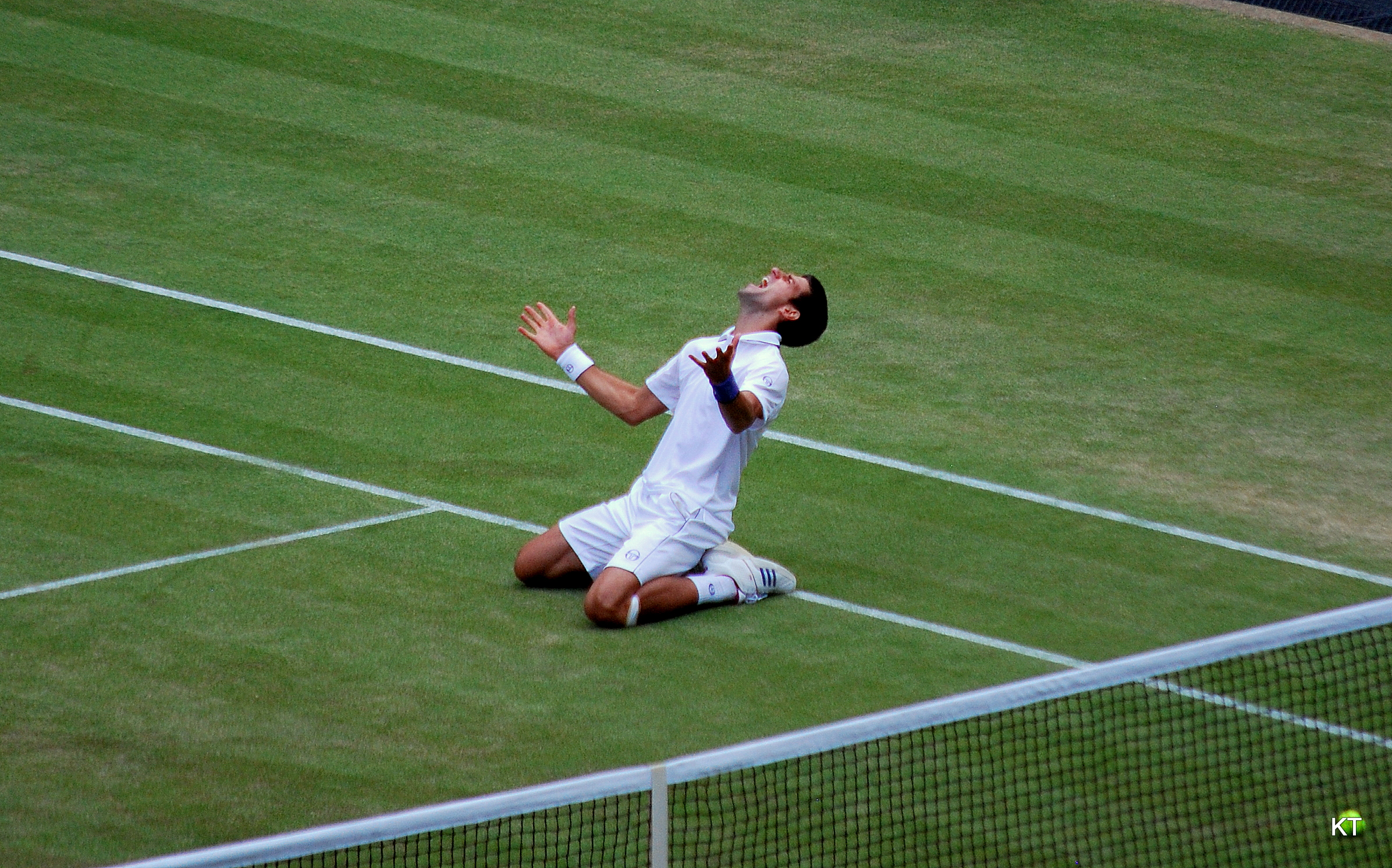
Celebración de Djokovic tras vencer a Tsonga en semifinales tras cuatro emocionantes sets, con este triunfo logró convertirse en número uno del mundo.

En la temporada de hierba Djokovic no juega el Torneo de Queen's Club por lesión en la rodilla. Djokovic vuelve en Wimbledon con el objetivo de poder ser número 1 por primera vez en su carrera, para lo que Djokovic necesita llegar a la final. Djokovic comienza derrotando en primera ronda al francés Jeremy Chardy por 6-4, 6-1 y 6-1. En segunda ronda vence al sudafricano Kevin Anderson por 6-4, 6-2 y 6-3. En tercera ronda vence, en un vibrante partido, al chipriota Marcos Baghdatis por 6-4, 4-6, 6-3 y 6-4. En cuarta ronda derrota al francés Michael Llodra por un contundente triple 6-3. En cuartos de final vence a la gran sorpresa del torneo, Bernard Tomic, en un tremendo partido que termina 6-2, 3-6, 6-3 y 7-5. En semifinales, en otro tremendo partido, derrota a Jo-Wilfried Tsonga por 7-6(4), 6-2, 6-7(9), y 6-3. Djokovic se convierte, por primera vez en su carrera, en número uno del mundo. Ya en la final Djokovic derrota al campeón defensor, Rafael Nadal, por 6-4, 6-1, 1-6 y 6-3. Con esta victoria Djokovic consigue por primera vez el título en Wimbledon y junto a Federer son los únicos dos jugadores en lograr vencer a Nadal en tres superficies diferentes.
Gana su primer torneo como número uno del mundo en Canadá, donde vence en la final a Mardy Fish por 6-2, 3-6 y 6-4, batiendo un récord, ya que nadie había conseguido 5 títulos de ATP World Tour Masters 1000 en una misma temporada. Llega a la final del Masters de Cincinnati y se retira después de ir perdiendo 4-6 y 3-0 ante Andy Murray por fatiga, sumando apenas su segunda derrota en el año.

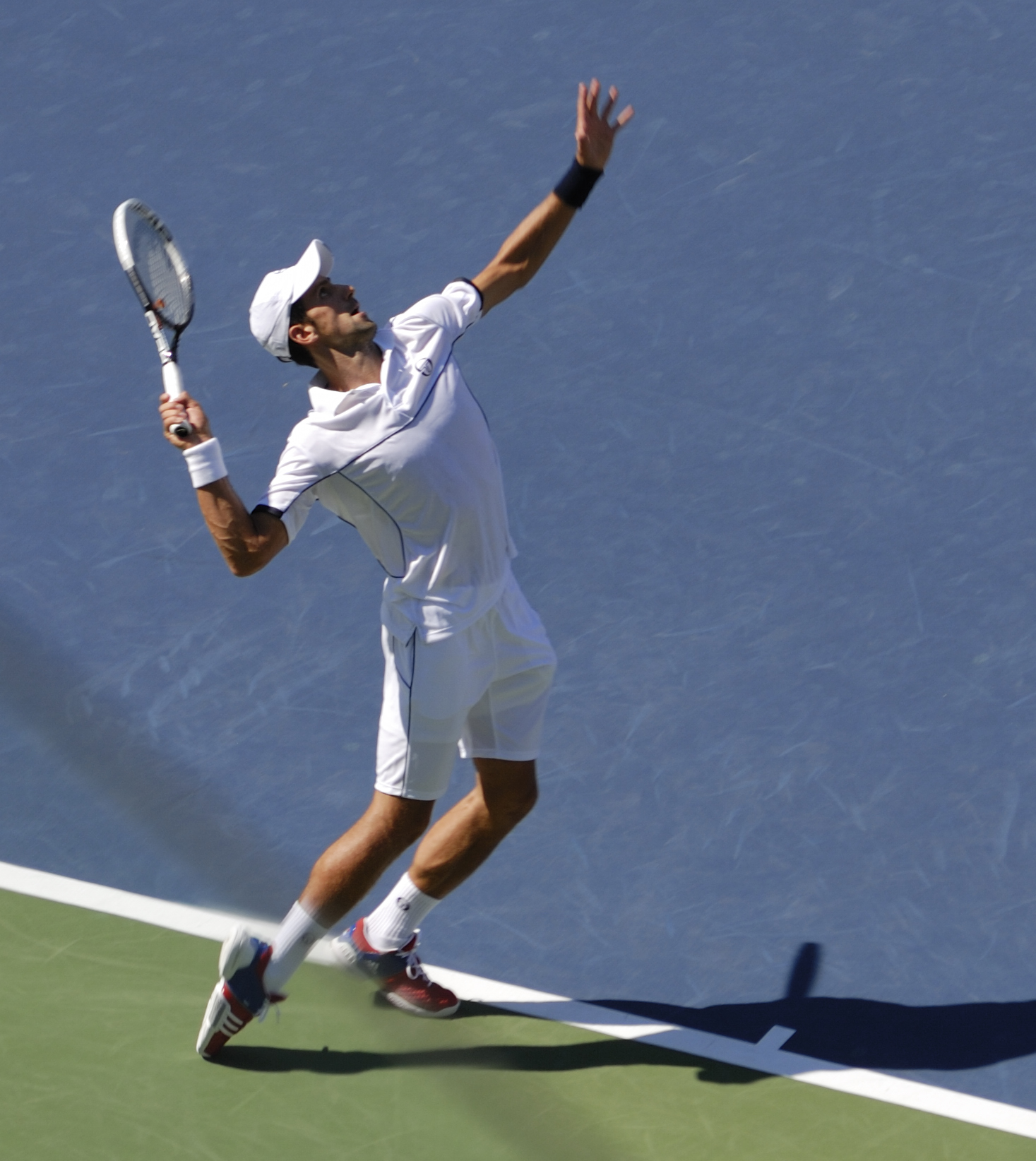
Djokovic en el Abierto de Estados Unidos 2011 donde obtendría su tercera corona de Grand Slam del año derrotando en la final a Rafael Nadal.

En el Abierto de Estados Unidos Djokovic quiere conquistar el título que no había podido conseguir en 2007 y 2010, cuando pierde frente a Roger Federer y Rafael Nadal respectivamente. Llega a la instancia de cuartos de final sin ceder un solo set después de vencer a Conor Niland, Carlos Berlocq, Nikolái Davydenko y Alexander Dolgopolov. En cuartos de final derrota a su compatriota Janko Tipsaveric en cuatro sets y se encuentra en semifinales con su verdugo de Roland Garros, Roger Federer, a quien vence después de remontar dos bolas de partido en contra con el marcador final de 6-7(7), 4-6, 6-3, 6-2 y 7-5 y llega a la final donde se encuentra con Rafael Nadal.
En la final el serbio muestra un tenis espectacular, al igual que su rival. Se lleva los dos primeros sets y en el tercer set Nadal reacciona y se lleva el parcial en el tiebreak, que cuando termina el serbio lo utiliza para recuperarse de una molestia en la cadera. El cuarto set fue una exhibición de tenis serbio, con la que concluye el partido con el marcador final de 6-2, 6-4, 6-7(3) y 6-1. De esta manera Djokovic toma revancha de la derrota del año anterior frente a Nadal y consigue ganar su primer Abierto de Estados Unidos en su carrera deportiva, el tercer Grand Slam del año y el cuarto de su carrera.
En el Masters de París llega hasta cuartos de final, de donde se retira por cansancio antes de su encuentro con Jo-Wilfried Tsonga.
En el ATP World Tour Finals en Londres Djokovic, por obvios signos de cansancio después de un año fantástico, gana un solo partido frente a Tomáš Berdych, sin opciones de clasificarse a semifinales. Aun así termina el año como número 1 del mundo con 13 620 puntos. Es importante destacar el 10-1 favorable frente a Nadal y Federer, el 13-3 frente a jugadores Top-5 y 21-4 frente a Top-10.

### 2012: Tercer Abierto de Australia, tres Masters 1000 y segundo Torneo de Maestros
Djokovic afirma a principio de año que sus principales prioridades son Roland Garros, Wimbledon, y los Juegos Olímpicos de Londres 2012.
Para prepararse para el Abierto de Australia, comienza su temporada con el torneo de exhibición llamado Mubadala World Tennis Championships en Abu Dabi, Emiratos Árabes Unidos. En semifinales vence a Roger Federer por un contundente 6-2, 6-1 y en la final doblega al número 5 del David Ferrer con idéntico marcador.
Su primer torneo oficial fue el Abierto de Australia donde busca repetir el éxito conseguido el año pasado. Barre al italiano Paolo Lorenzi en primera ronda por 6-2, 6-0, 6-0. Viene después el colombiano Santiago Giraldo con quien no tiene mayores problemas al superarlo por 6-3, 6-2 y 6-1. Barre al francés Nicolas Mahut en tercera ronda por 6-0, 6-1 y 6-1. En cuarta ronda cede un set ante el local Lleyton Hewitt, pero aun así lo vence en cuatro sets por 6-1, 6-3, 4-6, 6-3. En cuartos de final ante David Ferrer se recupera en el primer set tras estar 1-3 abajo gana la primera manga 6-4, el segundo set lo gana en el tiebreak, pese a tener algunas molestias en el muslo derecho, lo que supuso un golpe anímico para el español. El tercer set fue de dominio serbio y lo gana por 6-1. En semifinales gana un difícil partido contra el número 4 del mundo Andy Murray por 6-3, 3-6, 6-7(4), 6-1 y 7-5 para derrotar al británico en un encuentro que se prolongó hasta las 4 horas y 50 minutos salvando varios puntos de quiebre en el set decisivo. En la final se encuentra con uno de sus rivales favoritos, Rafael Nadal, a quien ya le había ganado en las 6 finales que disputaron el año pasado y ante quien el serbio no quería terminar su buena racha en Australia. Después de 5 horas y 53 minutos Djokovic se lleva el título por 5-7, 6-4, 6-2, 6-7(5) y 7-5 en la final más larga de un Grand Slam en la Era Open, así como el partido más largo en la historia del Abierto de Australia, superando la semifinal de 2009 de 5 horas y 14 minutos entre Nadal y Fernando Verdasco. Además Djokovic extendió su récord positivo a siete en finales frente a Nadal.
Siguió su temporada con el Torneo de Dubái donde era triple campeón defensor, perdió en semifinales contra Andy Murray en 2 sets por 2-6, 5-7.
En el Masters de Indian Wells derrotó sucesivamente a Andréi Golubev (6-3, 6-2), Kevin Anderson (6-2, 6-3), Pablo Andújar (6-0, 6-7(5), 6-3) y Nicolás Almagro (6-3, 6-4) antes de perder ante el estadounidense John Isner por 6-7(7), 6-3, 6-7(5). Ganó el 30.º título de su carrera en el Masters de Miami venciendo sucesivamente a Marcos Baghdatis (6-4, 6-4), Viktor Troicki (6-4, 6-3), Richard Gasquet (7-5, 6-3), David Ferrer (6-2, 7-6(1), Juan Mónaco (6-0, 7-6(5)) y Andy Murray por 6-1 y 7-6(4) ganando el torneo sin ceder sets, con lo que iguala el récord de Pete Sampras en el número de Masters 1000 ganados con 11.
Comenzó su gira de tierra batida europea en el Masters de Montecarlo, empezando desde la segunda ronda donde derrotó a Andreas Seppi por 6-1, 6-4. El 19 de abril, horas antes de enfrentarse en tercera ronda ante Alexandr Dolgopolov, recibió la dura noticia, mientras estaba entrenando en una cancha del principado, de la muerte de su abuelo, Vladimir, lo que le hace perder la solidez en su juego. Aun así decide saltar ese mismo día a la cancha a enfrentarse a Dolgopolov y muy conmovido emocionalmente gana 2-6, 6-1, 6-4. En cuartos de final, y ya algo recuperado anímicamente, venció a Robin Haase por 6-4, 6-2. En semifinal doblegó al checo Tomáš Berdych por 4-6, 6-3, 6-2 para así acceder a la final, en la cual enfrentó al 7 veces campeón defensor del principado, Rafael Nadal, con quien perdió categóricamente por 3-6, 1-6 y así se terminó una racha de 7 victorias consecutivas, todas en finales, sobre el español.
En el Masters de Madrid derrotó a Daniel Gimeno (6-2, 2-6, 6-3) y Stan Wawrinka (7-6(5), 6-4) antes de perder en cuartos de final contra su compatriota Janko Tipsarević por 6-7(2) y 3-6. Nole hizo declaraciones sobre la nueva pista de polvo de ladrillo azul: 

"Pueden hacer lo que les de la gana. Yo no estaré aquí el año que viene si esta tierra sigue aquí. Vinimos y no sabíamos qué esperar porque la mayoría no probamos esta superficie. Me llevó una semana adaptarme a esta pista. Tratar la forma de ganar aquí. Pero la verdad es que solo tengo ganas de volver a la verdadera tierra porque esto no es tierra. Es algo totalmente diferente. Pista azul en medio de la pista roja no tiene sentido. Los jugadores hemos perdido una semana. No puedo criticar al torneo porque ellos deciden lo que quieren y luchan por sus propios derechos. La culpa es de la gente que lo permite. Solo quiero dar la enhorabuena a Tipsarevic que está jugando uno de sus mejores torneos de su carrera y espero que siga hasta el final. El ha sido mejor, eso es todo. Puede ser que este torneo iguale todo. No puedes predecir el bote. Aquí todo es posible, la verdad".

A la semana siguiente sigue con el Masters de Roma comienza de forma sólida venciendo al australiano Bernard Tomic doble 6-3 en 2.ª ronda, seguido por un triunfo en 3 mangas sobre el argentino Juan Mónaco por 4-6, 6-2, 6-3 en 3.ª ronda. Luego en cuartos de final, venció al francés Jo-Wilfried Tsonga por 7-5, 6-1. En las semifinales, venció a Roger Federer 6-2, 7-6(4) antes de perder nuevamente en la final contra Rafael Nadal en dos luchados sets por 5-7 y 3-6 en 2 horas y 21 minutos. De esta manera Novak no logra defender otro de los títulos que había conseguido el año anterior.

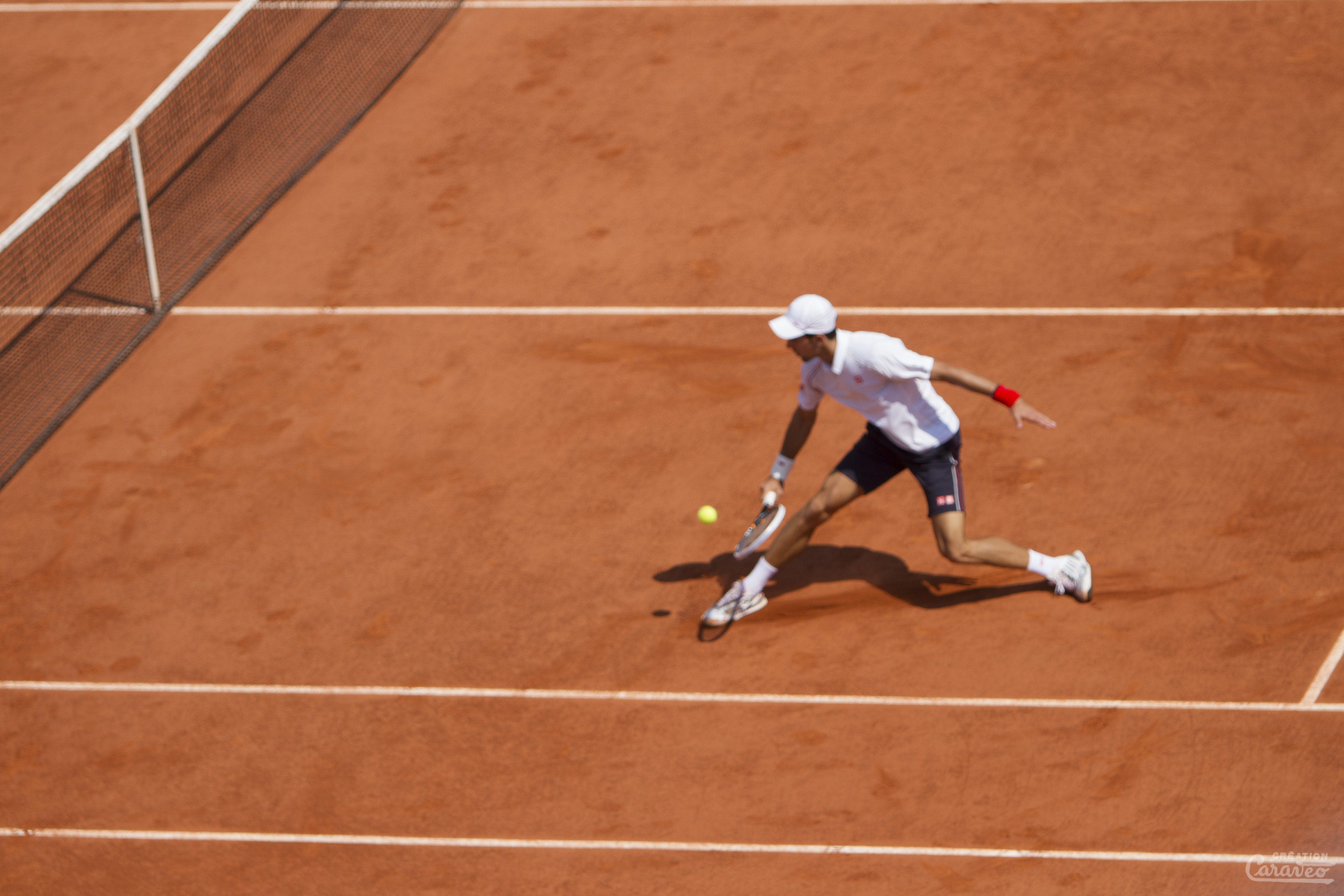
Djokovic en Roland Garros 2012 donde perdería en la final con Rafael Nadal quien le impidió ganar los 4 Grand Slam de forma consecutiva.

Para terminar la temporada de arcilla, llega el segundo Grand Slam de la temporada, Roland Garros. Paso con suma facilidad las primeras tres rondas al vencer al italiano Potito Starace, al eslovaco Blaž Kavčič y al francés Nicolas Devilder en sets corridos. Encontró sus primeras dificultades en los octavos de final contra el italiano Andreas Seppi que ganó los dos primeros sets antes del resurgimiento de Djokovic que ganó los siguientes tres para imponerse por 4-6, 6-7(5), 6-3, 7-5 y 6-3. Al igual que en Roma, se enfrentó al francés Jo-Wilfried Tsonga en los cuartos de final, quien le da una buena lucha de 4 horas y 9 minutos, quien tuvo ni más ni menos que 4 match points durante el cuarto set en el servicio del serbio. Ya en la quinta manga, empieza a mandar en los puntos y sacando su mejor tenis, ganó por un score de 6-1, 5-7, 5-7, 7-6(6) y 6-1. Como en 2011, se enfrentó al suizo Roger Federer en las semifinales. Pero a diferencia del año pasado, venció al suizo en sets corridos por 6-4, 7-5, 6-3 y se encontró con el español y número 2 del mundo Rafael Nadal en la final: si ganaba el duelo completaba el Carrer Grand Slam y también ganaba los 4 Grand Slam al hilo (Algo que no ocurría desde Rod Laver en 1969), por su parte Nadal buscaba su séptimo título en Roland Garros, y así destronar el récord de Bjorn Borg de 6 títulos en la capital francesa. La final empezó algo tensa por parte de ambos jugadores, debido a una fuerte llovizna creciente, causando muchos errores técnicos de los jugadores y con 2 interrupciones de partido. Sin embargo, Nadal ganó los primeros 2 sets, pero su juego se desmoronó bruscamente con la lluvia estaba ganando intensidad. El serbio se adapta mejor a la situación, y consigue 8 juegos consecutivos entre el tercer set que gana 6-2 y el inicio del cuarto: 2-0. Nadal, exhausto por el clima, arroja una pelota llena de agua al árbitro y solicita el aplazamiento del partido para mañana. Su solicitud finalmente se concedió, y la final terminaría al día siguiente (lo que no había sucedido desde 1973 en Roland-Garros). El cuarto set fue apretado, pero finalmente ganó un Nadal más persistente, con una doble falta en el servicio de su oponente se impuso 6-4, 6-3, 2-6, 7-5. Como resultado Djokovic no podrá completar el Grand Slam en 2012, por lo que no logrará ganar los 4 Grand Slam + el oro olímpico, algo que habría sido inédito para el tenis masculino.
El 6 de junio de 2012, es designado para ser el abanderado de Serbia en los Juegos Olímpicos de Londres 2012.

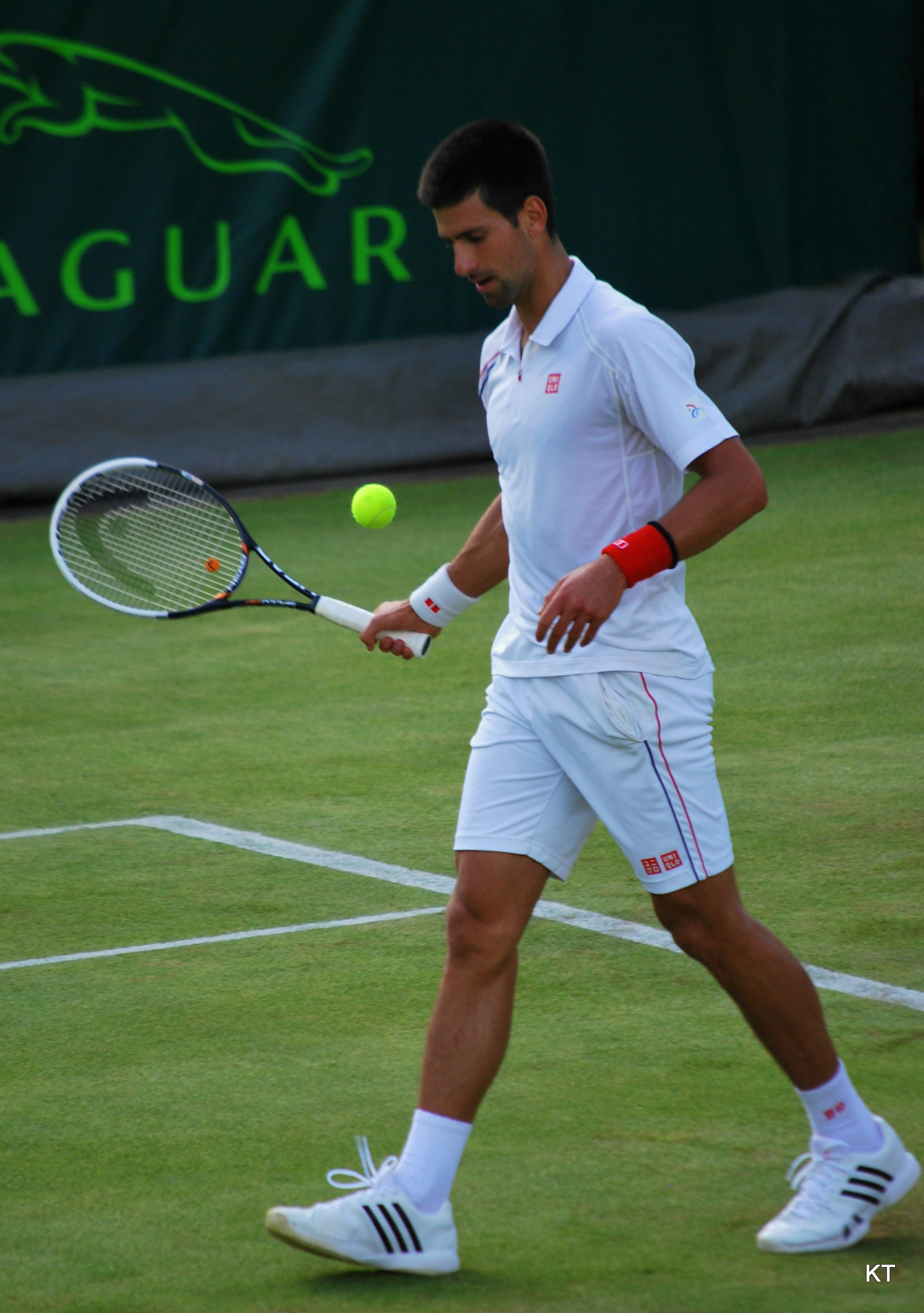
Djokovic durante Wimbledon 2012.

En Wimbledon el serbio llega con la misión de defender su corona, donde también puede considerar una preparación para los Juegos Olímpicos de Londres ya que también se disputarán ahí en Wimbledon y obviamente sobre césped. Le gana con comodidad a Juan Carlos Ferrero por 6-3, 6-3 y 6-1; luego derrota a Ryan Harrison por triple 6-4; en la siguiente ronda cede el primer set ante Radek Štěpánek por 2-6 y luego gana cómodamente con parciales de triple 6-2. En los octavos de final se ve las caras con su compatriota Viktor Troicki, a quien doblega por un fácil 6-3, 6-1 y 6-3. En cuartos le toca jugar ante Florian Mayer y lo vence en set corridos por 6-4, 6-1 y 6-4. En semifinales le toca un rival completamente diferente, el seis veces campeón de Wimbledon y número 3 del mundo, Roger Federer, pero pierde el partido por un reñido 3-6, 6-3, 4-6 y 3-6, lo que hace que pierda el número 1 de la ATP a la siguiente semana después de 53 semanas de liderato.
Llegan los Juegos Olímpicos donde el serbio tiene una meta clara: el Oro Olímpico. En las mismas canchas en las que se jugó Wimbledon tiene chance de lograrlo, en su debut enfrenta al italiano Fabio Fognini en 1.ª ronda, a quien vence por 6-7(7), 6-2 y 6-2. En segunda ronda vence más fácilmente al estadounidense Andy Roddick por un fácil 6-2, 6-1. Nuevamente necesita tres sets para vencer al australiano Lleyton Hewitt en la tercera ronda por un score de 4-6, 7-5 y 6-1. En cuartos de final venció al francés Jo-Wilfried Tsonga por 6-1 y 7-5 quedando a solo 2 triunfos de lograr el oro olímpico, pero su sueño se vio finalizado tras caer en semifinales ante el local Andy Murray por un doble 7-5. Más tarde pierde ante el argentino Juan Martín del Potro por 5-7 y 4-6, en el partido en el que se disputa la medalla de bronce.
La semana siguiente disputa el Masters 1000 de Toronto, donde defiende el título logrado el año pasado con éxito al derrotar a Bernard Tomic por 6-2 y 6-3, al americano Sam Querrey por doble 6-4, luego le toca un duro partido contra Tommy Haas con parciales 6-3, 3-6 y 6-3. En semifinales le gana a su compatriota y amigo Janko Tipsarević por 6-4 y 6-1. Le gana en la final a Richard Gasquet por 6-3 y 6-2, completando su tercer título en Toronto y el segundo consecutivo.
A la semana siguiente jugó el Masters de Cincinnati, en segunda ronda venció al italiano Andreas Seppi por 7-6(4), 6-2, en tercera ronda venció al ruso Nikolái Davydenko por 6-0, 0-0 y retiró del ruso, luego en ciertos de final doblegó fácilmente al croata Marin Čilić por 6-3 y 6-2. En semifinales se tomó revancha de lo ocurrido en Londres y venció a Juan Martin del Potro por 6-3, 6-2. Perdió la final contra el suizo y número 1 del mundo Roger Federer por 0-6 y 6-7(7). Esta fue la primera vez que perdió un set por 6-0 contra Federer.

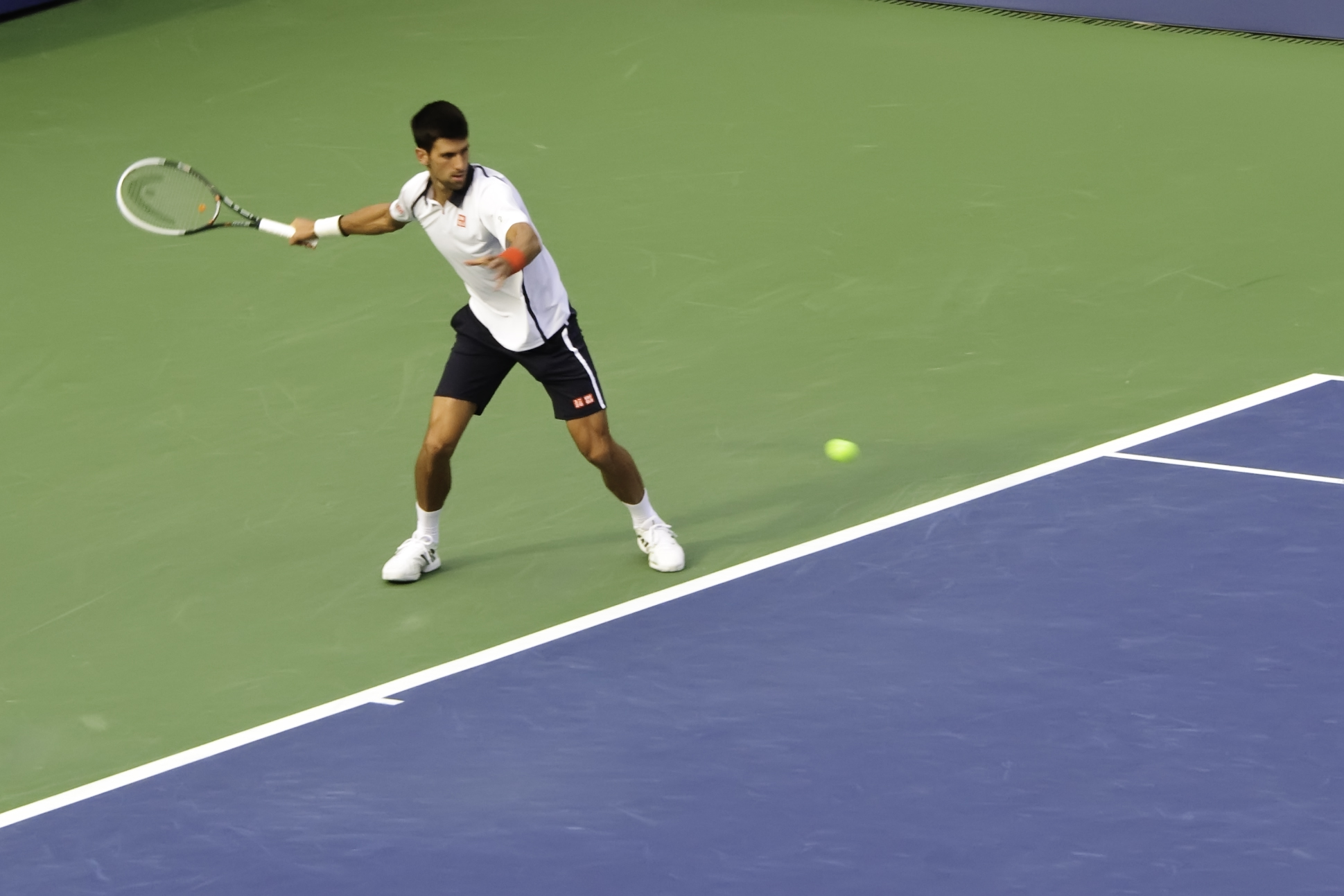
Djokovic en el Abierto de Estados Unidos 2012 no podría defender su título al perder en la final con Andy Murray.

En el último Grand Slam de la temporada, el Abierto de Estados Unidos, Djokovic defiende el título conseguido el año anterior cuando vence en semifinales a Roger Federer y en la final a Rafael Nadal. En primera ronda bate a Paolo Lorenzi cediendo solo dos juegos por 6-1, 6-0, 6-1; gana con facilidad en segunda ronda al brasileño Rogerio Dutra da Silva por 6-2, 6-1, 6-2 y en tercera al veterano jugador francés Julien Benneteau nuevamente en sets corridos por 6-3, 6-2, 6-3. En octavos le esperaba un a priori difícil partido contra el suizo Stan Wawrinka, pero el rendimiento de Novak y una inoportuna lesión del suizo colocaron al serbio en cuartos de final tras un resultado parcial de 6-4, 6-1 y 3-1. En cuartos de final, en la sesión de noche, Djokovic se deshizo del argentino y número 8 del mundo Juan Martín del Potro tras derrotarlo por 6-2, 7-6(3) y 6-4, en un partido de alto nivel donde ambos ofrecieron una clase maestra de tenis en el segundo set, que casi dura hora y media. En semifinales Djokovic se enfrenta al español y 5 del mundo David Ferrer, partido que se tuvo que suspender el sábado por condiciones atmosféricas severas con parcial de 5-2 en el primer set para el español. El domingo se reanuda el encuentro, y a pesar de que Ferrer pudo cerrar 6-2 el primer set, la lógica se impone y Nole gana los tres siguientes sets desplegando un gran tenis para así llegar a su tercera final consecutiva en Flushing Meadows. El marcador final fue 2-6, 6-1, 6-4 y 6-2. En la gran final, disputada en lunes, Djokovic cae derrotado ante el británico y número 4 del mundo Andy Murray, quien consigue así su primer "Major" tras cinco finales perdidas, mientras que Nole no pudo ganar su sexto título de Grand Slam, en un duro y largo partido que acaba con el marcador a favor del escocés por 7-6(10), 7-5, 2-6, 3-6 y 6-2 en 4 horas y 54 minutos. Novak no tuvo su mejor día con el servicio y en el último set se le ve exhausto, tanto por el esfuerzo del partido como por tener un día menos de descanso que su rival, pues Murray pudo completar su semifinal ante Berdych el sábado.
A principios de octubre comienza la gira asiática con el Torneo de Pekín. En primera ronda vence pero no convence ante Michael Berrer en primera ronda cediendo el segundo set en la muerte súbita. Sin embargo, el serbio sube su nivel de juego, particularmente mejorando su servicio, y llega a la final tras ganar sin perder ningún set ante Carlos Berlocq en octavos, Jurgen Melzer en cuartos y Florian Mayer en semifinales. El domingo 7 de octubre alcanza su tercer título en la capital china tras derrotar al francés Jo-Wilfried Tsonga con un resultado final de 7-6(4) y 6-2. El serbio demuestra estar perfecto físicamente y muy fiable en los puntos importantes.
Comienza el Masters de Shanghái derrotando a Grigor Dimitrov por 6-3 y 6-2. Despacha al español Feliciano López por un doble 6-3. Por el mismo marcador despide del torneo a Tommy Haas para luego enfrentarse en semifinales al checo Tomáš Berdych saliendo victorioso por 6-3 y 6-4. En la final le espera Andy Murray, defensor del torneo y dos veces consecutivas ganador del mismo. Ambos tenistas protagonizaron una de las mejores finales de Masters 1000 de la historia. Andy se lleva un primer set caótico, en el que hubo 7 quiebres, cuatro a favor del escocés y tres a favor del serbio. En el segundo set Murray sigue demostrando su determinación para llevarse el título, teniendo una mayor agresividad y una mejor actitud que Novak, lo que le lleva a ponerse por delante con quiebre a favor, con resultado parcial de 7-5, 5-4 y 30-0 al servicio. A partir de ese momento todo cambia. Novak intenta dominar el punto y sube a la red para cerrarlo. Murray le coloca un globo fantástico y Djokovic lucha por el punto y consigue efectuar una Gran Willy, que le mantuvo vivo en un punto de ensueño que acaba ganando con una magnífica dejada de revés paralela. Levantando el puño y con una sonrisa, la actitud del serbio cambia radicalmente y en ese juego salva un punto de partido con una derecha ganadora, y consiguió romper el saque de Murray para igualar a 5. Se llega a la muerte súbita y Murray se pone 6-4 a su favor. Djokovic salva de nuevo 2 puntos de partido más, y la muerte súbita pasa a ser dominada por los turnos de saque, salvando Djokovic otros 2 puntos de partido más y cerrando el set, tras conseguir un mini-quiebre y ponerse 12-11 y saque, con un golpe ganador de derecha en media pista sin dejar botar la pelota, tras un gran saque abierto. 13-11 para Novak tras una increíble muerte súbita que dura más de 20 minutos, llevándose el set tras salvar cinco puntos de partido. En el tercer y último set Djokovic continúa con esa actitud de campeón que le lleva a conseguir el segundo set, mientras que Murray no puede mantener el gran nivel físico que muestra en los dos primeros sets. Djokovic mejora ostensiblemente su porcentaje de puntos ganados con el saque, sin tener que afrontar ninguna bola de quiebre en contra. Cierra el partido ganando 4 games consecutivos, quedándose con el campeonato por un marcador de 5-7, 7-6(11) y 6-3, tras 3 horas y 21 minutos de lucha. Novak Djokovic da una lección de coraje y entrega, de mantener siempre la esperanza, y no deja de luchar ni de sonreír incluso cuando el partido parecía más que perdido, y suma así el 13.º título de Masters 1000 en su carrera (tercero de la temporada), siendo el único jugador del circuito que ganó 7 de los 9 actuales, pues aún le falta el Masters 1000 de Montecarlo y Cincinnati, para poder convertirse en el único jugador de la historia en ganar los 9 Masters 1000 que se disputan en el año.
El 28 de octubre, Roger Federer decidió bajarse del Masters 1000 de París Bercy y así Nole se aseguró acabar 2012 como número 1 del mundo, justo después de que el suizo cayera en la final de Basilea. El tenista serbio empieza colosal su primer partido ante Sam Querrey ganando 8 juegos consecutivos, pero Querrey rompe el saque de Djokovic en el cuarto juego del segundo set para igualar a dos y a partir de entonces el estadounidense comienza a servir perfecto y fue capaz de remontar y ganar por 0-6, 7-6(6) y 6-4. Como fue dicho anteriormente, el serbio volvió a los más alto del ranking el 5 de noviembre de 2012 post París-Berçy.

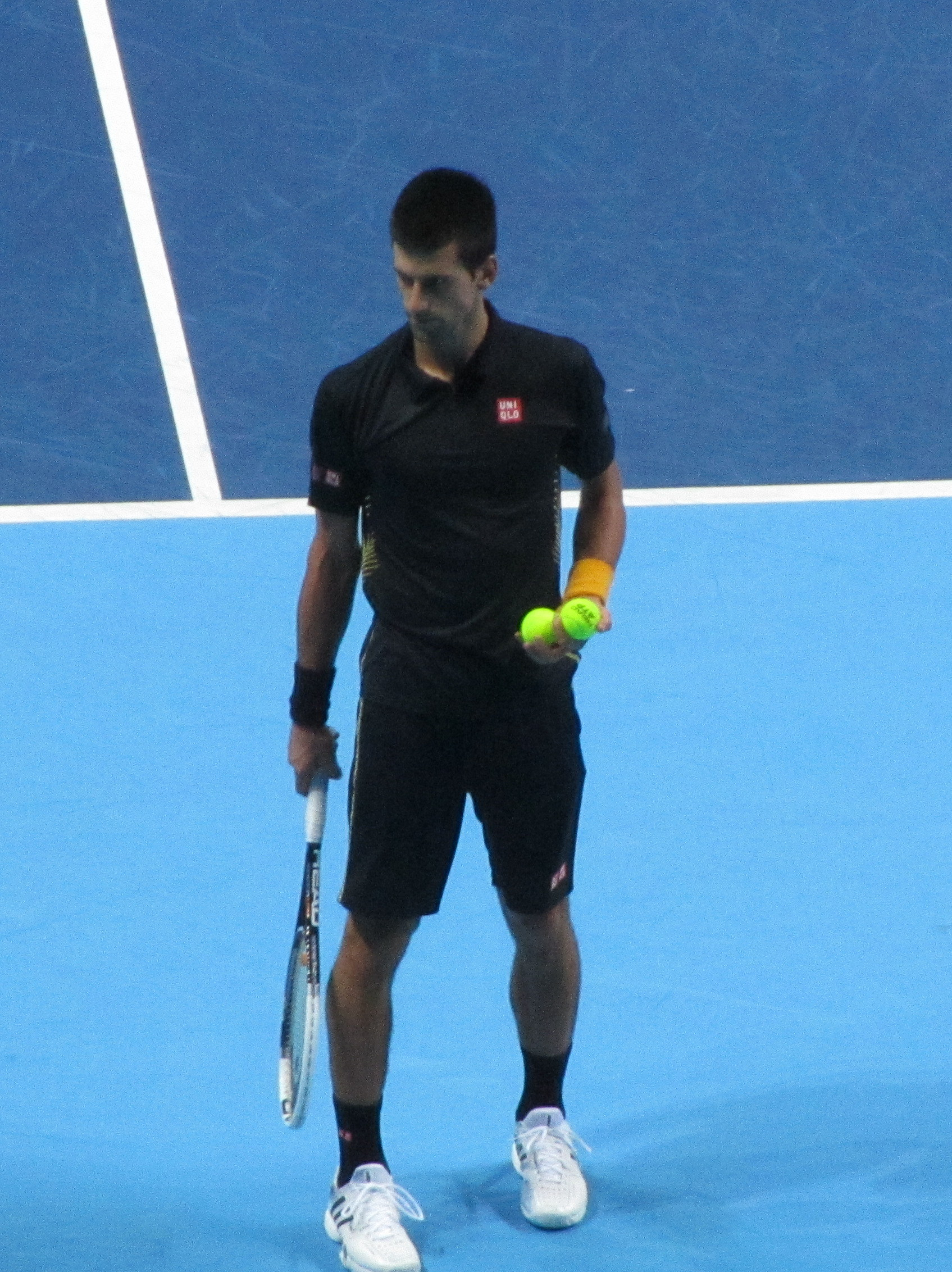
Djokovic en el Torneo de Maestros de 2012 donde obtendría su segundo título al vencer a Roger Federer.

En el último torneo de la temporada, el ATP World Tour Finals en el Arena O2 de Londres, jugado por los 8 mejores jugadores de la temporada, Djokovic tuvo que enfrentarse en el Grupo A contra Jo-Wilfried Tsonga, a quien le gana por 7-6(4) y 6-3, en un encuentro en el que el serbio, jugando por debajo de su nivel en el primer set, pero pudo hacerse con la muerte súbita. Momento clave, pues a partir de aquí jugó más o menos a su nivel habitual el resto del torneo. En el segundo partido remonta un set al local Andy Murray para imponerse por 4-6, 6-3 y 7-5 y dejar así el cara a cara con el escocés en 2012, 4-3 a su favor. Su último partido de la fase de grupos lo solventa ganando por 6-2 y 7-6(6) a Tomáš Berdych, quien dispuso de 3 bolas de set en la muerte súbita del segundo parcial. Djokovic se enfrenta en semifinales al argentino Juan Martín del Potro, quien llega a estar arriba en el marcador por 4-6, 1-2 y saque. Sin embargo, a partir de este momento Novak comienza a leer mejor el servicio del tandilense y empieza a moverlo por la pista de manera magistral, para endosarle un parcial de 11 juegos a 3 y ganar por 4-6, 6-3, 6-2. En la gran final Novak se enfrenta al seis veces campeón del torneo, Roger Federer. El suizo empieza de manera genial, colocándose con un 0-3 a su favor. Sin embargo, Djokovic gana cinco de los seis siguientes juegos y saca con 5-4 para ganar el primer parcial. Federer lucha, salva una bola de set y consigue forzar la muerte súbita, que se lleva Djokovic a la segunda oportunidad (tercera en el set) con una derecha invertida ganadora. Federer no pierde la concentración y rompe el saque de Djokovic, recién comenzado el segundo set, y llega a sacar para el set con 5-4, 40-15 a su favor, dos bolas de set. El año pasado, en el Abierto de Estados Unidos, Federer saca con 5-3, 40-15 para ganar a Djokovic en el quinto set y alcanzar la final, pero Djokovic demuestra una fuerza mental increíble y un tenis de matrícula y gana por 7-5 ese último set. En el O2 Arena de Londres, repite la hazaña. Salva el 40-15 y posteriormente quiebra para acabar ganando el partido por 7-6(6) y 7-5 de resultado final y así conquistar su segunda Copa Masters y se embolsa U$ 1 760 000 dólares y 1500 puntos ATP como campeón invicto.
Así, el de Belgrado acaba el año 2012 como número 1 del mundo (siendo el jugador desde Roger Federer 2004-07 en acabar como n.° 1 en años consecutivos), con 12 920 puntos y habiendo ganado el Abierto de Australia, los Masters 1000 de Miami, Toronto y Shanghái, el ATP 500 de Pekín y el ATP World Tour Finals.
Djokovic finaliza el año con un 13-8 favorable frente a tenistas Top-5 y un 24-10 frente a Top-10.

### 2013: Cuarto Abierto de Australia y tercer Torneo de Maestros
El número 1 del mundo comenzó su temporada, como el año anterior, con el Mubadala World Tennis Championships, un torneo de exhibición que ganó por segundo año consecutivo, eliminando fácilmente a David Ferrer en las semifinales (6-0, 6-3) y luego con más dificultad a Nicolás Almagro en la final por un score de 6-7(4), 6-3, 6-4.
Después representó a su país en la competencia mixta Copa Hopman con Ana Ivanović como pareja, donde perdieron en la final contra la dupla española de Fernando Verdasco y Anabel Medina, antes de participar en el primer gran torneo de la temporada: el Abierto de Australia. Comenzó su torneo fácilmente sin problemas eliminando a Paul-Henri Mathieu (6-2, 6-4, 7-5), luego a Ryan Harrison (6-1, 6-2, 6-3), y posteriormente a Radek Štěpánek, todos en sets corridos. En octavos de final tuvo que luchar duro contra el suizo y preclasificado 15, Stan Wawrinka, en el que probablemente fue el partido del torneo, ganando de forma súper épica por 1-6, 7-5, 6-4, 6-7(5) y 12-10 en el quinto en 5 horas y 2 minutos, donde sin embargo estuvo 1-6, 2-5 abajo en su momento. Clasificó para su undécima semifinal consecutiva en Grand Slam, después de eliminar a Tomáš Berdych 6-1, 4-6, 6-1, 6-4. En semifinales Djokovic juega, según él mismo, uno de los mejores partidos de su vida, dando una lección de tenis al español David Ferrer, a quien aniquila con un contundente 6-2, 6-2 y 6-1. En la final se ve las caras con el británico Andy Murray, contra quien, a pesar de haberle vencido en sus dos últimos enfrentamientos, Djokovic busca redimirse tras caer en la final del último Abierto de Estados Unidos, y al mismo tiempo consolidarse en lo más alto del ranking. A pesar de haber perdido el primer set en la muerte súbita y poder haber perdido su saque en el inicio del segundo, Djokovic desconecta a Murray en lo que quedaba de partido con un resultado de 6-7(2), 7-6(3), 6-3 y 6-2, y se convierte en el primer jugador de la Era Abierta en ganar el Abierto de Australia tres veces consecutivas y sumar así su cuarto Abierto Australiano y su sexto Grand Slam, igualando en número de victorias a Andre Agassi y Roger Federer. Como curiosidad, en este torneo Djokovic pierde su saque únicamente ocho veces, siete de ellas ante Wawrinka y una ante Berdych. Exceptuando el duelo de octavos, Djokovic ganó 83 de sus 84 juegos al servicio, incluyendo un asombroso pleno, 23 de 23, en la final, ante uno de los mejores restadores del circuito.
Apenas sin descanso, la semana siguiente contribuye a la clasificación de Serbia para cuartos de final de la Copa Davis 2013 aportando un punto al derrotar cómodamente a Olivier Rochus por 6-3, 6-2 y 6-2.
Novak se tomó unas semanas de respiro y reaparece en el Torneo de Dubái. Se deshace en primera ronda de su amigo Viktor Troicki por 6-1 y 6-4. En segunda ronda titubea a la hora de cerrar el partido al servicio pero finalmente puede con el español Roberto Bautista 6-1 y 7-6(4). En cuartos de final derrota muy cómodamente al italiano Andreas Seppi por 6-0 y 6-3. En semifinales da toda una muestra de su poderío tenístico y físico ante Juan Martín del Potro y, a pesar de algunas lagunas en el segundo set, lo vence por 6-3 y 7-6(4). Djokovic se coronó campeón por cuarta vez en su carrera de este torneo y también ganó el 36.º título de su carrera tras batir en la final a Tomáš Berdych por 7-5 y 6-3, en un partido en el que demuestra su condición de número 1, pues a pesar de no jugar brillantemente fue más fuerte mental y tácticamente que el checo. Además así llegó a 18 victorias consecutivas, cuya última derrota fue en la segunda ronda de París Berçy 2012 contra Sam Querrey, encadenando también su tercer título consecutivo después de la Copa Masters 2012, el Abierto de Australia a principios de 2013 y, ahora Dubái.
En el primero de los Masters 1000, el Masters de Indian Wells, Djokovic parte como principal favorito, defendiendo una racha de 18 victorias consecutivas, 10 de ellas ante jugadores del top 10. En segunda ronda pudo con el italiano Fabio Fognini a pesar de una mala actuación del serbio y la resistencia de su rival por 6-0, 5-7 y 6-2. En tercera ronda se deshace del joven Grigor Dimitrov por 7-6(4) y 6-1, si bien el búlgaro desperdicia un 5-3 y saque cometiendo 4 dobles faltas. En octavos se mide con el último hombre en derrotarlo, el local Sam Querrey, a quien Novak elimina con un marcador final de 6-0 y 7-6(6). Ya en cuartos Djokovic alarga su racha de victorias consecutivas a 22, 11 de ellas ante top 10, destruyendo a un gris Jo-Wilfried Tsonga por 6-3 y 6-1 en menos de una hora de partido. En semifinales vuelve a verse las caras con Juan Martín del Potro, quien remonta a Djokovic un set abajo y un 3-0 en el tercer set para frenar la racha de imbatibilidad del serbio y acceder a la final por 4-6, 6-4 y 6-4 sufriendo su primera derrota de la temporada.
Más tarde, en el Masters de Miami llegó como campeón defensor, Djokovic derrota a Lukáš Rosol por 6-0 y 6-1 y a Somdev Devvarman por 6-2 y 6-4 para alcanzar los octavos de final, donde cae por 6-2 y 6-4 contra Tommy Haas, partido tras el que Novak afirma: "he jugado mi peor partido en mucho tiempo, pero le doy crédito a Tommy por su gran táctica".
A continuación es clave para darle a Serbia el pase a las semifinales de la Copa Davis ante Estados Unidos en Idaho por 3-1, ganando sus dos encuentros individuales, derrotando primero a John Isner por 7-6, 6-2 y 7-5 y dando el punto definitivo ante Sam Querrey por 7-5, 7-6, 6-1 y 6-0, a pesar de haberse lesionado el tobillo derecho en el tercer juego del partido. Djokovic sostiene que de no haber estado jugando por su país, probablemente se hubiera retirado, dando toda una lección de tenis y compromiso.
Comenzó entre algodones su inicio de gira de tierra batida, con la incertidumbre de jugar Montecarlo o no luego de una lesión en el tobillo derecho durante la Copa Davis, Djokovic finalmente decide jugar. Exento de la primera ronda, se enfrentó en segunda ronda al ruso Mijaíl Yuzhny a quien vence en tres sets 4-6, 6-1, 6-4, y luego pasa a la siguiente ronda después de doblegar a Juan Mónaco por 4-6, 6-2, 6-2. En cuartos de final venció fácilmente a Jarkko Nieminen 6-4, 6-3 y luego en semifinales al italiano Fabio Fognini por un fácil 6-2 y 6-1. Novak se impuso por 6-2 y 7-6(1) al ocho veces campeón defensor Rafael Nadal en casi dos horas de partido para lograr su primer título en Montecarlo, luego de perder dos finales en 2009 y 2012, justamente ante el mallorquín. En el duelo final muestra su mejor juego del torneo; en el primer set toma una rápida ventaja de 5 a 0 en el marcador e incluso cuenta con oportunidades para cerrar el parcial y dejar sin games a su rival. El segundo parcial es más parejo, con los dos tenistas con dificultades para sostener su servicio. En ese intercambio el número uno del mundo es más sólido y en el tie break se impone sin problemas por 7 a 1. Así el serbio consiguió su título número 14 en Masters 1000, ganando ocho de los nueve torneos que componen esta categoría; solo faltándole Cincinnati. Finalista en 2008, 2009, 2011 y 2012. Además es el primer tenista que vence a Rafael Nadal en tres finales sobre tierra batida y también poniendo fin a sus 46 victorias consecutivas en la arcilla monegasca.
Sin embargo, en el Masters de Madrid queda eliminado por Grigor Dimitrov en segunda ronda por 6-7(6), 7-6(6) y 3-6. Durante este partido, Djokovic se estuvo quejando de numerosos fallos arbitrales con respecto al pique de la pelota, razón por la que el público se torna en su contra para propinarle abucheos y silbidos con cada golpe que Djokovic efectuaba, y también durante los cambios de cancha. Respecto a este fenómeno, Djokovic expresó: 

"No sé por qué se ha producido esta situación del público. No sé qué decir, la verdad. El público adoptó a Dimitrov como su preferido desde el principio. Eso ha sido todo. Sentí desde el principio que cada vez que hubo una bola la gente me silbó sin razón. No era nada malo y solo quería ver dónde había sido el pique. Si la veo adentro, lo acepto. Soy sincero en eso y no entiendo por qué se ponen contra mí. Pero no es la primera vez que tengo al público en contra. No creo que el público de Madrid no sepa de tenis. Lleva este torneo muchos años y tienen a Nadal. No creo que no conozcan el tenis. No quiero discutir sobre puntos que han sido o no. Hubo bolas justas y yo protesté alguna, pero respeto la decisión del árbitro. Me gusta este torneo. Es un gran torneo. Claro que volveré. Me olvidaré de lo que ha pasado aquí y pensaré en el siguiente compromiso".

Djokovic indica en dicha entrevista que llegaba a la competición de la Caja Mágica sin la preparación adecuada después de ganar en Montecarlo.
En el siguiente torneo, el Masters de Roma, batió en sets corridos a Albert Montañés, y luego a Alexandr Dolgopolov en sets corridos, antes de perder contra Tomáš Berdych por un score de 2-6, 7-5, 6-4 en cuartos de final. Con los 180 puntos de los cuartos de final, Djokovic pierde 420 puntos ATP al no poder defender la totalidad de sus 600 puntos como finalista en 2012.

"Perdí concentración y jugué más defensivo. Cometí algunos errores no forzados y a este nivel de juego tienes que aprovechar las oportunidades. Perdí el juego por mi culpa. Berdych empujó con gran fuerza y tuvo un servicio muy bueno en el tercer set. Siempre tengo altas expectativas y felicito al oponente. Él tuvo su oportunidad y ganó. No puedo dejar que me ocurran estos altibajos en un partido, especialmente con París tan cerca".

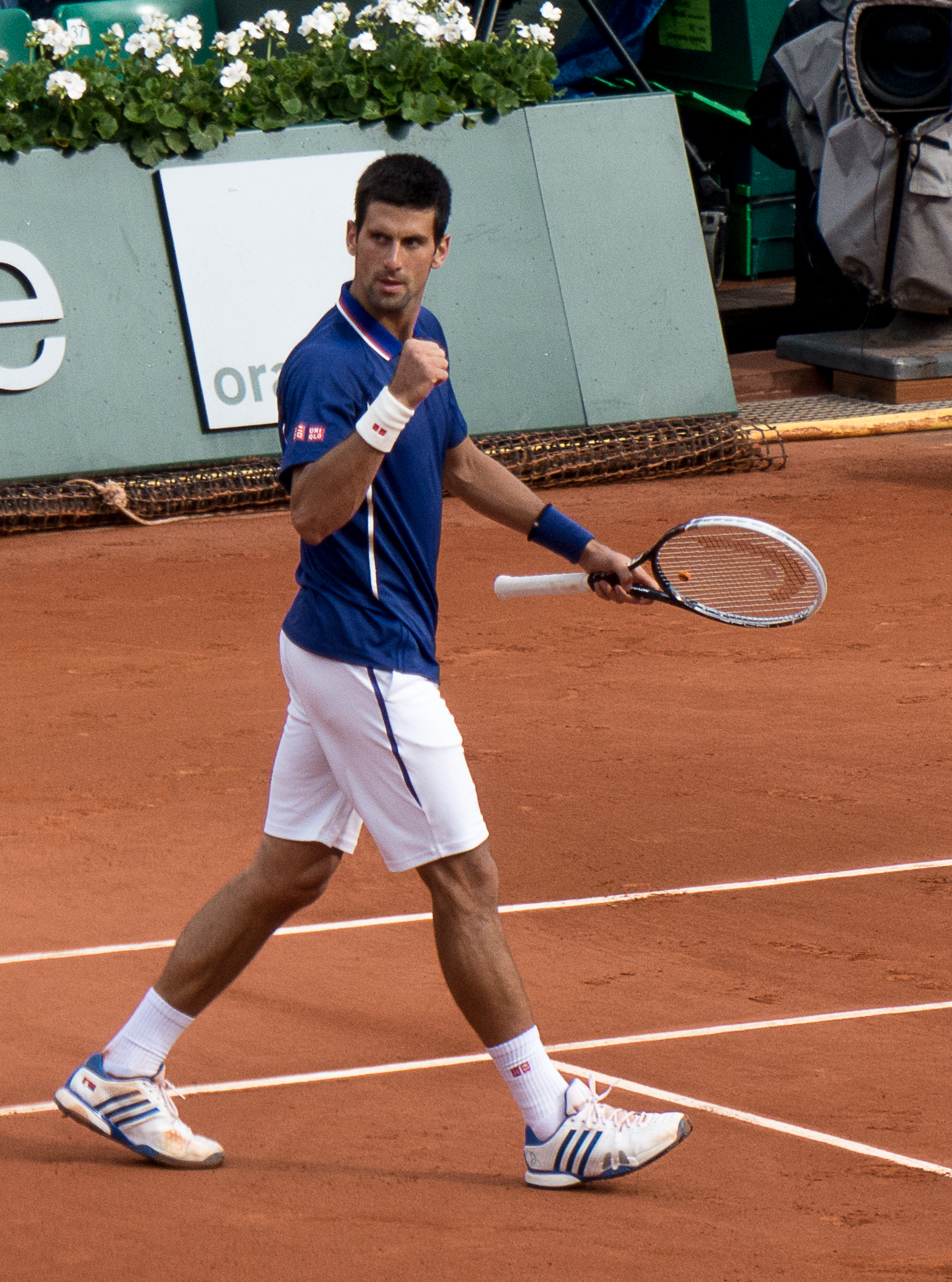
Novak en Roland Garros 2013 donde caería en semifinales ante el eventual campeón Rafael Nadal en un duelo de casi cinco horas, donde el mallorquín salió vencedor por 6-4, 3-6, 6-1, 6-7 y 9-7.

En Roland Garros comenzó de gran forma eliminando al joven belga David Goffin por 7-6(5), 6-4 y 7-5. En la segunda ronda vapuleó a Guido Pella 6-2, 6-0, 6-2. En la siguiente ronda, se vengo del griego Grigor Dimitrov, venciéndolo muy fácilmente por 6-2, 6-2, 6-3. En octavos de final venció al alemán Philipp Kohlschreiber por 4-6, 6-3, 6-4, 6-4. En cuartos de final venció a otro alemán, al veterano de 35 años Tommy Haas en un partido algo luchado; 6-3, 7-6(5), 7-5. En la semifinal le esperaba el 7 veces campeón Rafael Nadal, en una semifinal que era tan esperada desde el sorteo. El encuentro prometía ser trepidante y no defraudó. En un despliegue de golpes perfectos y de proezas físicas, ambos jugadores estuvieron a su mejor nivel. Djokovic dirigía golpes prodigiosos a las líneas como si estuvieran imantadas, cruzando reveses como solo él sabe hacerlo, llegando a todo; su golpe, profundo como siempre, habría roto cualquier defensa. Sin embargo, Nadal pudo contrarrestar sus incómodos ataques. Al final el partido duró 4 horas y 37 minutos y en cinco sets perdió contra Nadal por 4-6, 6-3, 1-6, 7-6(3) y 7-9.

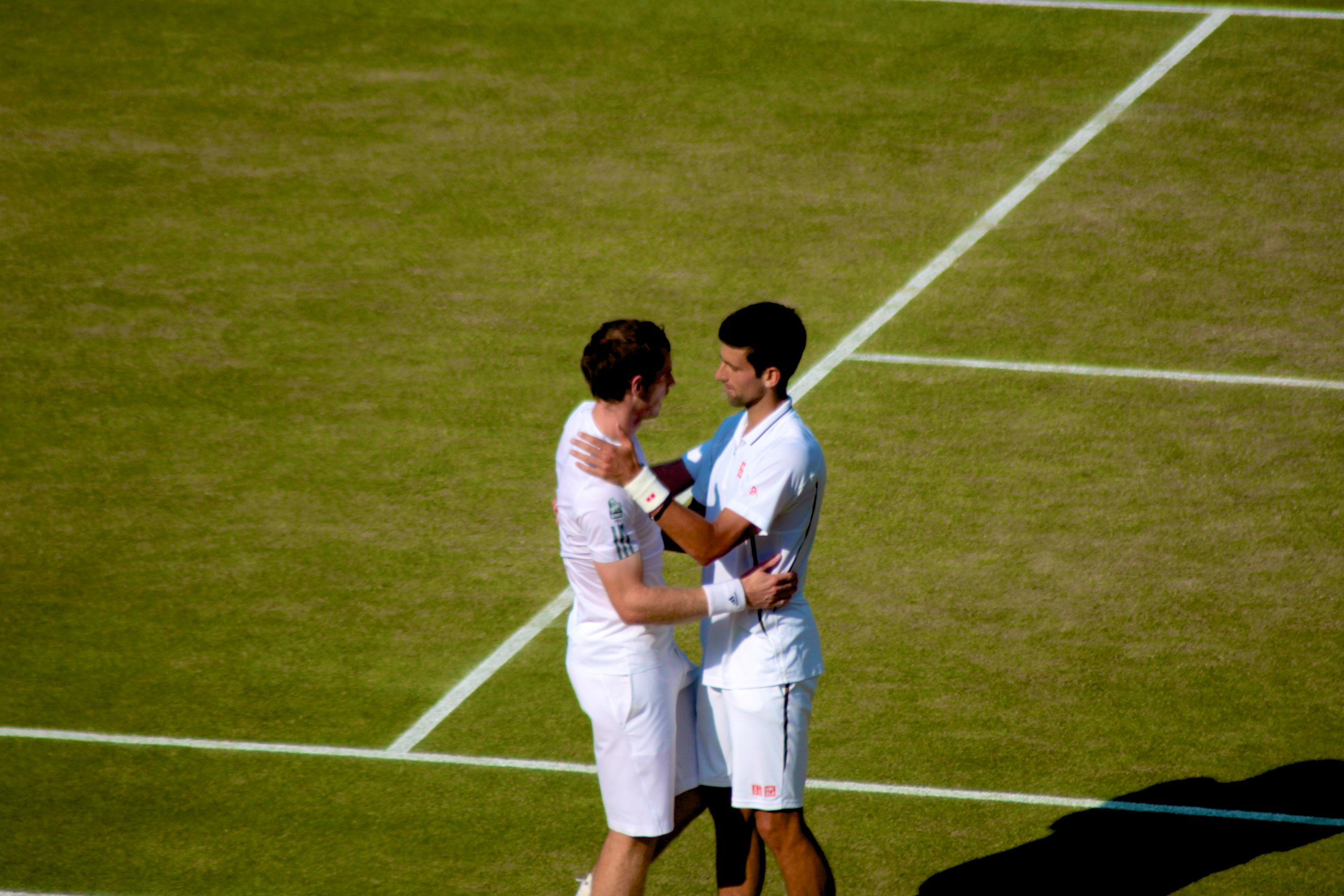
"Nole" felicitando a Andy Murray tras ganar Wimbledon 2013, y acabar con 77 años de triunfos no británicos en la Catedral del tenis.

Comenzó su gira de césped directamente en Wimbledon, donde se clasificó sin problemas a la tercera ronda, eliminando a Florian Mayer (6-3, 7-5, 6-4) y luego a Bobby Reynolds (7-6(2), 6-3, 6-1). Posteriormente venció fácilmente a Jérémy Chardy 6-3, 6-2, 6-2 después de hacer un partido cercano a la perfección, incluyendo haber logrado 38 golpes ganadores, por solamente 3 errores no forzados. Además, perdió solamente 6 puntos con su servicio. Clasificó para sus 17.os cuartos de final de Grand Slam consecutivos al derrotar a Tommy Haas 6-1, 6-4, 7-6(4). Allí venció al checo Tomáš Berdych en sets corridos por 7-6(5), 6-4 y 6-3 para reclamar una vez más un lugar entre los últimos cuatro en un torneo de Grand Slam sin ceder un set. En semifinales jugó contra el argentino y 8.º cabeza de serie Juan Martín del Potro, contra quien sufrió más de la cuenta y lo venció en 5 sets por de 7-5, 4-6, 7-6(2), 6-7(6) y 6-3 en 4 horas y 44 minutos de lucha, incluidos 2 match points durante el tiebreak del cuarto set, en la final fue derrotado ampliamente por Andy Murray en un sorprendente partido en el que mostró un tenis mucho más bajo de lo habitual, cayendo en sets corridos con un score de 6-4, 7-5, 6-4 en poco más de tres horas.
Llegó a las semifinales del Masters de Canadá tras vencer a Florian Mayer (6-2, 6-1), Denis Istomin (2-6, 6-4, 6-4) y Richard Gasquet (6-1, 6-2). Sin embargo, no pudo acceder a la final, tras perder contra Rafael Nadal por 4-6, 6-3 y 6-7(2). A la semana siguiente en Cincinnati, derrotó a Juan Mónaco y David Goffin en sets corridos, antes de perder contra John Isner por 6-7(5), 6-3, 5-7 en cuartos de final.

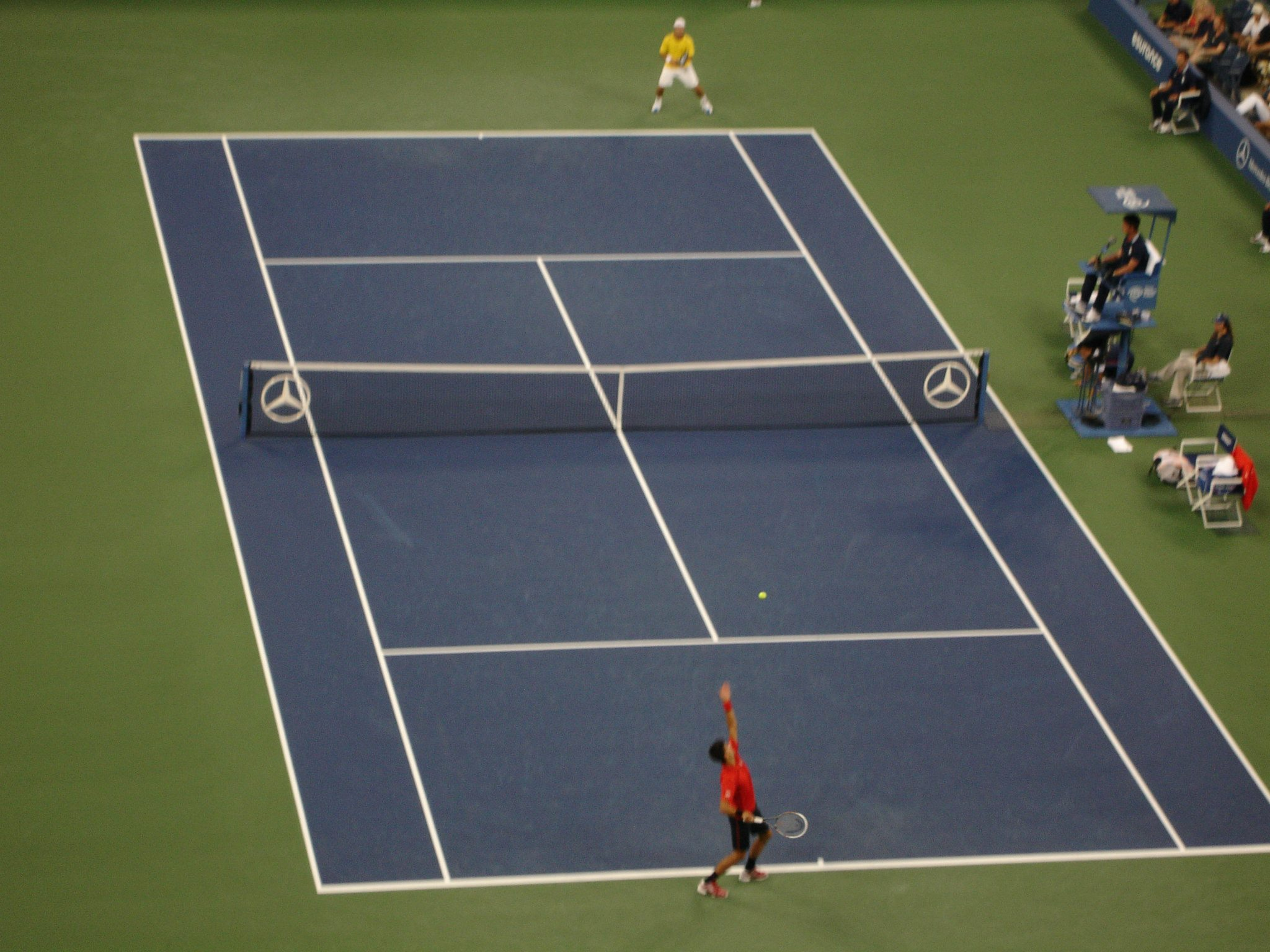
Novak Djokovic contra Ricardas Berankis por la primera ronda del Abierto de Estados Unidos 2013.

Llegó al cuarto y último Grand Slam del año: Abierto de Estados Unidos, donde intentará recuperar la confianza que ha perdido últimamente como resultado de sus resultados ligeramente decepcionantes. Empezó arrasando al batir al lituano Ričardas Berankis por un cómodo 6-1, 6-2, 6-2, después en segunda ronda venció al alemán Benjamin Becker 7-6(2), 6-2, 6-2 habiendo tenido que salvar 2 set points en la primera manga. En las siguientes dos rondas venció con autoridad a João Sousa 6-0, 6-2, 6-2, y luego hizo lo mismo con el español Marcel Granollers derrotándolo 6-3, 6-0, 6-0 en apenas una hora y media en los octavos de final. En cuartos de final derrotó al ruso Mijaíl Yuzhny 6-3, 6-2, 3-6, 6-0 para acceder a su 14.ª semifinal consecutiva de Grand Slam. Se clasificó para su cuarta final consecutiva del Abierto de Estados Unidos (quinta en general), al doblegar al suizo Stanislas Wawrinka por 2-6, 7-6(4), 3-6, 6-3 y 6-4. Perdió su segunda final consecutiva en Grand Slam y también en el Abierto de Estados Unidosal caer contra el español Rafael Nadal por un score de 2-6, 6-3, 4-6 y 1-6.
A principios de octubre, comienza la gira asiática con el China Open en Pekín, torneo en el que generalmente tiene éxito ya que todavía se encontraba invicto después de sus victorias en 2009, 2010 y 2012. Comenzó venciendo fácilmente a Lukáš Rosol 6-0, 6-3, en la 2.ª ronda tuvo que sufrir un poco para eliminar a Fernando Verdasco por 7-5, 2-6, 6-2. Después eliminó al estadounidense Sam Querrey 6-1, 6-2 y al francés Richard Gasquet 6-4, 6-2 para alcanzar la final. Finalmente, por segunda vez en esta temporada, venció en la final a su mayor rival, Rafael Nadal, por 6-3 y 6-4 en 1 hora y 28 minutos de juego, en un partido dominado por el serbio que no concedió break points y así lograr su cuarto título en Pekín. Sin embargo, el español tras el final del torneo regresó al puesto número 1 desplazando a Djokovic al segundo lugar. Sigue con su buena racha en la gira asiática a la semana siguiente con el Masters de Shanghái, comenzó de forma sólida al derrotar a Marcel Granollers 6-2, 6-0 y a Fabio Fognini (6-3, 6-3). En cuartos de final sufre muchísimo ante Gael Monfils pero acaba venciéndolo por 6-7(4), 6-2 y 6-4. En semifinales derrota a otro francés, en este caso a Jo-Wilfried Tsonga por un claro 6-2 y 7-5. Y en la gran final asiática derrota a Juan Martín Del Potro, no sin dificultades, debido al gran nivel ofrecido por el tenista argentino durante el torneo, en especial en las dos últimas rondas. El resultado final fue 6-1, 3-6, 7-6(3). Y así se proclamó campeón por segunda vez consecutiva del Masters 1000 de Shanghái, 15.º Masters 1000 de su carrera y también totalizó 20 victorias consecutivas en China, todo un récord.
Ya en noviembre sigue con su racha triunfal tras salir campeón por segunda vez del Masters 1000 de París (16.º de su carrera), alcanzando su título número 40 (sexto del año) y la 17.ª victoria seguida. En el torneo en pista cubierta francés muestra de nuevo su gran nivel y estado de forma. En segunda ronda venció al joven francés Pierre-Hugues Herbert por 7-6(3), 6-3, luego en 3.ª ronda al estadounidense John Isner 6-7(5), 6-1, 6-2, en cuartos de final derrotó fácilmente a Stanislas Wawrinka 6-1, 6-4. En semifinales pasa apuros y tiene que remontar ante Roger Federer y acaba venciéndolo por 4-6, 6-3 y 6-2. Ya en la final vence al campeón de la pasada edición, David Ferrer, en una final de grandísimo nivel y de peloteos muy largos e intensos. Ferrer estuvo 5-3 a favor en ambos sets, pero no soporta la presión y además Novak eleva el nivel y acaba imponiéndose por un doble 7-5. De esta manera sigue abierta su lucha particular con Rafael Nadal por el número 1. Con esta victoria en el Masters parisino se convierte en el tercer tenista en salir campeón de los dos últimos torneos de la temporada de esta categoría (Marat Safin en 2004 y David Nalbandian en 2007 fueron los otros dos que lo consiguieron). Otro dato a destacar es que Djokovic cuando vence el primer set de una final siempre acaba ganando el trofeo (ha ocurrido en 31 ocasiones).
Con la llegada del cierre de temporada Djokovic se dirige a Londres para defender su título en el ATP World Tour Finals, donde comparte grupo junto con Roger Federer, Juan Martin del Potro y Richard Gasquet, quienes integran el grupo B. En su primer partido de Round Robin, Djokovic se enfrenta contra Federer, en un partido que termina 6-4, 6-7(2) y 6-1 a favor del serbio. Dos días más tarde vence a Del Potro por 6-3, 3-6 y 6-3. En el último partido del Round Robin sin casi nada en juego acaba con Gasquet por 7-6(5), 4-6 y 6-3, donde se desgasta más de la cuenta, tras mostrar una actitud apática. Ya en semifinales se ve las caras, otra vez, con Wawrinka en 2013 y lo derrota por un doble 6-3. En la gran final de la Copa de Maestros derrota a Rafael Nadal por 6-3 y 6-4 en un gran partido del serbio. El serbio comienza muy fuerte colocándose 3-0 a favor y oportunidad para el 4-0 pero Rafa lo evita y empata a 3 el encuentro. Djokovic se repone y le endosa otro parcial de 3-0 y acaba llevándose el primer set por 6-3. En el segundo set Djokovic rompe el saque de Nadal muy pronto y tiene varias oportunidades para romperlo más veces pero Nadal se muestra muy sólido en estos puntos calientes, y llega a salvar una bola de partido con su saque, pero Djokovic está fenomenal con el saque y a la tercera bola de partido se alza con la Copa de Maestros (igualando a Boris Becker y John McEnroe). Con este título suma siete en 2013 y 22 victorias consecutivas con la Copa Davis en el horizonte.
Para cerrar su temporada disputó la final de la Copa Davis ante la República Checa en el Belgrado Arena sobre pista dura cubierta. Ganó sus dos partidos de individuales, derrotando a Radek Štěpánek (7-5, 6-1, 6-4) y Tomáš Berdych (6-4, 7-6(5), 6-2) en sets corridos, aunque en los tres restantes partidos los serbios cayeron (gran parte de ello debido a la baja de Janko Tipsarević y Viktor Troicki) y no pudieron obtener una nueva ensaladera. Después declaró que para la temporada 2014 se centraría en los Grand Slam.
Al final de la temporada, sumó a Boris Becker a su personal como entrenador jefe.
Finalmente, Djokovic termina la temporada con un récord de 8-4 frente a jugadores Top-5 y 24-6 contra Top-10.

### 2014: Segundo Wimbledon, cuarto Torneo de Maestros y regreso al número uno
Al igual que en 2012 y 2013, comenzó la temporada disputando el torneo de exhibición de Mubadala en Abu Dabi. Venció a Jo-Wilfried Tsonga en semifinales y a David Ferrer en la final por 7-5 y 6-2 ganando el torneo de exhibición por tercer año consecutivo.
Su temporada de manera oficial comenzó directamente en el Abierto de Australia (donde defendía tres campeonatos consecutivos y 2000 puntos) sin disputar ningún torneo previo por primera vez en su carrera. En primera ronda derrotó a Lukas Lacko por 6-3, 7-6(2), 6-1; en segunda ronda derrotó cómodamente a Leonardo Mayer por parciales de 6-0, 6-4, 6-4; en tercera ronda superó al uzbeko Denis Istomin por 6-3, 6-3 y 7-5; en cuarta ronda arrasó con el italiano Fabio Fognini por 6-3, 6-0, 6-2 y así alcanzó los cuartos de final de un Grand Slam por 19.ª vez consecutiva en su carrera donde cayó sorpresivamente ante el n.º 8 del mundo y posterior campeón Stanislas Wawrinka por un tanteador de 6-2, 4-6, 2-6, 6-3 y 7-9 en cuatro horas, en una especie de revancha del duelo que tuvieron en Australia 2013, poniendo fin a racha de 25 partidos consecutivos ganando en Melbourne, así como sus 14 semifinales consecutivas en Grand Slam y 28 victorias consecutivas desde que perdió en el Abierto de Estados Unidos 2013.
Tras un mes de descanso, regresó en el Torneo de Dubái del cual es campeón defensor. Venció sin complicaciones a Denis Istomin y Roberto Bautista en las dos primeras rondas. En cuartos pasó sin jugar tras la retirada de Mijaíl Yuzhny antes del partido. En semifinales cayó ante Roger Federer en un gran partido por 6-3, 3-6, 2-6.
Luego disputó el primer Masters 1000 de la temporada en Indian Wells. Venció a Victor Hanescu en segunda ronda, en tercera ronda sufrió para derrotar al colombiano Alejandro González lo mismo que con Marin Čilić en cuarta ronda. En cuartos de final derrotó a Julien Benneteau por 6-1 y 6-3. En semifinales superó al cañonero estadounidense John Isner por 7-5, 6-7(2), 6-1. Conquistó su tercera corona en el Desierto Californiano y 17.º Masters 1000 tras vencer a Roger Federer en un partidazo que acabó ganando el serbio por parciales de 3-6, 6-3 y 7-6(3) ganando también el primer título de su temporada.
La semana siguiente, juega el segundo Masters 1000 de la temporada en Miami, después de lograr su 3.º corona en el Desierto Californiano la semana pasada, recuperó la confianza y solidez en su juego para derrotar en segunda ronda a Jeremy Chardy por 6-4, 6-3, en tercera ronda pasó sin jugar tras la retirada de Florian Mayer antes del partido. En cuarta ronda derrota al español Tommy Robredo por 6-3, 7-5, para pasar a cuartos. En cuartos de final se ve las caras con el escocés Andy Murray, a quién derrota por 7-5, 6-3 controlando el partido todo el tiempo. Pasando a las semifinales debido al retiro antes del partido de Kei Nishikori, por una lesión en su ingle izquierda. Conquistó su cuarto título en Miami, tras derrotar en un partido muy cómodo para el serbio, que con mucha seguridad derrotó al n.º 1 del mundo, el español Rafael Nadal por doble 6-3 en 1 hora y 23 minutos, para conseguir su 2.º título del año, su 18.º Masters 1000 en su carrera y el doblete Indian Wells-Miami siendo el segundo jugador en la historia del tenis en conseguirlo 2 veces (la primera vez fue en 2011), después de que Roger Federer lo hiciera anteriormente en los años 2005 y 2006.
Con una gran confianza llegaría al comienzo de la temporada de tierra batida. Jugó el Masters de Montecarlo donde defendía título. En segunda ronda arrasa al español Albert Montañés en cuarenta y cinco minutos ganando por 6-1 y 6-0. Lo mismo ocurriría en tercera ronda donde gana con una facilidad tremenda a Pablo Carreño por 6-0 y 6-1. En cuartos de final, la cosa no fue tan fácil, ya que sufrió de lo lindo de nuevo ante otro español, Guillermo García-López al que ganó por un trepidante 4-6, 6-3 y 6-1, salvando dos bolas de break en el segundo set. En semifinales caería ante el suizo Roger Federer por 5-7 y 2-6. Una lesión durante el torneo en su muñeca derecha, le alejaría del Masters de Madrid siendo seria duda también para el Masters de Roma e incluso para Roland Garros.

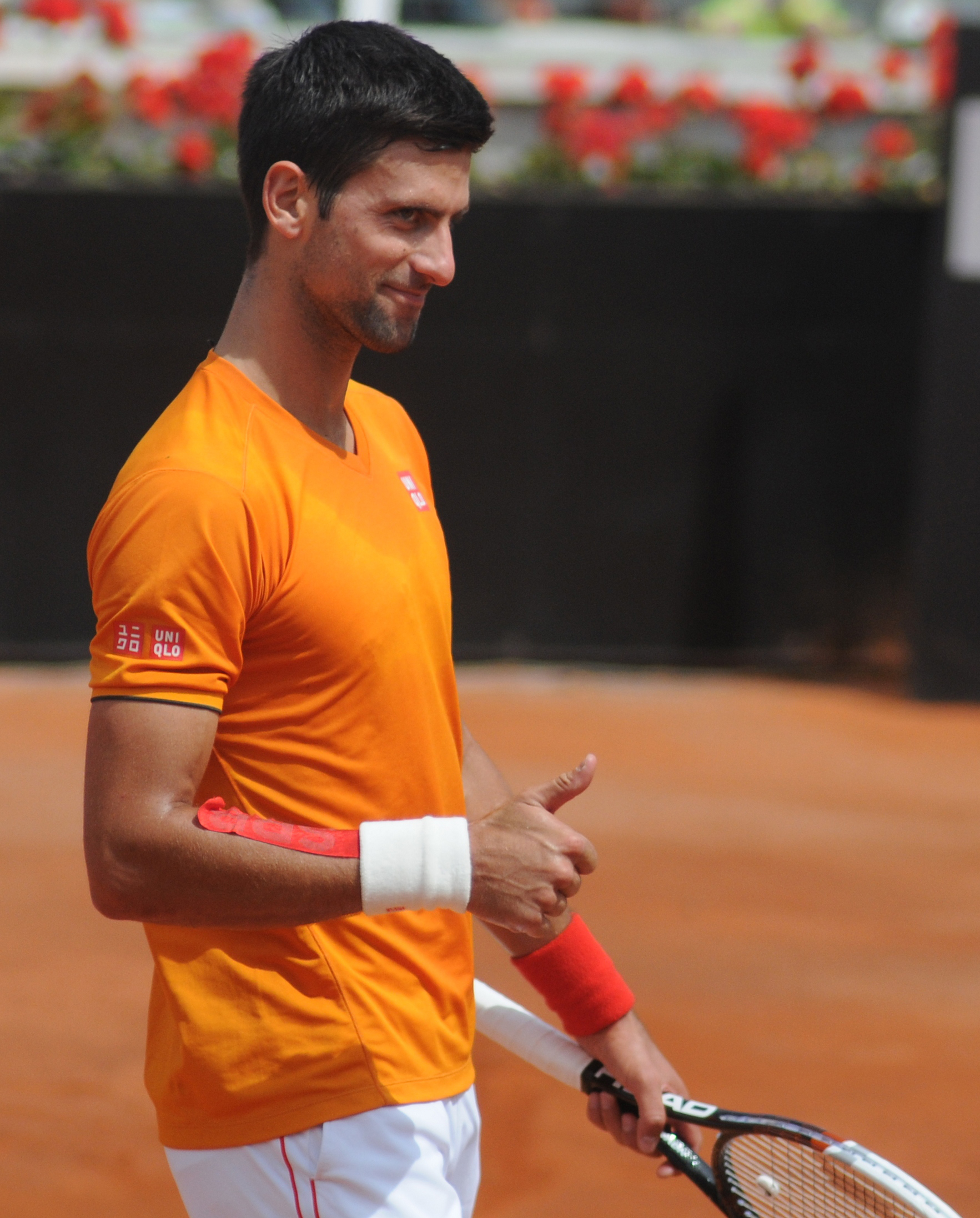
Djokovic durante el Masters de Roma 2014 donde derrotó a Rafael Nadal por 4-6, 6-3 y 6-3 logrando su tercer título en la capital italiana.

Tras estar ausente en Madrid, se recuperó de su lesión en su brazo derecho y en el Masters de Roma derrotó en segunda ronda a Radek Štěpánek por 6-3, 7-5. En tercera ronda, el panorama se le fue complicando ya que derrotó al alemán Philipp Kohlschreiber en tres sets, con un marcador de 4-6, 6-2 y 6-1, en los cuartos de final derrotó nuevamente en tres sets al 5.º favorito David Ferrer por 7-5, 4-6, 6-3 en 2 horas y 31 minutos. En semifinales derrotó al gigante canadiense Milos Raonic en un ajustado partido por un tanteador que terminó por 6-7(5), 7-6(4) y 6-3 en 3 horas y 1 minuto para pasar a su quinta final en la capital italiana. En la final derrotó al español Rafael Nadal en tres sets por 4-6, 6-3, 6-3, logrando su cuarta victoria consecutiva sobre Nadal y también en el jugador con más victorias en tierra batida contra el español, además de su tercer título en Roma y decimonoveno Masters 1000, y darle pelea al español por el n.º 1 del mundo de cara a Roland Garros 2014. Posteriormente, donó los $500,000 euros en premios que había recibido a las víctimas de las Inundaciones del sudeste de Europa de 2014.
En el segundo grand slam del año y el último torneo en arcilla Roland Garros, el serbio comienza de manera sólida el torneo derrotando en primera ronda al portugués João Sousa por 6-1, 6-2, 6-4 para pasar a la segunda ronda y derrotar al local Jeremy Chardy por 6-1, 6-4, 6-2. En tercera ronda derrotó al favorito n.º 25 Marin Čilić por 6-3, 6-2, 6-7(2), 6-4 para acceder a la cuarta ronda, en la cuarta ronda derrotó a otro local, pero está vez al n.º 14 del mundo Jo-Wilfried Tsonga en un partido en el que estuvo muy sólido y lo derrotó categoricamente por 6-1, 6-4, 6-1, en 1 hora y 30 minutos. En cuartos de final derrotó por segundo torneo consecutivo al favorito n.º 8 el canadiense Milos Raonic por 7-5, 7-6(5), 6-4 y así lograr una plaza en semifinales. En semifinales derrota al favorito 18.º, el letón Ernests Gulbis en 4 sets, con un score final de 6-3, 6-3, 3-6 y 6-3 para pasar a su segunda final en Roland Garros perdiendo solo 2 sets en 6 partidos y la 13.º en total en todos los majors. En la final se encontró con el n.º 1 del mundo, Rafael Nadal con quien tiene un saldo negativo entre sí de 19-22 y quien ya lo había las 5 veces anteriores en Roland Garros, aunque el serbio había ganado los últimos cuatro encuentros. Sucumbe ante él en 4 set por 3-6, 7-5, 6-2, 6-4 en 3 horas y 31 minutos donde el español, Rafa Nadal, se alzó con su 14 Grand Slam y 9.º Roland Garros (5.º consecutivo).
En el tercer grand slam del año y el único en césped: Wimbledon, entra como preclasificado n.º 1, aunque en el ranking sea n.º 2 debido al sistema de conteo especial del Grand Slam londinense. El serbio comienza de manera muy contundente el torneo tras derrotar al kazajo Andrey Golubev por 6-0, 6-1, 6-4 en 1 hora y 30 minutos. En segunda ronda, derrotó en cuatro sets al checo Radek Štěpánek por un score de 6-4, 6-3, 6-7(5), 7-6(5), en 3 horas y 17 minutos. En tercera ronda, derrotó al francés Gilles Simon por un fácil 6-4, 6-2, 6-4 y así avanzar a los octavos de final. En octavos, derrota a otro francés, en esta ocasión frente a Jo-Wilfried Tsonga y a quien derrota por 6-3, 6-4, 7-6(5), en 1 hora y 52 minutos. En cuartos de final, derrotó en cinco sets al n.º 29 del mundo Marin Čilić por 6-1, 3-6, 6-7(4), 6-2, 6-2 en 3 horas y 18 minutos. En semifinales, se encuentra las caras con el n.º 13 del mundo Grigor Dimitrov y lo derrota en cuatro sets por 6-4, 3-6, 7-6(2), 7-6(7). En la final se enfrentó al suizo Roger Federer, siendo esta la primera vez que ambos se enfrentaron en una final del torneo londinense y solo la segunda por un Grand Slam, en sus enfrentamientos personales Federer lideraba por 18-16. Finalmente, Djokovic se impuso por 6-7(7), 6-4, 7-6(4), 5-7 y 6-4, en 3 horas y 56 minutos poniendo fin a una racha de tres finales pérdidas de Grand Slam de forma consecutiva (Wimbledon 2013, Abierto de Estados Unidos 2013 y Roland Garros 2014). Ganando su segundo título en el césped sagrado de Wimbledon, el 7.º Grand Slam, y el título 45.º de su carrera. También recuperó el número 1 del mundo en desmedro de Rafael Nadal, quien se lo había arrebatado a finales de 2013, además de clasificarse para el ATP World Tour Finals 2014.
Después de casi un mes sin competencia, vuelve en el Masters de Toronto, donde en segunda ronda derrota en una dura batalla al francés Gael Monfils por 6-2, 6-7(4), 7-6(2) en 2 horas y 43 minutos. En tercera ronda, cae derrotado en un partido para el olvido frente al preclasificado 13.º Jo-Wilfried Tsonga por doble 2-6. En el Masters de Cincinnati, derrotó en segunda ronda al francés Gilles Simon por 6-3, 4-6, 6-4. Sin embargo, como en Toronto, Djokovic es eliminado en la tercera ronda, por el español Tommy Robredo en un score de 6-7(8), 5-7.

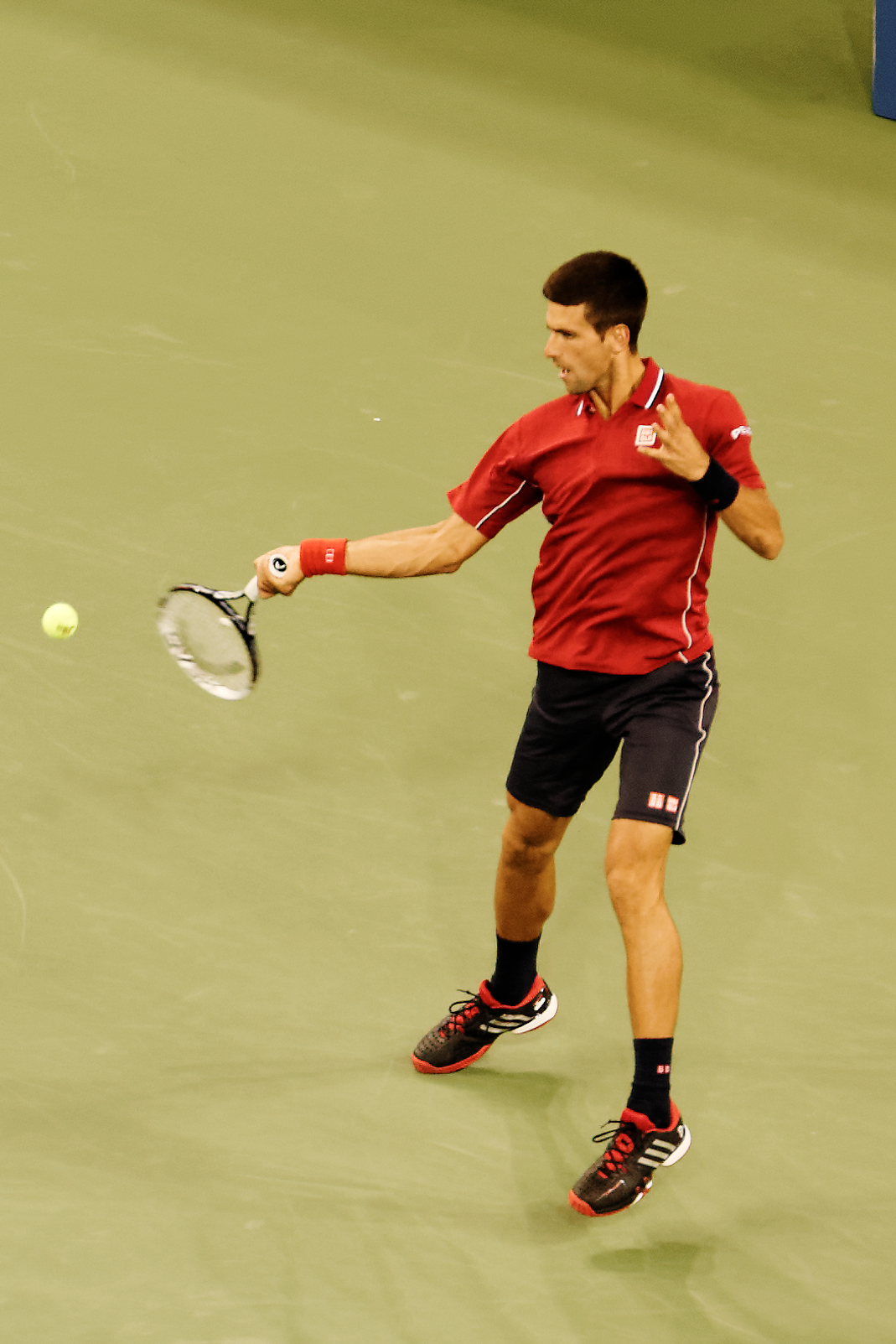
Djokovic durante el Abierto de Estados Unidos 2014.

Luego de estas dos sorprendentes derrotas en los dos últimos Masters 1000, llega el último grand slam de la temporada: el Abierto de Estados Unidos, con Roger Federer como gran favorito. El serbio comenzó derrotando en primera ronda al argentino Diego Schwartzman por 6-1, 6-2, 6-4 en 1 hora y 38 minutos. En segunda ronda derrotó muy fácilmente al francés Paul-Henri Mathieu por 6-1, 6-3, 6-0 en 1 hora y 30 minutos. En la tercera ronda derrotó al local Sam Querrey por 6-3, 6-2, 6-2. En la cuarta ronda derrotó al preclasificado 22, el alemán Philipp Kohlschreiber por 6-1, 7-5, 6-4 en 2 horas y 5 minutos. En cuartos de final derrotó al británico n.º 9 del mundo Andy Murray por 7-6(1), 6-7(1), 6-2, 6-4 en 3 horas y 32 minutos clasificándose para su octava semifinal consecutiva en Flushing Meadows. Sin embargo, en semifinales es derrotado por el japonés Kei Nishikori en un score de 4-6, 6-1, 6-7(4), 3-6 poniendo fin a una racha de cuatro finales seguidas en el Abierto de Estados Unidos (2010-2013). Cabe señalar que nunca antes, Novak había sido derrotado en Grand Slam por un oponente más joven. De hecho, la mayoría de sus derrotas fueron contra Federer, Nadal o Murray (una semana mayor que el).
Después de su decepcionante gira norteamericana sobre pista dura, comienza la Gira Asiática en el Torneo de Pekín, un torneo donde siempre ha tenido excelentes resultados. En primera ronda vence a Guillermo García-López por un cómodo 6-2, 6-1. En segunda ronda vence al joven canadiense Vasek Pospisil 6-3, 7-5. En cuartos de final a Grigor Dimitrov por 6-2, 6-4 y en semifinales a Andy Murray 6-3, 6-4 para plantarse en la final donde batió a Tomáš Berdych por un categórico 6-0 y 6-2 completando una racha de 24 victorias consecutivas en dicho torneo, conquistando el título Núm. 46 de su carrera, quinto en la capital china y tercero consecutivo además sin ceder sets durante el torneo.
Después de este excelente torneo, participó en el penúltimo Masters 1000 de la temporada, en Shanghái. Exento de la primera ronda, comienza el torneo eliminando al joven Dominic Thiem en segunda ronda por 6-3, 6-4. En tercera ronda sufre para vencer al kazajo Mijaíl Kukushkin por 6-3, 4-6, 6-4. En cuartos de final derrota a David Ferrer por un fácil 6-4 y 6-2. En semifinales se enfrentó a Roger Federer siendo este su 36.º duelo entre ambos con una leve ventaja de Federer 18-17 siendo el suizo el que se impuso esta vez por doble 6-4 en 1 hora y 36 minutos terminando con una racha de 28 victorias consecutivas en suelo chino. Cabe señalar que la última derrota de Djokovic en China se remonta a su semifinal del Masters de Shanghái 2010, donde también fue derrotado por Roger Federer.
Mientras el número uno del mundo se encontraba en disputa debido al título de Federer en Shanghái, comienza el último Masters 1000 del año: París-Berçy. En la segunda ronda se enfrenta al alemán Philipp Kohlschreiber por tercera vez en esta temporada y como en las dos anteriores, le ganó fácilmente 6-3, 6-4. En tercera ronda venció a Gael Monfils 6-3, 7-6(2) por décima vez consecutiva. En los cuartos de final, venció en un cómodo partido al británico Andy Murray por 7-5, 6-2. En semifinales se encontró con su verdugo en el Abierto de Estados Unidos Kei Nishikori al que venció 6-2, 6-3. En la final derrotó al canadiense Milos Raonic por 6-2 y 6-3 conquistando el torneo por 3.ª vez y logrando su vigésimo Masters 1000, convirtiéndose en el jugador con más títulos en el Masters de París al igual que Boris Becker (su entrenador) y Marat Safin. También se convirtió en el quinto tenista en activo en lograr 600 victorias como profesional.

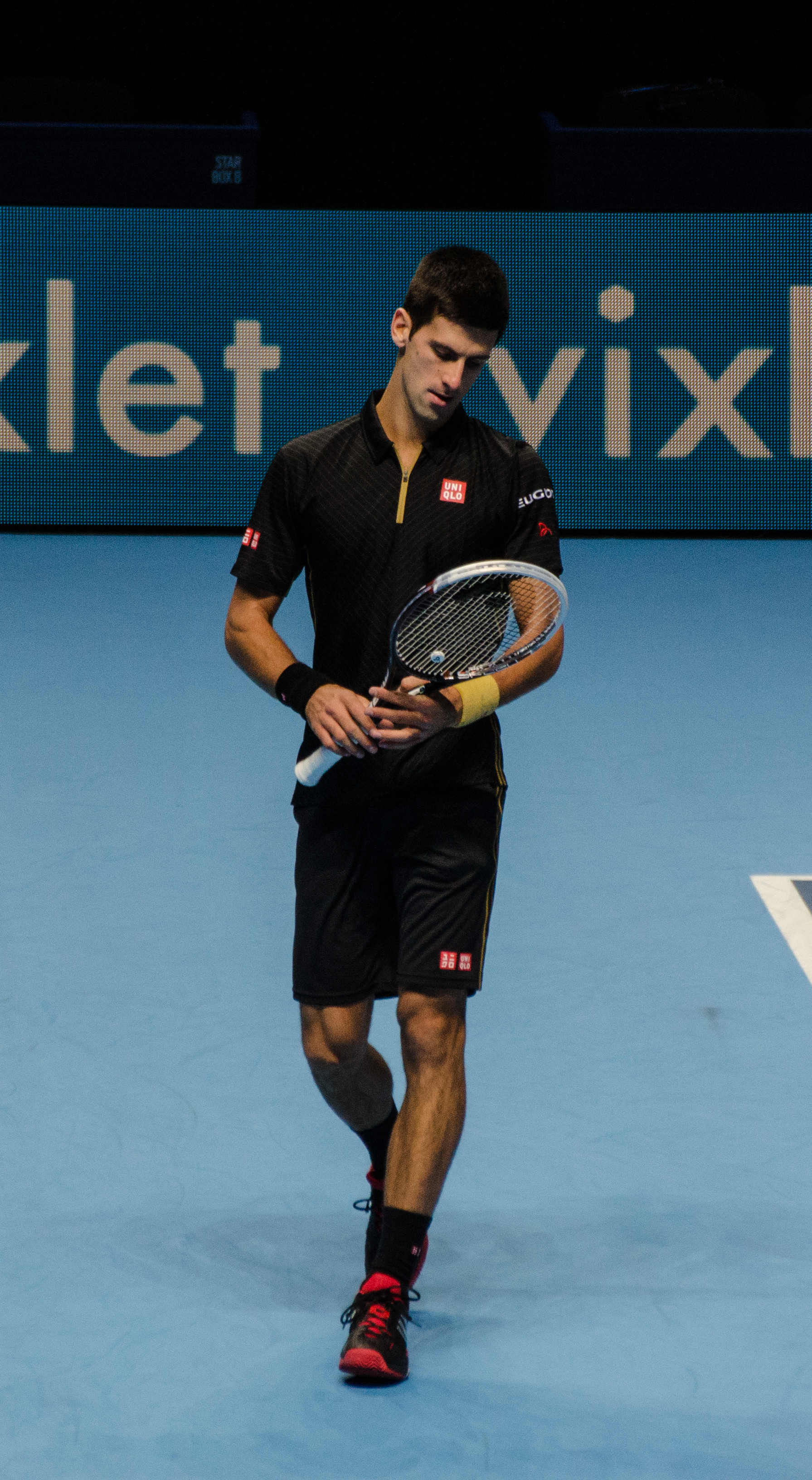
Djokovic cierra 2014 ganando el ATP World Tour Finals logrando su cuarto título de Maestros y tercero de manera consecutiva.

Finaliza la temporada con el ATP World Tour Finals donde quedó situado en el Grupo A junto al suizo Stanislas Wawrinka, el checo Tomáš Berdych y el croata Marin Čilić. En su primer partido de Round Robin vence fácilmente al ganador del Abierto de Estados Unidos, Marin Čilić por doble 6-1; en su segundo enfrentamiento supera a Stan Wawrinka por un cómodo 6-3, 6-0. Finalmente derrotó a Tomáš Berdych doble 6-2 para terminar como líder del Grupo y también aseguró terminar el año como número 1 por tercera vez en su carrera después de 2011 y 2012; además logró su 30.º victoria consecutiva en pista cubierta, su última derrota se remonta en 2012 contra Sam Querrey en Paris-Bercy. También logró un récord al ganar tres partidos de round robin con un saldo de solo 9 juegos perdidos. Se clasificó para otra final de Copa de Maestros al vencer al japonés Kei Nishikori por 6-1, 3-6, 6-0. Y se coronó campeón después de que Roger Federer no se presentara a la final por una lesión de espalda. Esto significó su séptimo título de la temporada y el cuarto título de ATP World Tour Finals.
El año 2014 fue inolvidable para el, tanto profesional como personal, incluido su matrimonio y el nacimiento de su primer hijo. Al ganar su segundo Wimbledon, cuatro Masters 1000 (Indian Wells, Miami, Roma y París-Bercy), el Torneo de Maestros y terminar en el primer lugar del Ranking ATP.
Con esto dicho, es importante indicar que el serbio finaliza el año con historial 7-3 frente a top-5 y 19-5 vs Top-10.

### 2015: Tres Grand Slam, quinto título de Maestros y récord de puntos en ranking ATP
Por primera vez en su carrera, comienza su temporada oficial con el Torneo de Doha. Después de dos victorias fáciles contra Dušan Lajović (6-2, 6-1) y Sergui Stajovski (6-2, 6-1), fue eliminado en los cuartos de final por el croata Ivo Karlović por 7-6(7-2), (6-8)6-7 y 4-6.
Con el número uno en el ranking mundial y cuatro títulos ganados en Melbourne, comienza el Abierto de Australia como uno de los grandes favoritos. Llega a la tercera ronda sin dificultades tras vencer al esloveno Aljaž Bedene (6-3, 6-2, 6-4) y al ruso Andréi Kuznetsov (6-0, 6-1, 6-4). Luego se enfrenta al ex top 10 y semifinalista en 2009, el español Fernando Verdasco. A pesar de ser un oponente peligroso si está en un buen día, es fácilmente eliminado por Djokovic por un marcador de 7-6(8), 6-3 y 6-4. Luego se clasificó a los cuartos de final eliminando al luxemburgués Gilles Müller (6-4, 7-5, 7-5). En cuartos derrotó al canadiense Milos Raonic 7-6(5), 6-4, 6-2 en un partido perfecto por parte del serbio, luego en las semifinales del año anterior, venció al suizo Stan Wawrinka por 7-6(1), 3-6, 6-4, 4-6 y 6-0 para llegar a su quinta final en el Abierto de Australia, su rival sería Andy Murray, termina venciendo al británico en un partido donde los dos primeros sets fueron de alta intensidad por 7-6(5), 6-7(4), 6-3, 6-0, convirtiéndose por lo tanto, el primer jugador en la Era Open que gana cinco veces este torneo, pero quedando detrás de Roy Emerson (seis títulos). Este fue su octavo título de Grand Slam lo que le permite igualar a Andre Agassi, Jimmy Connors, Ivan Lendl, Fred Perry y Ken Rosewall en número de Grand Slams ganados.
Después de unas semanas de descanso, regresó en el Torneo de Dubái, llegó a semifinales tras vencer en sets corridos a Vasek Pospisil, Andréi Golúbev y Marsel Ilhan, llegó a la final tras vencer a Tomáš Berdych por 6-0, 5-7 y 6-4, pero perdería ante Roger Federer por 6-3 y 7-5, sufriendo su segunda derrota del año. Tras esto participa en la primera ronda de la Copa Davis contra Croacia, juega el primer punto contra Mate Delić y lo vence en sets corridos por 6-3, 6-2, 6-4 y sella el la clasificación de su país a cuartos de final tras vencer en el dobles junto a Nenad Zimonjić.

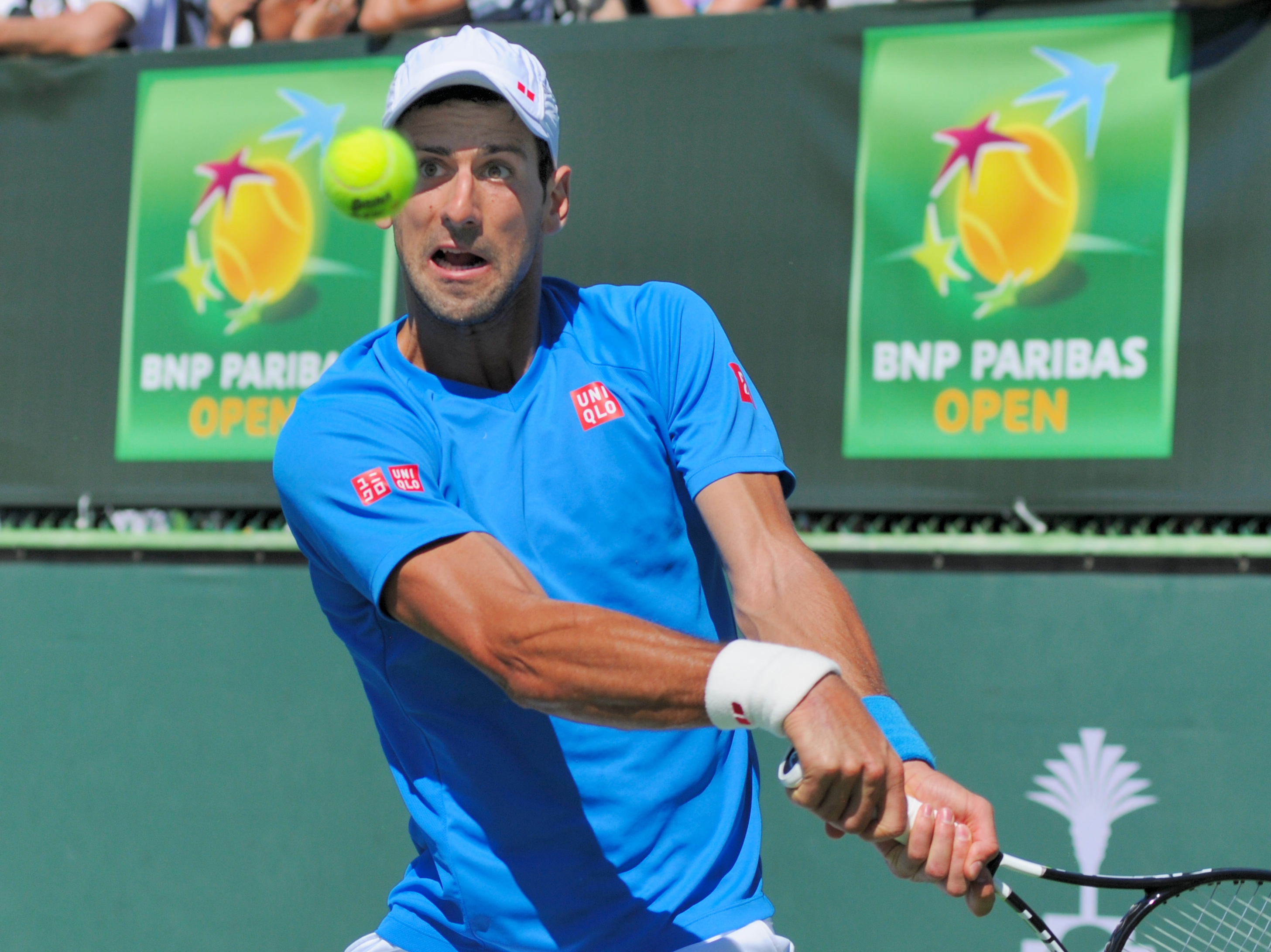
Djokovic durante el Masters de Indian Wells 2015, donde logró su cuarto título en tierras californianas.

En el mes de marzo, se fue a California para jugar los primeros Masters 1000 de la temporada, primero le tocaba defender su título en Indian Wells donde apenas encontraría resistencia hasta la final, venciendo sucesivamente a Marcos Baghdatis (6-1, 6-3), Albert Ramos (7-5, 6-3), John Isner (6-4, 7-6(5)) y venció al australiano Bernard Tomic en cuartos de final por W/O, en semifinales elimina al británico Andy Murray por un contundente 6-2 y 6-3 y se clasifica para su quinta final en el desierto californiano. En la final se enfrenta a Federer en su 38.º enfrentamiento entre ambos, y lo derrota por 6-3, 6-7(5) y 6-2 (venciéndolo por primera vez desde la final de Wimbledon 2014) logrando el segundo título de su temporada y el quincuagésimo de su carrera. Apenas sin descanso acudió al Masters de Miami, este año y una vez más, logra ganar el doblete Indian Wells/Miami por tercera vez en su carrera. Empieza venciendo al eslovaco Martin Kližan por 6-0, 5-7, 6-1, en tercera ronda vence al belga Steve Darcis por 6-0 y 7-5. En octavos de final se enfrenta al ucraniano Alexandr Dolgopolov y tras ir cayendo por (3)6-7 y 1-4, logra revertir la situación en el segundo set y luego de un bajón de su oponente en el set decisivo gana por 6-7(3), 7-5 y 6-0, en cuartos supera al español David Ferrer por doble 7-5 y en semis al cañonero estadounidense John Isner por 7-6(3) y 6-2, ganó el torneo por quinta vez en su carrera al vencer a Andy Murray en un partido de alta intensidad por 7-6(3), 4-6 y 6-0.
Volviendo atrás Novak reconoció sentirse en 2015 en la plenitud de su carrera profesional después de vencer a Roger Federer en Indian Wells:

"Estoy en la plenitud de mi carrera. Voy a tratar de usar cada parte de ese hecho para permanecer donde estoy y pelear por la mayor cantidad de títulos posibles. Sé que mi carrera, como cualquier otra, no será para siempre. No estaré en lo más alto siempre. Voy a tratar de tener una carrera longeva gracias a las rutinas que llevo a cabo con mi equipo (...) y a las motivaciones que me impongo. Siempre trato de encontrar la inspiración para seguir al máximo nivel".

"Este éxito no es fruto de un torneo ni de un par de semanas de trabajo. Es consecuencia de muchos años y muchas horas de entrenamiento y de compromiso. Esa es la única manera que tengo de seguir arriba. Puedo tener muchos más años a este nivel".

Luego comenzó la gira de tierra batida europea en el Masters de Montecarlo, que marcó el inicio de la temporada europea de arcilla, llegó a semifinales tras vencer al español Albert Ramos (6-1, 6-4), al austriaco Andreas Haider-Maurer (6-4, 6-0) y al croata Marin Čilić (6-0, 6-3) en sets corridos, como estadística Djokovic logró su décimo 6-0 en el año en su partido contra Cilic. En las semifinales se enfrentó al español Rafael Nadal, en su 43.º enfrentamiento el serbio venció por doble 6-3 y así calificar para una cuarta final en el principado, ganó su segundo título en este torneo contra el checo Tomáš Berdych por 7-5, 4-6 y 6-3, en un partido muy parejo, con este triunfo se convirtió en el primer jugador de la historia del tenis en ganar los tres primeros Masters 1000 de una temporada (Indian Wells, Miami y Montecarlo). A principios de mayo, Novak decidió no participar en el Masters de Madrid para tomarse un descanso debido a la gran cantidad de partidos jugados en los cuatro primeros meses del año y para lograr su objetivo de ganar Roland Garros. Para su último torneo de preparación antes del Grand Slam parisino, en Roma comienza con una difícil victoria contra Nicolás Almagro por 6-1, 6-7(5) y 6-3, luego se enfrentó al brasileño Thomaz Bellucci y gana nuevamente en tres sets por 5-7, 6-2 y 6-3, en cuartos elimina al número cinco del mundo Kei Nishikori cediendo un en tres parciales nuevamente por 6-3, 3-6, 6-1. En semifinales vence a David Ferrer por doble 6-4 en un gran partido del serbio, luego en la final, gana otro título al superar por segunda vez en el año a Roger Federer por 6-4 y 6-3. Como dato antes de llegar a Roland Garros, mantuvo una racha de 22 victorias consecutivas, y logra estar en la final en todos los torneos principales (Grand Slam, Masters 1000 y ATP Finals) en los que ha participado desde octubre de 2014.

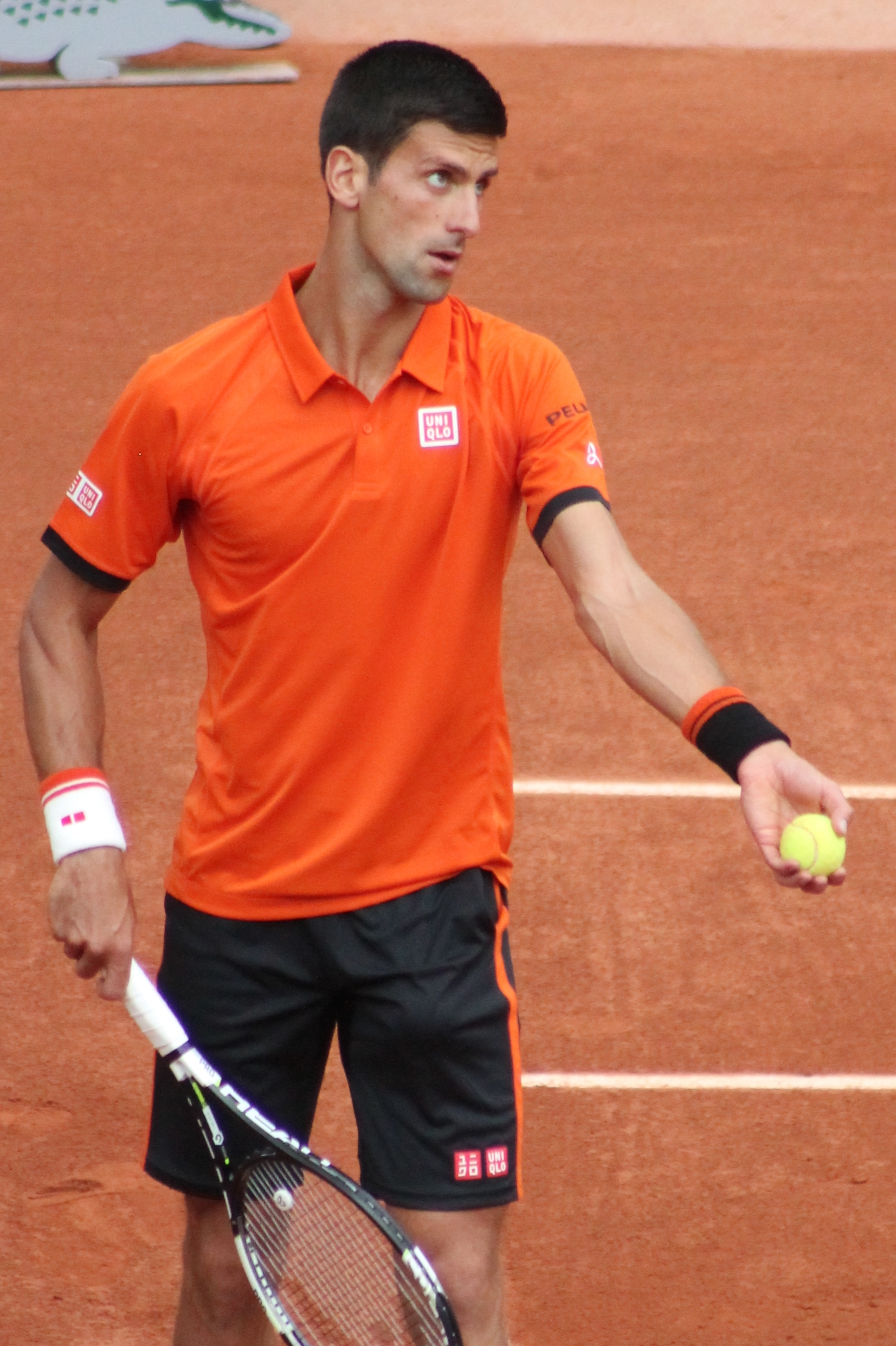
Djokovic en Roland Garros 2015 cayó en la final ante Stan Wawrinka por 4-6, 6-4, 6-3, 6-4 luego de haber vencido a Nadal en cuartos de final, cayendo en la final del Grand Slam parisino por tercera vez en tres finales y aún no pudiendo completar el Grand Slam carrera.

El 22 de mayo, durante el sorteo del Grand Slam parisino, queda situado en la misma parte del cuadro que el nueve veces ganador del torneo Rafael Nadal y se podría enfrenta a él en unos hipotéticos cuartos de final, y esto porque el español es por primera vez de que participa en este torneo desde 2005 (Año en el cual ganó) que este fuera de los primeros cuatro sembrados. Para comenzar su torneo, eliminó respectivamente en las primeras tres rondas a Jarkko Nieminen (6-2, 7-5, 6-2), Gilles Muller (6-1, 6-4, 6-4) y al joven australiano Thanasi Kokkinakis (triple 6-4), en cuarta ronda le da una lección a Richard Gasquet ganando por 6-1, 6-2, 6-3 para llegar con mucha facilidad a la segunda semana (concediendo 36 juegos en 4 partidos), en cuartos de final derrotó al nueve veces ganador del torneo de París en sets corridos por 7-5, 6-3, 6-1 jugando un partido extraordinario y convertirse en el segundo hombre que venció a Rafael Nadal en arcilla al mejor de cinco sets (después de Robin Söderling en 2009). También se convirtió en el único jugador que venció a Nadal al menos una vez en los cuatro torneos de Grand Slam. En semifinales eliminó a Andy Murray por doble 6-3, 5-7, 5-7 y 6-1 en un partido tenso de dos días para llegar por tercera vez a la final en París. El 7 de junio de 2015, perdió en la final contra Stan Wawrinka por 6-4, 4-6, 3-6 y 4-6 contra todo pronóstico, en lo que fue apenas su tercera derrota del año. Esta fue también su tercera derrota en la final de Roland Garros, el único torneo del Grand Slam que el serbio aún no ha ganado. Después del partido, reconoce la superioridad del suizo y explica que no estuvo en su día.
Al igual que en años anteriores, decidió no participar en ningún torneo de césped antes de Wimbledon, llega fácilmente a la cuarta ronda eliminando al alemán Philipp Kohlschreiber (triple 6-4), al finlandés Jarkko Nieminen (6-4, 6-2, 6-3) que jugó el último Wimbledon de su carrera y al australiano Bernard Tomic (triple 6-3). Luego elimina en un partido muy complicado de dos días, al sudafricano Kevin Anderson (14 del mundo) ganando por doble 6-7, 6-1, 6-4 y 7-5 para llegar a su 25.º cuartos de final en Grand Slam, en dicha instancia derrotó por segunda vez en la temporada al croata Marin Čilić por triple 6-4 y se clasifica para una tercera final en Londres eliminando al francés Richard Gasquet por 7-6(2) y doble 6-4. Ahí se enfrenta por enésima vez al suizo Roger Federer y lo vence por 7-6(1), 6-7(10), 6-4 y 6-3 en 2 horas y 46 minutos. Este título eleva a nueve sus victorias en Grand Slam, su número de victorias en Wimbledon a tres (es igual al número de victorias de su entrenador, Boris Becker) y firma su vigésima victoria contra Federer.

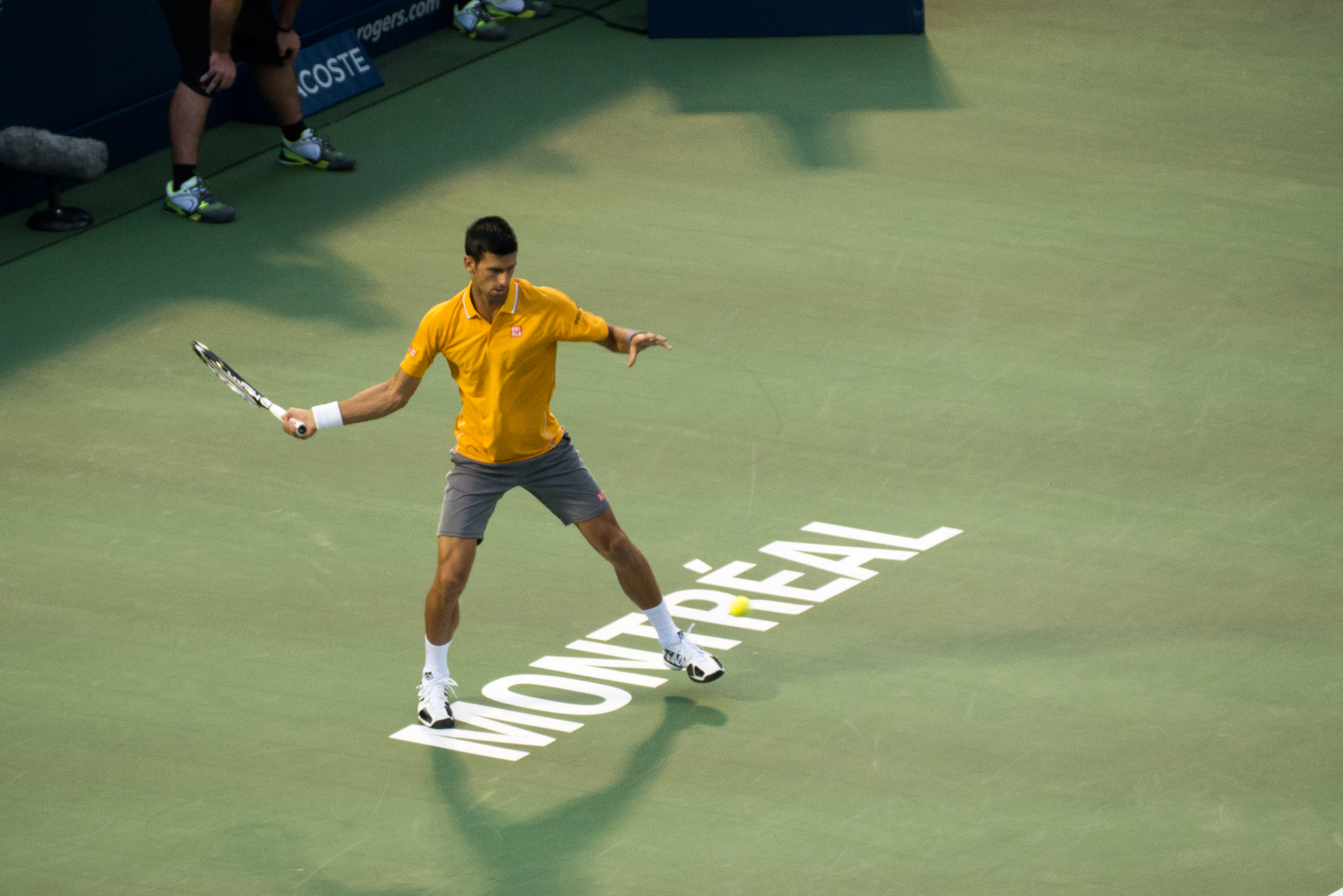
Djokovic durante el Masters 1000 de Canadá donde caería ante Andy Murray en la final.

Comienza la US Open Series con el Masters de Canadá, que se llevará a cabo este año en Montreal. Llegó fácilmente a los cuartos de final eliminando al brasileño Thomaz Bellucci por 6-3 y 7-6(4) y al estadounidense Jack Sock por 6-2 y 6-1. Luego elimina en un partido complicado al letón Ernests Gulbis por 5-7, 7-6 y 6-1 salvando dos puntos de partido en la muerte súbita del segundo set, ya en semifinales vence fácilmente a Jérémy Chardy por doble 6-4, sin embargo, es derrotado en la final contra Andy Murray en tres sets por 4-6, 6-4 y 3-6, su estadística de victorias y derrotas en 2015 se reduce a 52-4.

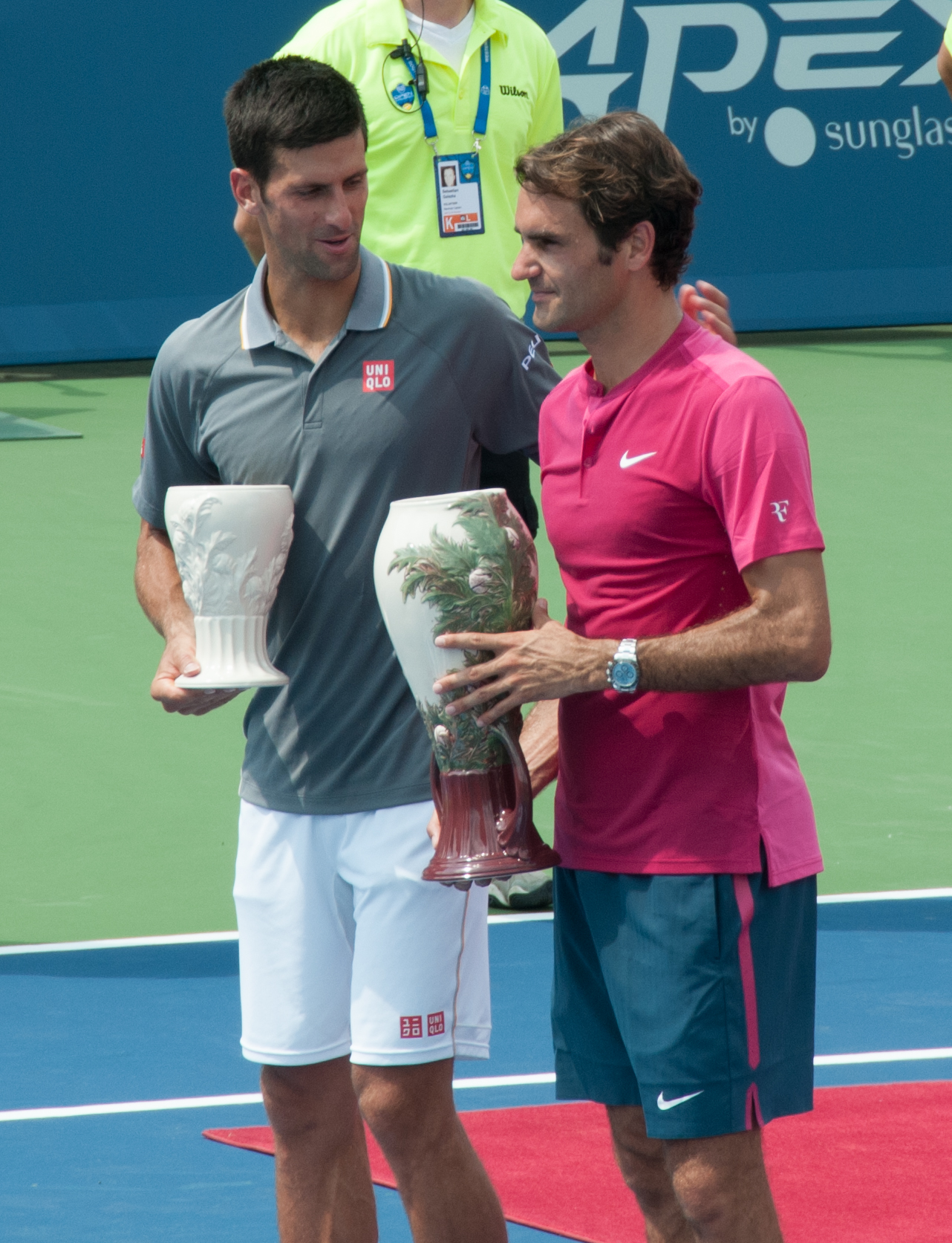
Djokovic y Federer en la premiación del Masters 1000 de Cincinnati 2015, como subcampeón y campeón respectivamente.

Luego comenzó el Masters de Cincinnati, como dato este es el único Masters 1000 de los nueve actuales que le faltaba siendo Cincinnati el único que no ha podido ganar. Podría convertirse en el primer jugador en ganar los nueve torneos Masters 1000 durante su carrera. Alcanza las semifinales tras vencer a Benoît Paire (7-5, 6-2), David Goffin (6-4, 2-6, 6-3) y a Stan Wawrinka (6-4, 6-1). Por segunda vez en esta temporada, venció al ucraniano Aleksandr Dolgopólov por 4-6, 7-6 y 6-2 para llegar a la final donde es vencido por el suizo Roger Federer por 6-7(1) y 3-6 impidiéndole además completar los 9 Masters 1000. Ambas derrotas en sus últimos dos torneos erosionando ligeramente su estado de favorito para el Abierto de Estados Unidos.
En el Abierto de Estados Unidos, llegó hasta la cuarta ronda eliminando fácilmente al brasileño João Souza (triple 6-1), al austriaco Andreas Haider-Maurer (6-4, 6-1, 6-2) y luego al italiano Andreas Seppi (6-3 y doble 7-5). En octavos de final venció al español Roberto Bautista por 6-3, 4-6, 6-4 y 6-3 perdiendo su primer set en el torneo. Llega a una nueva semifinal al eliminar al español Feliciano López por 6-1, 3-6, 6-3 y 7-6(2). Clasificó para final eliminando fácilmente al titular al campeón defensor Marin Čilić por un contundente 6-0, 6-1 y 6-2, reducido por su lesión. En la final se enfrentó a Roger Federer, como en Wimbledon, ganando una vez más en cuatro sets por 6-4, 5-7 y doble 6-4, este partido contra el suizo fue particularmente ilustrado por el número de break points salvados por el serbio, 19 de 23. Por lo tanto, entra al círculo muy cerrado de jugadores que han ganado 10 títulos de Grand Slam en su carrera. Después de esta victoria, sumó 16,145 puntos en el Ranking ATP logrando un récord de puntos en la clasificación, también aseguró terminar el año como número 1 del mundo, por cuarta vez en su carrera.
Comenzó la gira asiática en el Torneo de Pekín, torneo que ya ganó 5 veces y donde nunca perdió. Llegó fácilmente a la final, superando notablemente a Simone Bolelli (doble 6-1), Ze Zhang (6-2, 6-1), John Isner (doble 6-2) y a David Ferrer en las semifinales por 6-2 y 6-3, en el duelo por el título se enfrentó a Rafael Nadal al que también supera ampliamente por doble 6-2 para ganar su sexto título en la capital china y lograr una impresionante racha de partidos ganados al no perder con marca de 29-0 a 2 victorias únicamente superado por Rafael Nadal en Roland Garros que es el récord a vencer y que ostenta el español, torneo en el cual solo ha concedido 3 sets. La semana siguiente, jugó el Masters de Shanghái, llega a semifinales venciendo en sets corridos a Martin Kližan (6-2, 6-1), Feliciano López (6-2, 6-3), Bernard Tomic (7-6(6), 6-1), tras su partido con Tomic alcanzó los 13 645 puntos en la Carrera a Londres convirtiéndose 2015 en el año en el que más cantidad de puntos obtuvo el serbio, incluso mejor que en 2011, cuando terminó el año con 13 630 puntos. Al día siguiente, ofrece otra gran partido casi perfecto superando a Andy Murray por 6-1 y 6-3 para llegar a una 13.º final consecutiva en fila, en la final se enfrentó a Jo-Wilfried Tsonga, al que vence cómodamente por 6-2 y 6-4 logrando así el quinto título de Masters 1000 de su temporada, igualando su récord de 2011 (compartido con Rafael Nadal en 2013). Además se convirtió en el máximo ganador del Masters de Shanghái con tres títulos, el día 19 de octubre ascendió a una puntuación de 16 785 puntos logrando otro nuevo récord de puntos.
El número uno del mundo lleva una impactante racha victorias en el gigante asiático: suma diez títulos en torneos disputados en el país, incluidos seis en Pekín y uno en el Masters de final de temporada de 2008, además de los tres en Shanghái. Más tarde declararía:

"La constancia, la pasión, la dedicación, el deseo de ser fiel a la rutina diaria", "La energía estuvo genial. No me he cansado, siempre tuve un montón de intensidad, de concentración, con un alto nivel de rendimiento desde el primer partido en Pekín hasta el encuentro de hoy. Estoy muy satisfecho con la manera en la que he jugado, es algo que me anima a seguir adelante y ojalá a mantener este nivel".

“No estoy pensando en mantenerme invicto el resto del año, pero es una posibilidad”, dice Djokovic, de cara a París y al Masters de Londres.

A principios de noviembre, comenzó la temporada en pista cubierta a fines de año, donde ha estado invicto desde 2012. Disputa el Masters de París comenzando con dos trabajadas victorias contra Thomaz Bellucci (7-5, 6-3) y Gilles Simon (6-3, 7-5), al día siguiente, ganó en un partido difícil a Tomáš Berdych por doble 7-6 en cuartos de final, esta es la primera vez en 680 juegos en el circuito profesional, que gana un partido sin quebrar a su oponente. En las semifinales se enfrenta a Stan Wawrinka, gana el primer set pero pierde el segundo, terminando su racha de 29 sets consecutivos ganados. Sin embargo ganaría en tres sets por 6-3, 3-6 y 6-0. En la final jugó contra Andy Murray, 30.º duelo en su carrera, ganó su tercer título consecutivo en París al vencer por 6-2 y 6-4. Convirtiéndose además en el jugador con más título en el Masters de París-Bercy con cuatro, con este título, firmó un nuevo récord al ganar 6 Masters 1000 de los 9 posibles en una temporada, con alcanzó otro nuevo récord de puntos en la Race to London logrando 15,285 puntos.
El serbio acumula 22 triunfos en fila y una racha de 33-1 en sets desde la gira asiática, en lo que fue su 14.ª final consecutiva ATP y novena a nivel Masters 1000.
A mediados de noviembre, participó por novena vez consecutiva en el ATP World Tour Finals donde es tricampeón defensor del título, queda situado en el Grupo Stan Smith juntó con el suizo Roger Federer, el checo Tomáš Berdych y el japonés Kei Nishikori, debuta contra Nishikori y lo supera ampliamente por doble 6-1, en su segundo partido juega contra Federer y es vencido por 5-7 y 2-6, el suizo cortó una racha de 38 victorias consecutivas consecutivas sobre el serbio. Sin embargo aun así clasifica a semifinales después su victoria sobre Tomáš Berdych por 6-3 y 7-5. Luego supera al español Rafael Nadal por un contundente doble 6-3 derrotándolo por cuarta vez en esta temporada, y en la final enfrenta a Roger Federer nuevamente y esta vez lo vence por 6-3 y 6-4, reescribiendo nuevamente los libros de la historia del tenis al ganar cuatro títulos consecutivos del Torneo de Maestros. Con 11 títulos (tres torneos de Grand Slam, el Masters, seis Masters 1000 y un ATP 500), siendo su temporada 2015 una de las mejores en la historia del tenis, y además termina como número 1 del mundo por 4.º año en su carrera.
El serbio termina 2015, como número uno de la clasificación ATP publicada este lunes, reseñó ATP, ventaja en más de 7500 a su perseguidor (Murray) con 16 585.
El balance total de su temporada 2015 fue 82-6, superó las 80 victorias y solo sufrió seis derrotas, mejorando así su marca de la temporada de 2011 cuando consiguió un balance de 70-6.
Djokovic termina la temporada con un récord 16-4 vs Top-5 y 31-5 vs Top-10.

### 2016: Grand Slam carrera y bajón Post Roland Garros

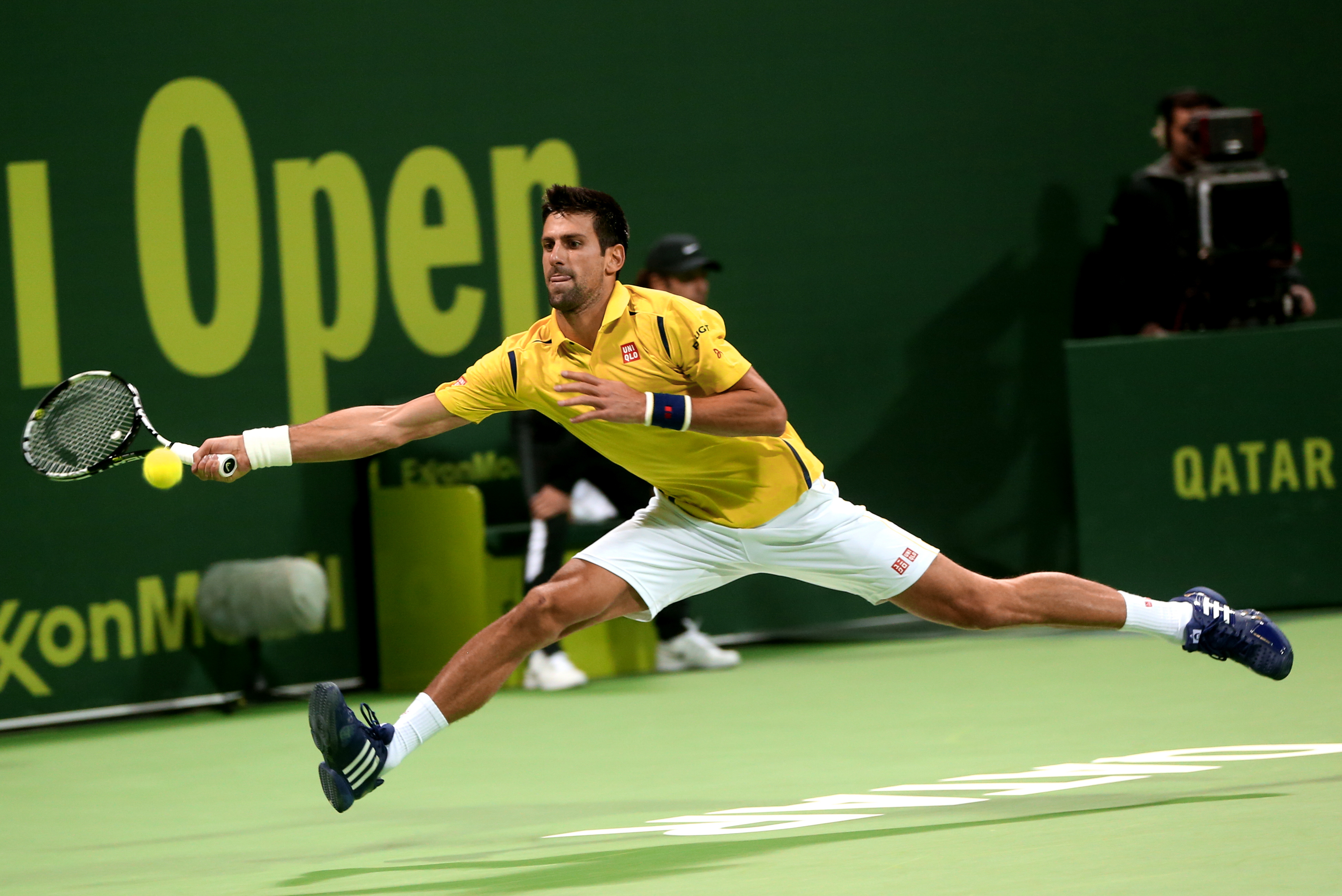
Djokovic durante el Torneo de Doha 2016, donde logró su primer título en tierras cataríes venciendo a Rafael Nadal por un contundente 6-1 y 6-2.

Djokovic comienza la temporada como uno del mundo, por segundo año consecutivo.
Por segundo año consecutivo, comienza su temporada en el torneo de Doha, ganó su primer partido contra el alemán Dustin Brown por doble 6-2 a quien se enfrentaba por primera vez, en segunda ronda eliminó a Fernando Verdasco con el mismo ganador, en los cuartos se enfrenta a Leonardo Mayer ganando por 6-3 y 7-5. En las semifinales eliminó a Tomáš Berdych por 6-3, 7-6(3), al llegar a la final de este torneo jugó en todas las finales que disputó en las últimas 52 semanas, 16 finales en todos los torneos disputados, venció a Rafael Nadal por un contundente 6-1 y 6-2 en un juego en el que jugó un tenis espléndido con 30 tiros ganadores y solo 13 errores no forzados y fue perfecto de principió a fin en un partido que solo duró 73 minutos y por lo tanto gana el 60.º título de su carrera. Por primera vez lidera el cara a cara frente a Rafael Nadal con 24 triunfos en 47 enfrentamientos, también mejora una vez más su propio registro de puntos ATP; alcanzando 16,790 puntos.
Logra su sexto título en el Abierto de Australia, comenzó su campaña derrotando al joven surcoreano Hyeon Chung en sets corridos por 6-3, 6-2, 6-4, en la segunda ronda se enfrenta a un jugador todavía más joven, el francés Quentin Halys al que bate con relativa facilidad por 6-1, 6-2, 7-6(3), en la tercera ronda, se enfrentó con el italiano Andreas Seppi, cabeza de serie número 29, que también venció en tres sets por 6-1, 7-5, 7-6(6), en la cuarta ronda choca con Gilles Simon en un juego muy enganchado y errático del serbio logra ganar un partido de 5 sets por 6-3, 6-7(1), 6-4, 4-6 y 6-3 en un partido que duró más de cuarto horas y media donde cometió 100 errores no forzados por primera vez en su carrera, en los cuartos de final se encontró al nipón Kei Nishikori quien le derrotó en el Abierto de Estados Unidos 2014, ganó en sets corridos por 6-3, 6-2, 6-4 para encontrarse por 45.ª vez con el suizo Roger Federer. Djokovic, en esta semifinal, produjo un tenis de muy alta intensidad durante los dos primeros sets, antes de una rebelión del suizo en el tercero. Finalmente gana en 4 sets por 6-1, 6-2, 3-6, 6-3 y por primera vez en 45 duelos, toma la ventaja sobre el suizo por 23-22, en su sexta final del Abierto de Australia ganó en sets corridos por 6-1, 7-5, 7-6(3) contra el británico y número 2 del mundo, Andy Murray, igualando el récord de seis victorias en individuales masculinos en este Grand Slam que se lleva cabo durante casi cincuenta años (1967), igualando al australiano Roy Emerson con 6 títulos. También empató a Rod Laver y Bjorn Borg en la cantidad de Grand Slam ganados con 11.
Como de costumbre, el reanuda la competencia en Dubái, en este torneo podía igualar el récord de Ivan Lendl que data de 1981-1982 que había encadenado 18 finales consecutivas, en primera ronda se enfrenta al español Tommy Robredo batiéndolo en sets corridos por 6-1, 6-2 en el mismo torneo alcanzó las 700 victorias como profesional al vencer al tunecino Malek Jaziri por el mismo marcador, su serie de 17 finales terminó en la siguiente ronda tras perder el primer set por 6-3 ante Feliciano López en cuartos de final, después de eso decidió abandonar por problemas oculares. Compite en la primera ronda de la Copa Davis contra Kazajistán y permite al Equipo serbio clasificar a los cuartos de final después de ganar sus dos singles contra Aleksandr Nedovyesov en sets corridos por 6-1, 6-2, 6-3 y a Mijaíl Kukushkin en un partido emocionante, donde a Novak se le vio lejos de su mejor nivel y jugando con una molestia en el muslo, pero al final ganó en 5 sets por 6-7(6), 7-6(3), 4-6, 6-3, 6-2 en casi 5 horas.
Durante la gira por Estados Unidos en marzo, comienza en el primer Masters 1000 del año en Indian Wells, comienza venciendo al estadounidense Bjorn Fratangelo en 3 sets por 2-6, 6-2, 6-1, en tercera ronda vence al alemán Philipp Kohlschreiber por doble 7-5 y a continuación se venga de Feliciano López en octavos por doble 6-3, en cuartos se enfrenta a Jo-Wilfried Tsonga al que supera en dos muertes súbitas por 7-6(2) y 7-6(2), para enfrentarse en las semifinales a su eterno rival Rafael Nadal por 48.ª vez, después de un primer set muy equilibrado gana por 7-6(5) y 6-2 en 1 hora y 58 minutos, llegando a su tercera final seguida en Indian Wells y también su 10.º en fila en Masters 1000 desde París 2014, al día siguiente, en un partido totalmente controlado desde el inicio venció a Milos Raonic por 6-2, 6-0, ganando su 5.º título en Indian Wells y su tercero consecutivo, igualando a Roger Federer con 5. Finalmente, con este 27.º Masters 1000 en su bolsillo, se convierte junto a Rafael Nadal en el tenista con más Masters 1000 ganados.
A la semana siguiente, comenzó el Masters de Miami donde era el campeón defensor, en las primeras rondas venció al británico Kyle Edmund (6-3, 6-3) y al portugués Joao Sousa (6-4, 6-1) en sets corridos, en cuarta ronda vence al austríaco Dominic Thiem, en un partido más de difícil de lo reflejado en el marcador por 6-3 y 6-4, sobre todo porque salvó 14 puntos de quiebre de 15, en los cuartos de final eliminó al checo Tomáš Berdych por doble 6-3 y en semifinales al belga David Goffin por 7-6(5), 6-4 alcanzando su 7.º final consecutiva en torneos Masters 1000 (no jugó Madrid 2015) y 11.º en fila Masters 1000 desde París 2014, en la final vence al japonés Kei Nishikori por doble 6-3, ganando el torneo sin ceder sets, con esta victoria, se convierte en el jugador con más Masters 1000 con 28 títulos, por delante de Rafael Nadal con 27. También iguala a Andre Agassi con 6 títulos en Miami y 3 consecutivos, este es también su cuarto doblete Indian Wells-Miami y 3.º en fila, también batiendo otro récord. Con esta victoria además logra una ventaja de 8725 puntos sobre el 2.º del mundo Andy Murray, que es una diferencia de puntos entre dos líder mundial sin precedentes desde la creación de la Clasificación ATP en 1973. La racha dominante de Djokovic resultó en una situación en la que los números 2.º y 3.º (Andy Murray y Roger Federer) podrían combinar sus puntos y aún no tener suficiente para superarlo. Su victoria final en Miami hizo que Djokovic superara a Federer y se convirtiera en el más ganador de premios de todos los tiempos en la gira de la ATP con ganancias de $98,2 millones.
Comenzó la gira de tierra batida europea en casa, en Montecarlo donde es el defensor del título, cae en su partido debut ante Jiri Vesely por 4-6, 6-2 y 4-6. Por lo tanto, esto pone fin a su racha de 11 finales consecutivas en Masters 1000, también de 26 partidos seguidos sin perder en torneos de esta categoría y además Rafael Nadal iguala su número de Masters 1000 (28) al ganar Montecarlo.

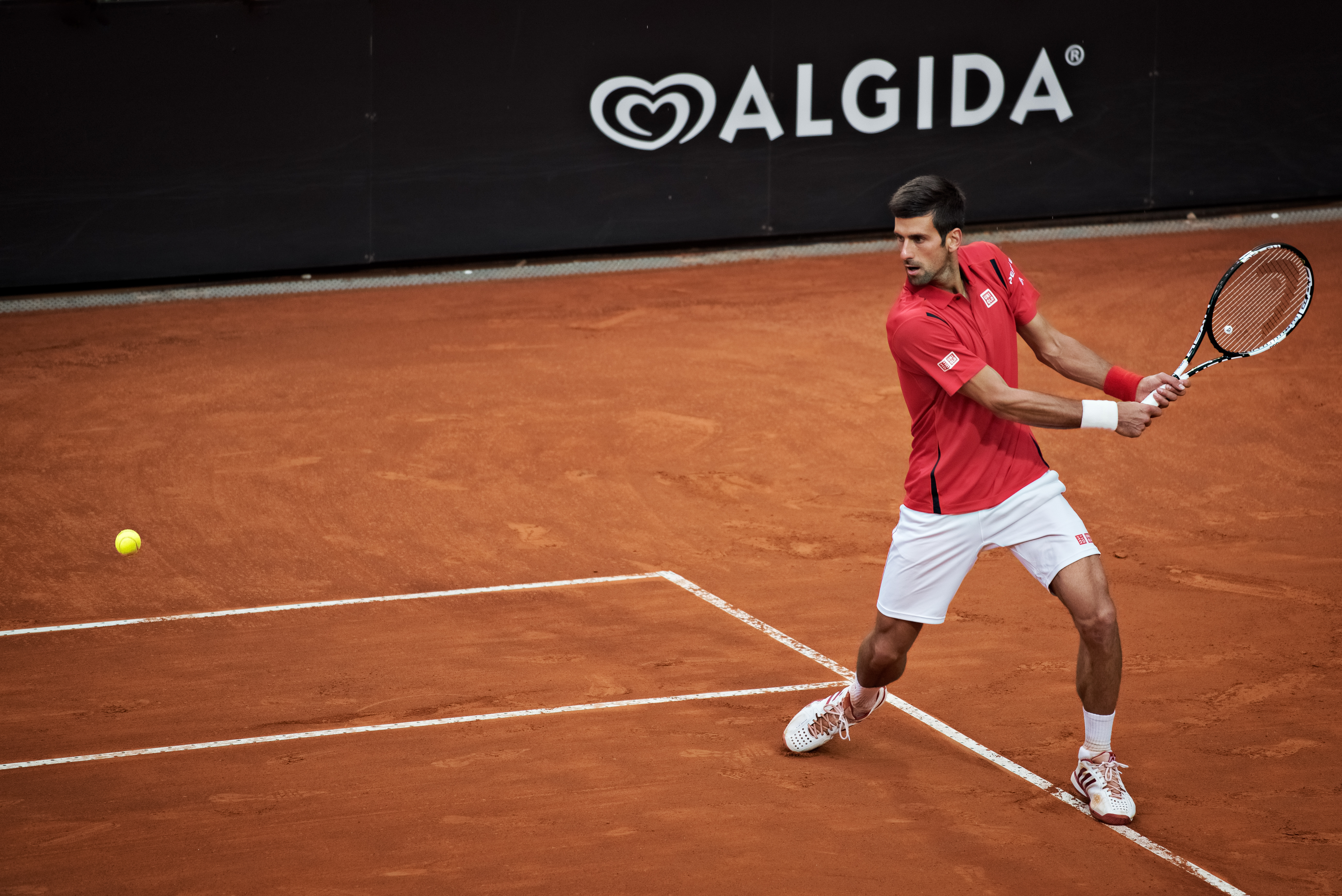
Novak Djokovic en el Masters de Roma 2016 donde caería en la final ante Murray por doble 6-3.

Regresó a la competición en el Masters de Madrid torneo que no jugaba desde 2013. En su primer partido, se enfrenta al joven y talentoso croata Borna Ćorić que vence sin problemas por 6-2, 6-4, en tercera ronda derrota fácilmente al español Roberto Bautista por 6-2 y 6-1, en cuartos se encuentra con Milos Raonic y lo vence por 6-3 y 6-4, en semifinales choca con Kei Nishikori ganando por 6-3, 7-6(4) para llegar a final por segunda vez en Madrid desde 2011, en la final se enfrentó a Murray y a pesar de que este luchara en el segundo set, Djoker ganó por 6-2, 3-6, 6-3. También se convierte en el único jugador que ha ganado 8 Masters en al menos 2 ocasiones, se establece al mismo tiempo con el récord de más Masters 1000, con 29 títulos (Superando los 28 de Nadal nuevamente). A la semana siguiente, participó en Roma, jugó su primer partido contra el francés Stéphane Robert y se impone en 2 difíciles sets por doble 7-5, en la siguiente ronda, se encuentra con el mismo jugador que el año anterior en la misma fase de la competición, el brasileño Thomaz Bellucci, le es difícil entrar en el partido y pierde el primer set por 6-0, esta es la primera vez desde su partido contra Roger Federer en Cincinnati 2012 que recibe un "rosco", terminó su partido ganando en 3 sets por 0-6, 6-3 y 6-2, en cuartos de final se encuentra con su mayor rival el español Rafael Nadal por 49.ª vez en su carrera, a pesar del viento, Djokovic se impuso en dos difíciles sets por 7-5, 7-6(4) en 2 horas y 24 minutos logrando su séptimo triunfo seguido contra el español y 11 de los últimos 12, en semifinales juega otro partido duró ante Kei Nishikori ganando por 2-6, 6-4 y 7-6(5) en tres horas de partido para llegar a su 42.º final de Masters 1000 igualando a Roger Federer y Rafael Nadal, por segunda vez en una semana, se enfrenta al británico Murray y se inclina en dos sets por doble 6-3, acusando el desgaste de los exigentes partidos ante Nadal y Nishikori, más el pésimo estado de la cancha en la que se le vio reclamando al juez de silla varias veces en los descansos, esta es la primera vez desde 2004 que un ganador del Masters de Roma no es el serbio o Rafael Nadal.

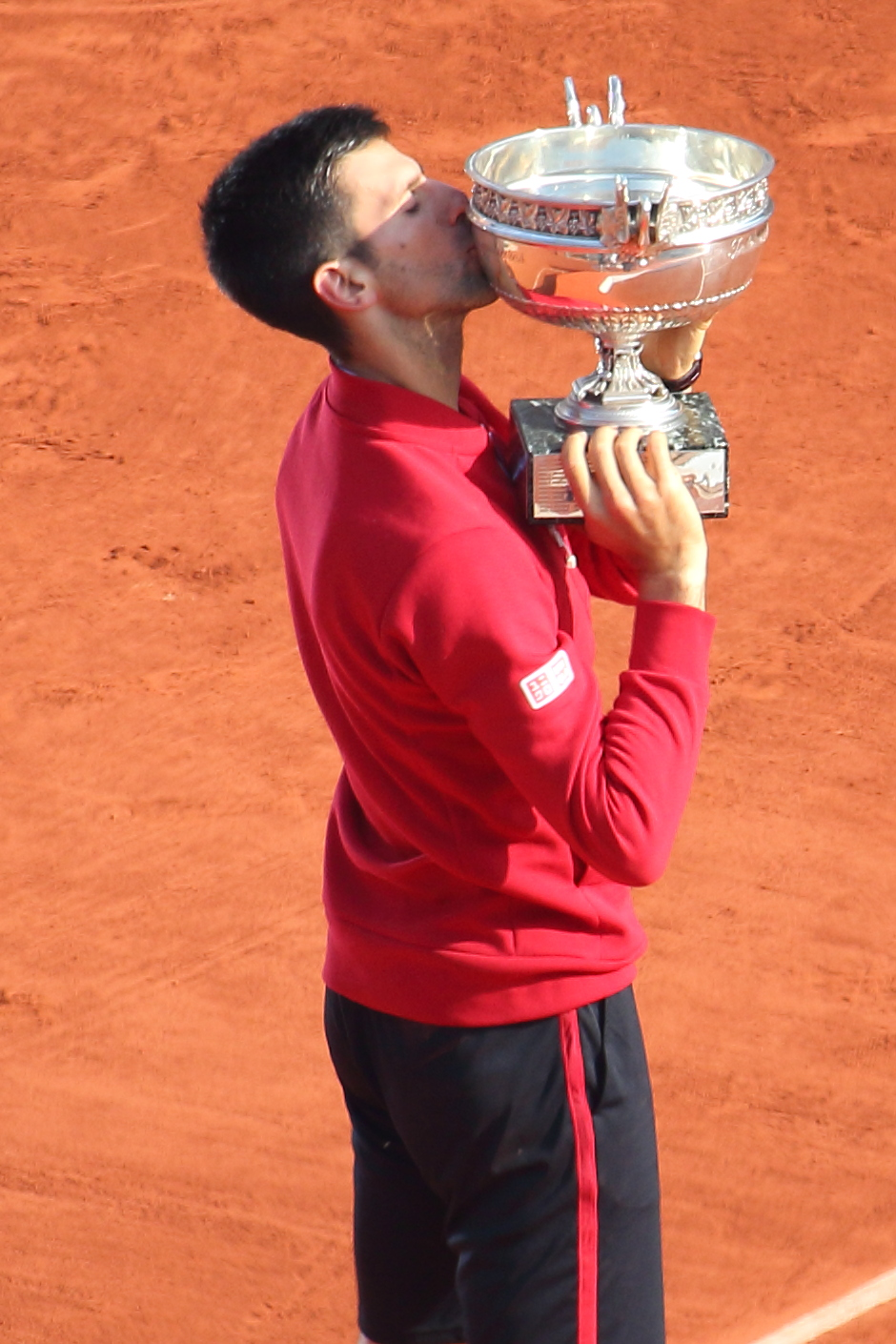
En 2016 Djokovic consigue lograr el Grand Slam carrera conquistando el único que le faltaba, Roland Garros con 29 años y 1 mes.

En Roland Garros 2016, conquista su primer título en París y completa el Grand Slam Carrera tras tres intentos fallidos en París (Derrotas en la final de 2012, 2014 y 2015), ganó sus tres primeros partidos en sets corridos ante Yen-Hsun Lu (6-4, 6-1, 6-1), Steve Darcis (7-5, 6-3, 6-4) y Aljaz Bedene (6-2, 6-3, 6-3), en la segunda semana, supera en 4 sets al español Roberto Bautista por 3-6, 6-4, 6-1 y 7-5 por los octavos de final en un partido de dos días clasificándose para su 36.º cuartos de final de Grand Slam, ahí vence al checo Tomáš Berdych por 6-3, 7-5, 6-3 para llegar a su 30.º semifinal de Grand Slam, en semis se despacha al joven austriaco Dominic Thiem por 6-2, 6-1, 6-4 logrando una cuarta final en el Grand Slam de tierra batida y su sexta seguida, ahí se encuentra con Andy Murray, su heredero en la clasificación mundial y dominó el partido en cuatro sets por 3-6, 6-1, 6-2 y 6-4 convirtiéndose en el quinto jugador en lograr el Grand Slam carrera y el octavo en la historia del tenis, se convirtió en el octavo jugador de la historia (y el segundo más viejo) en lograr el Grand Slam carrera, y el tercero que logra el Grand Slam calendario (ganar los 4 Grand Slam seguidos) solo dos hombres lo han logrado, Don Budge en 1937-1938 (ganador de 6 Grand Slam seguidos) y Rod Laver en 1962 y 1969, único en lograrlo en la era aficionada y abierta. Tanto Don Budge (1938) como Rod Laver (1962 y 1969) además, son los únicos tenistas masculinos en haber ganado los 4 Grand Slam en un año natural. Djokovic sin embargo, es el primero en la historia en hacerlo en tres superficies diferentes, en los 2 casos anteriores todos los Grand Slam se jugaban o en césped o arcilla, también alcanzó un nuevo récord de puntos para un jugador ATP en individuales con 16950 puntos, y para concluir el primer jugador en ganar $100 millones en premios en efectivo.
Sin embargo, el 2 de julio después de ganar dos partidos en sets corridos, fue derrotado en la tercera ronda de Wimbledon ante el cañonero estadounidense Sam Querrey por 6-7(6), 1-6, 6-3 y 6-7(5), en un partido de dos días detenido varias veces por lluvia, y por primera desde Roland Garros 2009 que no llega a octavos de final como mínimo y también se termina su racha de 30 victorias consecutivas en un Major.
Regresó a la competencia el 27 de julio en el Masters de Canadá, comienza ante Gilles Muller ganando por un estrecho 7-5, 7-6(3), luego vence más fácilmente al checo Radek Štěpánek por 6-2, 6-4, en cuartos se enfrenta con Tomáš Berdych en su 27.º enfrentamiento ganando por 7-6(6) y 6-4 luego de salvar tres puntos de set en el primero, en las semifinales derrota fácilmente a Gael Monfils por 6-3, 6-2 y se clasificó para la 43.º final de Masters 1000 en su carrera superando las 42 de Nadal y Federer, ganó el título sin ceder un solo set al vencer a Kei Nishikori en dos sets por 6-3, 7-5 ganando así su 30.º Masters 1000 y su 4.º título en el Canadá.

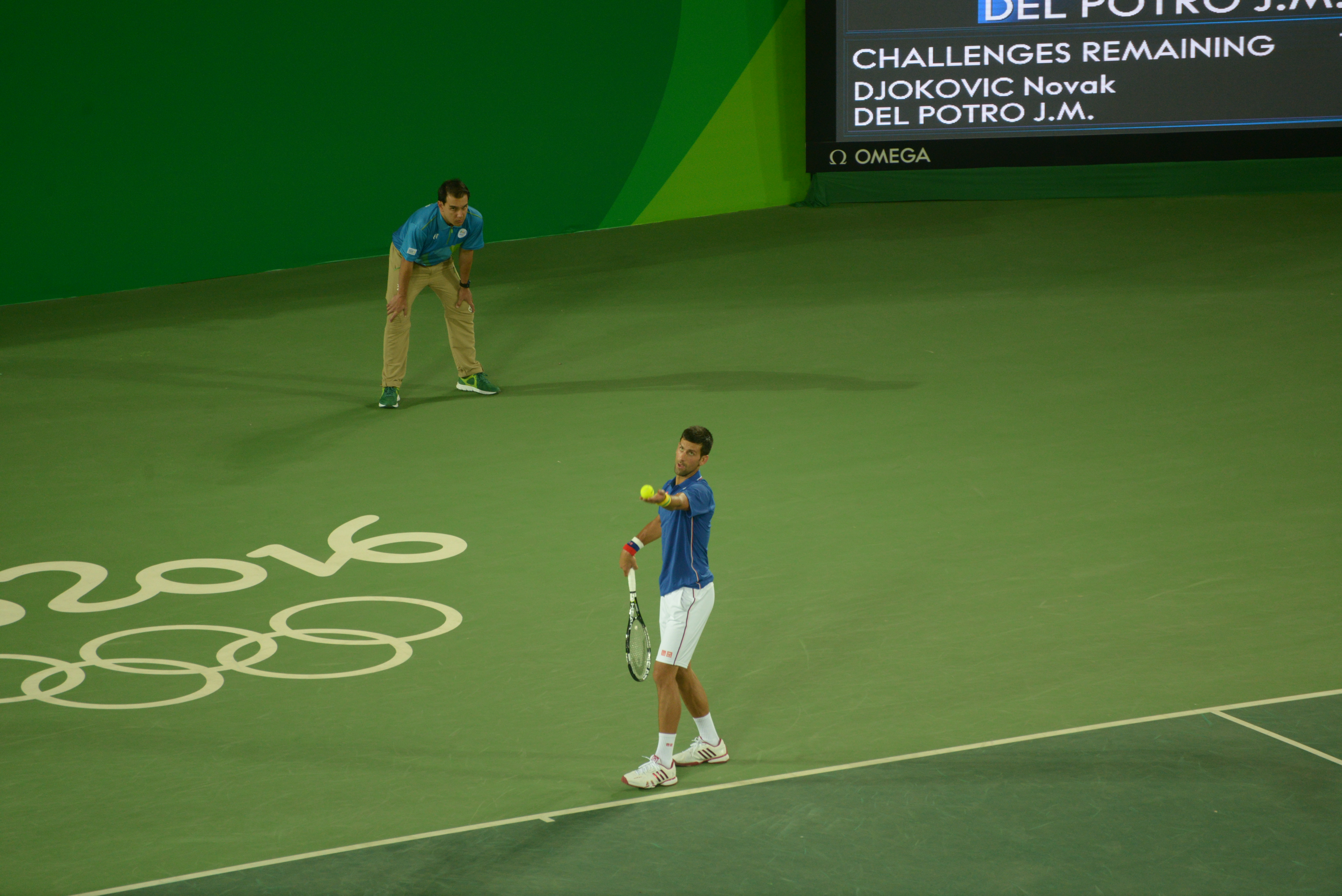
Djokovic en los Juegos Olímpicos de Río 2016 caería sorpresivamente en la primera ronda contra Juan Martín del Potro por doble 7-6

En los Juegos Olímpicos de Río 2016 tiene grandes ambiciones y su objetivo es ganar la medalla de oro, hereda una difícil primera ronda contra Juan Martín del Potro quien regresaba de una lesión, el argentino lo venció 2 sets ambos en Tie-Break por 7-6(4) y 7-6(2) infligiendo la gran sorpresa del tenis en los Juegos Olímpicos, además está fue la primera derrota en la primera ronda de Djokovic desde enero de 2009, cuando Ernest Gulbis lo derrotó en el ATP 250 de Brisbane 2009. También juega dobles con su compañero Nenad Zimonjić y caen en la segunda ronda ante la pareja brasileña Marcelo Melo y Bruno Soares poe doble 6-4. Lesionado de la muñeca, decide tomarse un descanso antes del Abierto de Estados Unidos y se baja del Masters de Cincinnati, el único Masters que le falta ganar al serbio.
No estando seguro sobre el estado de su muñeca, comenzó el Abierto de Estados Unidos enfrentando al polaco Jerzy Janowicz, que supera en 4 sets por 6-3, 5-7, 6-2 y 6-1, luego pasó a tercera ronda sin jugar tras el retiró de Jiri Vesely en segunda, en la 3.ª ronda solo juego 6 juegos (4-2) contra el ruso Mijaíl Yuzhny que se vio obligado a abandonar debido a una lesión en la rodilla, en octavos de final se enfrenta al joven británico Kyle Edmund que lo vence en sets corridos por 6-2, 6-1, 6-4, en cuartos de final se enfrenta por primera vez en Nueva York con Jo-Wilfried Tsonga con el que juega solo dos sets (6-3, 6-2, ab.), Tsonga tiene que darse por vencido después de una lesión en la pierna izquierda. El abandono de Tsonga hace que Djokovic sea el primer jugador de la Era Open en llegar a semifinales con tres retiros de sus oponentes, compite en su 10.º semifinal en Nueva York contra Gael Monfils en un partido de 4 sets ganando por 6-3, 6-2, 3-6, 6-2 accediendo a su séptima final en el Abierto de Estados Unidos, el 21.º en Grand Slam, ahí se enfrenta a Stan Wawrinka verdugo de Kei Nishikori en semifinales, perdió ante Wawrinka después de haber ganado el primer set perdió los tres siguientes cayendo por 6-7(1), 6-4, 7-5, 6-3.
Para sorpresa de todos, decidió retirarse el Torneo de Pekín torneo que había ganado seis veces y prefiere entrenar en su ciudad natal en Belgrado. Durante su estancia en Serbia, dijo que desde su título en Roland Garros ha perdido las ganas de divertirse jugando al tenis a causa de la presión para la búsqueda de récord y títulos. Entonces decide no establecer metas, sino disfrutar de estar en la cancha.
Volvió a la competencia en el Masters de Shanghái, en segunda ronda vence fácilmente al italiano Fabio Fognini por doble 6-3 y en tercera ronda al canadiense Vasek Pospisil por doble 6-4, en cuartos de final vence difícilmente al clasificado alemán Mischa Zverev en tres sets por 3-6, 7-6(4) y 6-3. Sin embargo pierde en las semifinales contra el español Roberto Bautista Agut en sets corridos por doble 6-4.
Comprometido con el Masters de París-Bercy, torneo del que es campeón defensor con tres títulos seguidos, el serbio comienza con una victoria por 6-3 y 6-4 contra Gilles Müller, en tercera ronda tiene algunas dificultades para deshacerse de Grigor Dimitrov en tres sets por 4-6, 6-2, 6-3 y cae en los cuartos de final contra un excelente Marin Čilić, oponente contra el que nunca había perdido siendo derrotado en sets corridos por 6-4 y 7-6(2), tras su derrota perdió 820 puntos en el Ranking ya que defendía título, como resultado de esto, perdió el número 1 ante Andy Murray que ganó el torneo, siendo el último miembro del Big Four en lograrlo.
Se clasificó para el Masters de Londres, con la misión de ganar el torneo para regresar al número 1, quedó situado en el Grupo Ivan Lendl junto a Gael Monfils, Dominic Thiem y Milos Raonic, tres oponentes contra los que nunca perdió. Esta estadísticas se verifica ganando sus tres juegos. Derrotó a Thiem en tres sets por 6-7(10), 6-0, 6-2, Raonic en sets corridos por 7-6(6), 7-6(5) y en su último partido debía enfrentarse a Monfils pero este se retira por lesión, se enfrenta con David Goffin (contra quien nunca perdió) y lo bate por un lapidario 6-2, 6-1. Clasificado para las semifinales, se encuentra con Kei Nishikori como en 2014, y como en 2015, en fase de grupos, lo vence cómodamente por doble 6-1. A pesar de sus últimos dos grandes partidos, no encuentra su nivel en la final contra Andy Murray, pierde en dos sets por 6-3, 6-4 y por ende termina el año como número 2 por primera vez desde 2013.
Este año también finaliza con el anuncio del final de la colaboración con su entrenador Boris Becker quien señala la falta de trabajos del serbio y pone en relieve la reconciliación con Djokovic, contrata un entrenador mental, llamado "Guru", creador del polémico deporte que profesa "amor y paz". Según Pepe Imaz, la prioridad de Djokovic no es ser el número uno del mundo, sino privilegiar su bienestar.
Djokovic termina con un historial 9-3 frente a jugadores top-5 y 21-4 vs Top-10.

### 2017: Lesión en el codo y salida del Top Ten en 11 años

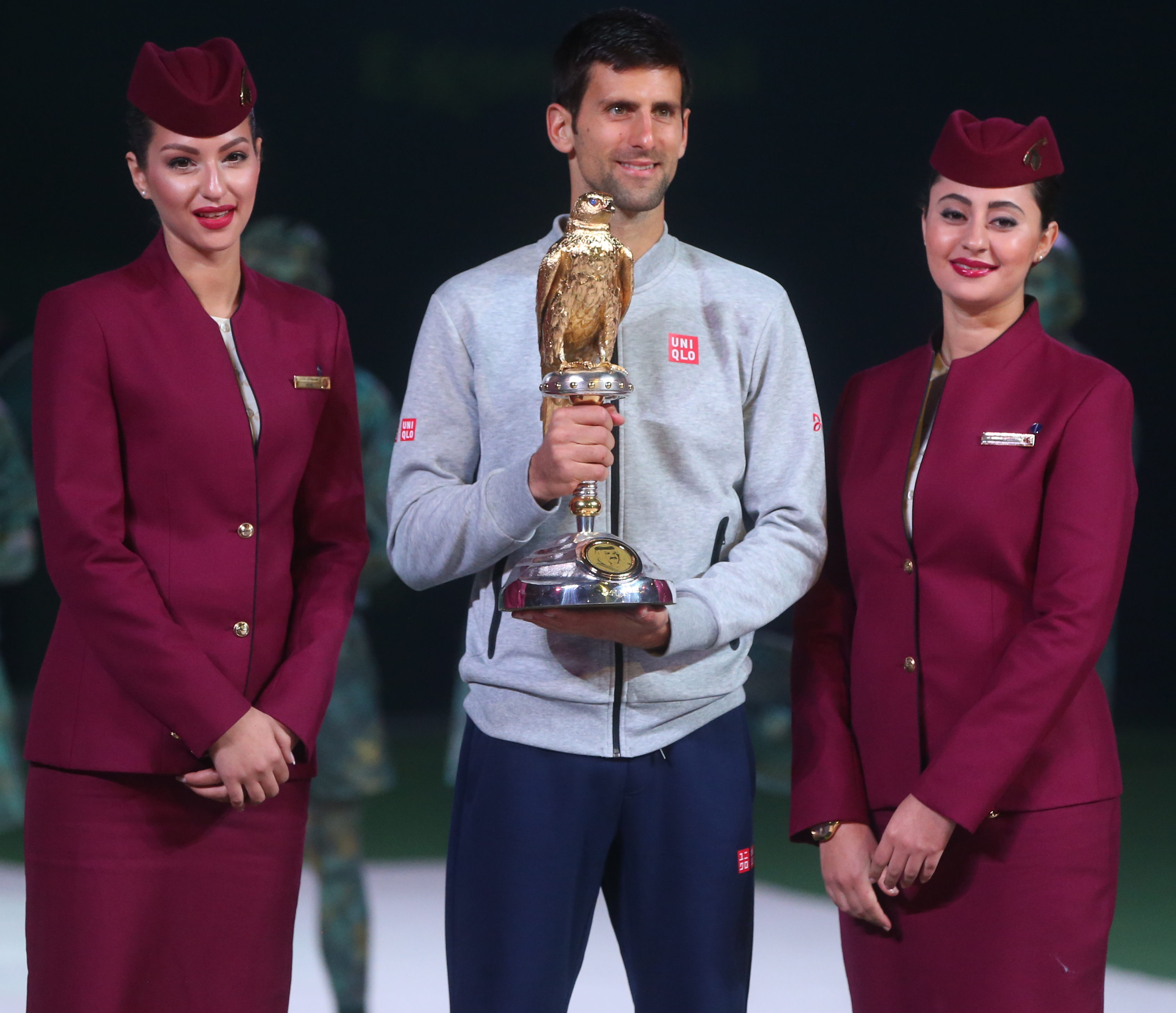
Djokovic levantando el trofeo del Qatar ExxonMobil 2017

Comienza la temporada con el Qatar Open del cual es el campeón defensor. Para su primer partido del año juega con el alemán Jan-Lennard Struff al que bate en 2 sets por 7-6(1) y 6-3, después de ir liderado por 5-1 en el primer set. Luego venció al argentino Horacio Zeballos (6-3, 6-4) y Radek Štěpánek (doble 6-3). En las semifinales se enfrenta al español Fernando Verdasco venciendo por 4-6, 7-6(7) y 6-3 después de salvar cinco puntos de partido. En la final, vence al número 1 del mundo, Andy Murray en el duelo 36.º entre ambos, ganando en un intenso partido de 2 horas y 53 minutos por 6-3, 5-7, 6-4. Después de más de cinco meses sin un título, Djokovic ganó el 67.º título de su carrera. También pone fin a una racha de 28 victorias consecutivas del escocés.
Luego en el Abierto de Australia, vence al español Fernando Verdasco por 6-1, 7-6(4) y 6-2, con quien ya se había enfrentado esta temporada en Doha, y que lo había tenido contra las cuerdas con 5 Match Point en desventaja. Pero luego caería sorpresivamente en 2.ª ronda con el uzbeco Denis Istomin 117.º del mundo, por un marcador de 6-7(10), 7-5, 6-2, 6-7(5) y 4-6 en 4 horas y 48 minutos, esta fue la primera vez desde 2007 que Djokovic no pudo llegar a los cuartos de final en el Abierto de Australia, y la primera vez en su carrera que perdió ante un jugador clasificado fuera de los 100 mejores en un torneo de Grand Slam.
En febrero, disputó la primera ronda de la Copa Davis 2017 contra Rusia Novak disputaría un punto (el segundo) ante Daniil Medvédev venciendo por 3-6, 6-4, 6-1, 1-0 y retiró del ruso, finalmente los serbios triunfaron por 4-1. Tras la Copa Davis, participó en el Torneo de Acapulco con la misión de recuperar confianza en su nivel de tenis como cabeza de serie número derrotó a Martin Klizan por un ajustado 6-3 y 7-6 en primera ronda, en 2.º se enfrentaba a Juan Martín del Potro en un gran partido entre ambos el helvético venció por 4-6, 6-4 y 6-4, en cuartos de final volvieron la dudas a la cabeza de Djokovic y cayó ante Nick Kyrgios por 7-6(9), 7-5.
En el Masters de Indian Wells, Djokovic defendía el título (Campeón de las últimas tres ediciones) como preclasificado número dos, venció a Kyle Edmund en segunda ronda por un estrecho 6-4 y 7-6, en tercera nuevamente se vio las caras nuevamente ante Del Potro ganando por 7-5, 4-6 y 6-1 yendo de menos a más y en octavos de final fue eliminado por Nick Kyrgios nuevamente por 6-4 y 7-6(3) en 1 hora y 54 minutos. En Miami se retiró debido a una nueva lesión en el codo y perdiendo además 1.000 puntos en el ranking.
En abril, curado de su lesión en el codo que le obligó a perderse Miami, se unió al Equipo Serbio en los cuartos de final contra España en su natal Belgrado (privado de sus mejores jugadores, Nadal y Bautista Agut). Solo jugó el primer punto de la serie venciendo fácilmente a Albert Ramos por 6-3, 6-4 y 6-2, finalmente Serbia ganó 4-1.
Comenzó la gira de tierra batida europea en Montecarlo. En segunda ronda, ganó una batalla de 2 horas y 31 minutos contra el francés Gilles Simon, luego de que este sirviera para el partido en el 5-4 del tercer set, finalmente ganó por 6-3, 3-6 y 7-5. Luego venció a Pablo Carreño-Busta por 6-2, 4-6, 6-4 en octavos de final otro irregular partido del serbio, antes de perder contra David Goffin por 2-6, 6-3, 5-7 en cuartos de final. Justo antes del Masters de Madrid Djokovic anunció el fin de su colaboración con su entrenador, Marian Vajda, su preparador físico Gebhard Phil-Gritsch, y su fisioterapeuta Miljan Amanovic.
En Madrid, venció a Nicolás Almagro por 6-1, 4-6, 7-5 (tras estar 0-3 abajo en el tercer set) en segunda ronda, luego a Feliciano López por 6-4, 7-5 en tercera y en avanzó automáticamente a semis tras la no presentación de Kei Nishikori, se clasificó a las semifinales donde se encuentra a Rafael Nadal en el enfrentamiento 50 entre ambos (Djokovic lidera 26-23) en un bajo partido del serbio, el español arrasó por 6-2 y 6-4. La semana siguiente, en Roma, llegó hasta la final, batiendo a Aljaž Bedene (7-6(2), 6-2), Roberto Bautista (6-4, 6-4), Juan Martín del Potro (6-1, 6-4), y Dominic Thiem (6-1, 6-0), llegando a la final sin ceder sets. Encontró en la final al joven prodigio alemán Alexander Zverev que lo derrotó por 6-4, 6-3. Cabe mencionar que Djokovic no género chances de break en el partido.

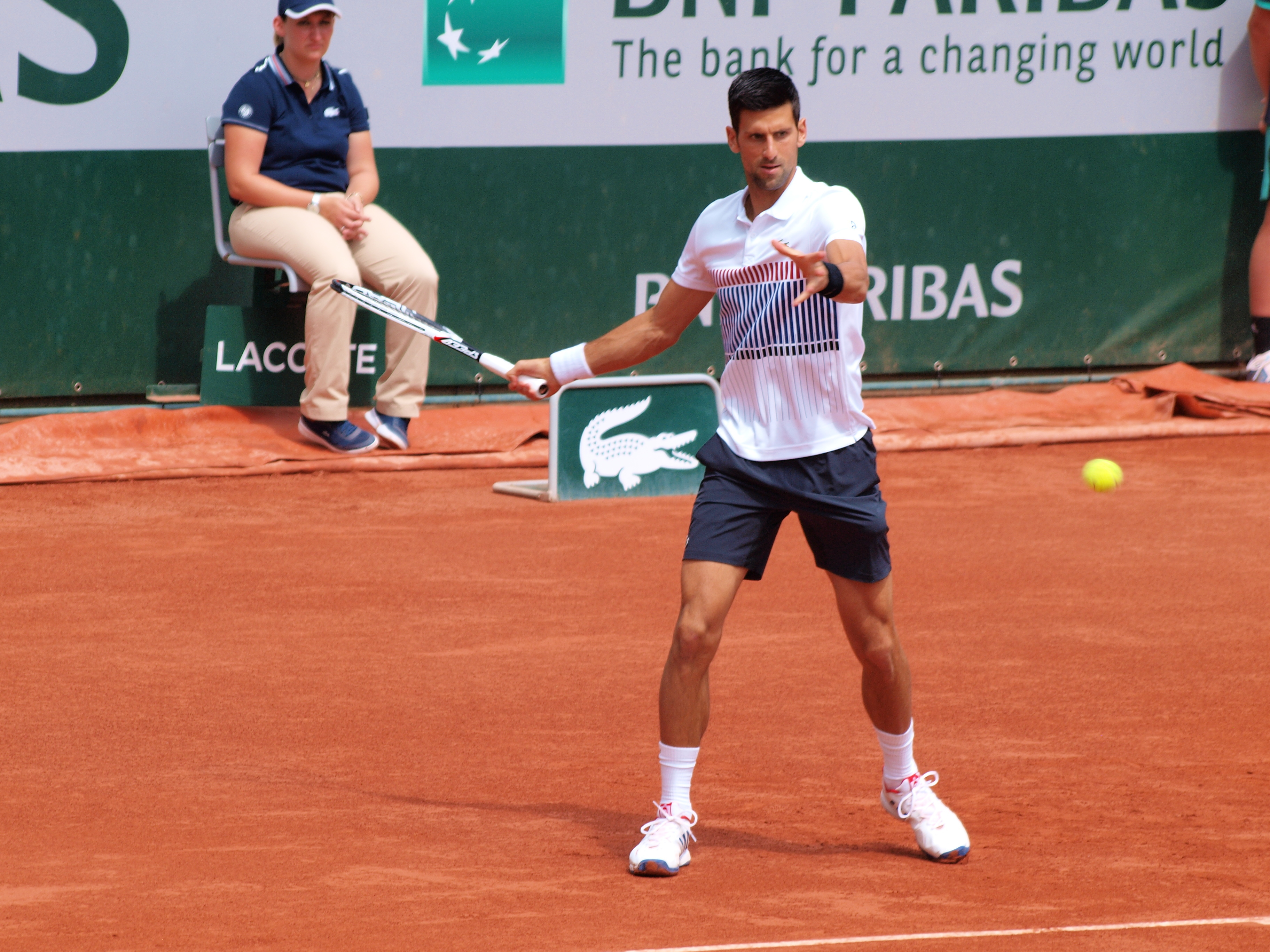
Novak Djokovic en Roland Garros 2017, donde cayó en cuartos de final ante Dominic Thiem por 7-6, 6-3 y 6-0.

El 22 de mayo de 2017, anunció que Andre Agassi se convertiría en su nuevo entrenador, comenzando en el Torneo de Roland Garros 2017. Pasó las primeras rondas al vencer a Marcel Granollers (6-3, 6-4, 6-2) y a João Sousa (6-1, 6-4, 6-3). En tercera ronda venció a Diego Schwartzman en cinco sets por 5-7, 6-3, 3-6, 6-1 y 6-1, luego de que este tomara dos sets a uno de ventaja. En la cuarta ronda, derrotó por Albert Ramos por 7-6(5), 6-1, 6-3 y luego cayo por primera vez ante Dominic Thiem por un contundente 7-6(5), 6-3 y 6-0. Este es el primer 6-0 que sufrió en Grand Slam desde el Abierto de Estados Unidos 2005 contra Gael Monfils, partido que terminó ganando en cinco sets. Además acabando así con la meta de defender el título que lo había logrado un año atrás.

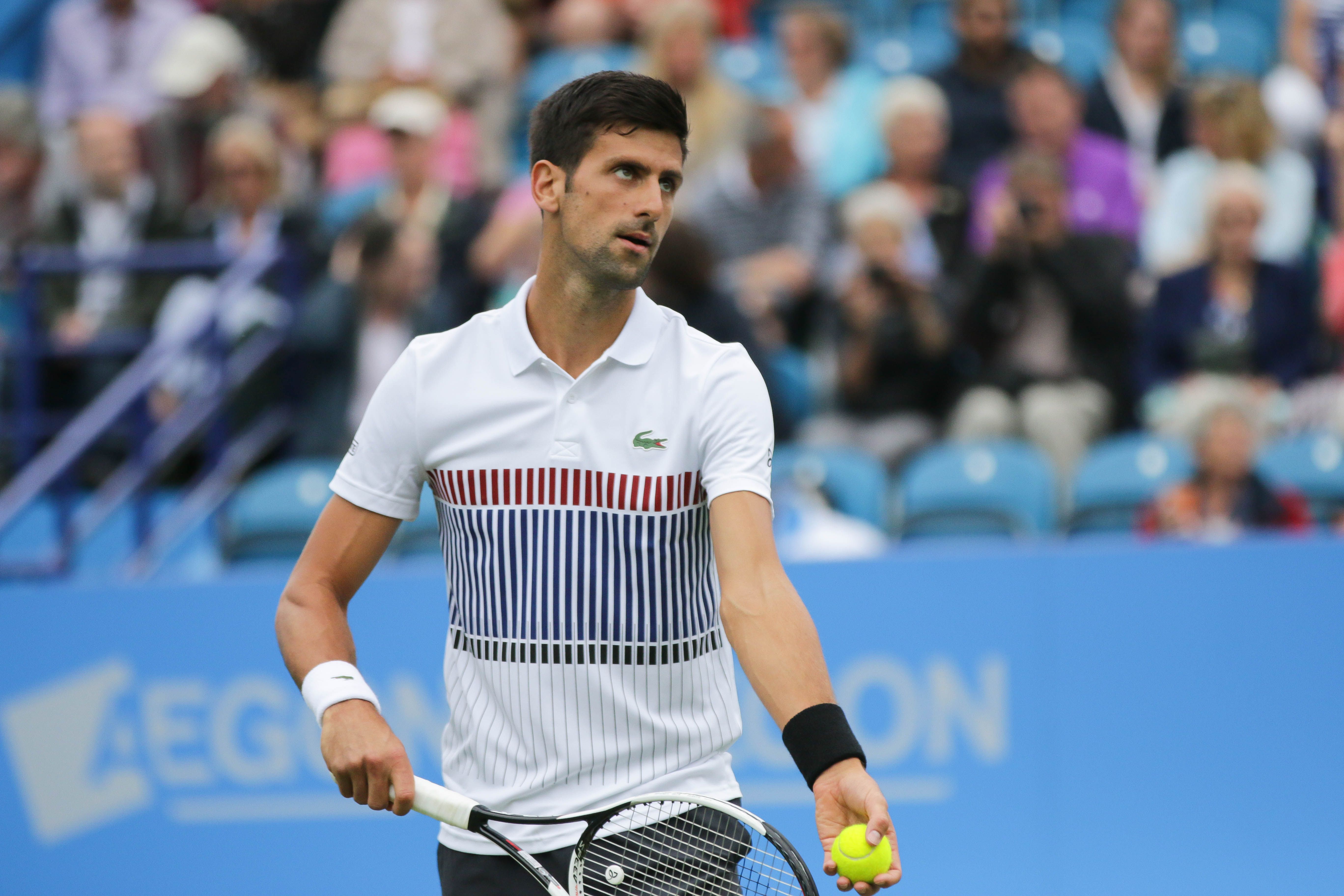
Novak en el ATP de Eastbourne.

Juega Eastbourne recibiendo un Will Card para prepararse de cara a Wimbledon. Esta es la primera vez desde Queen's 2010 que no ingresa en un torneo una semana antes del inicio de un Grand Slam. Derrotó sucesivamente a Vasek Pospisil (6-4, 6-3), Donald Young (6-2, 7-6(9)). En semifinales a Daniil Medvédev por doble 6-4 para alcanzar su 98.º final en el circuito profesional. Ganó su 68.º título ATP al vencer a Gaël Monfils por 6-3 y 6-4. en 76 minutos. Ganando su primer título en casi 7 meses y 1.º título en césped fuera de Wimbledon.
Empezó Wimbledon al ganar su primer partido contra Martin Kližan (6-3, 2-0 ab.), a continuación, derrotó en 3 sets al checo Adam Pavlásek (6-2, 6-2, 6-1), al letón Ernests Gulbis (6-4, 6-1, 7-6(3)) y al francés Adrian Mannarino (6-2, 7-6(4), 6-3) en la ronda de 16, jugando a un gran nivel, este último tras ser desplazado por un día debido a la extensa duración del partido de Rafael Nadal con Gilles Muller. Djokovic venía afirmándose, tras un mal comienzo de temporada, y ya estaba sonando entre los favoritos a ganar el torneo, pero una lesión en el codo en el segundo set de su partido de cuartos de final frente al checo Tomáš Berdych derrumba sus posibilidades, cayendo por 7-6, 2-0 y retiró, y le impide, además, la recuperación del N.º 1 tras la derrota de Andy Murray en la misma fase frente a Sam Querrey.
El 26 de julio, después de una lesión en el codo que arrastraba desde hace meses. Para curar su lesión, decidió poner fin a su temporada. Después de 51 apariciones consecutivas en Grand Slam, termina renunciando al Abierto de Estados Unidos y al resto de la temporada 2017. Esta es la primera temporada desde 2010 en que no gana ningún título de Grand Slam y desde 2006 que no llega a ninguna semifinal.
Terminó el año fuera del top 10, primera vez desde 2007, en el duodécimo lugar, con solo dos títulos ATP 250.
Djokovic termina el año con un récord 1-1 vs Top-5 y 2-2 vs Top-10.

### 2018: Cirugía de codo, salida del Top 20, dos Grand Slam, Career Golden Masters y quinto año finalizando como número 1

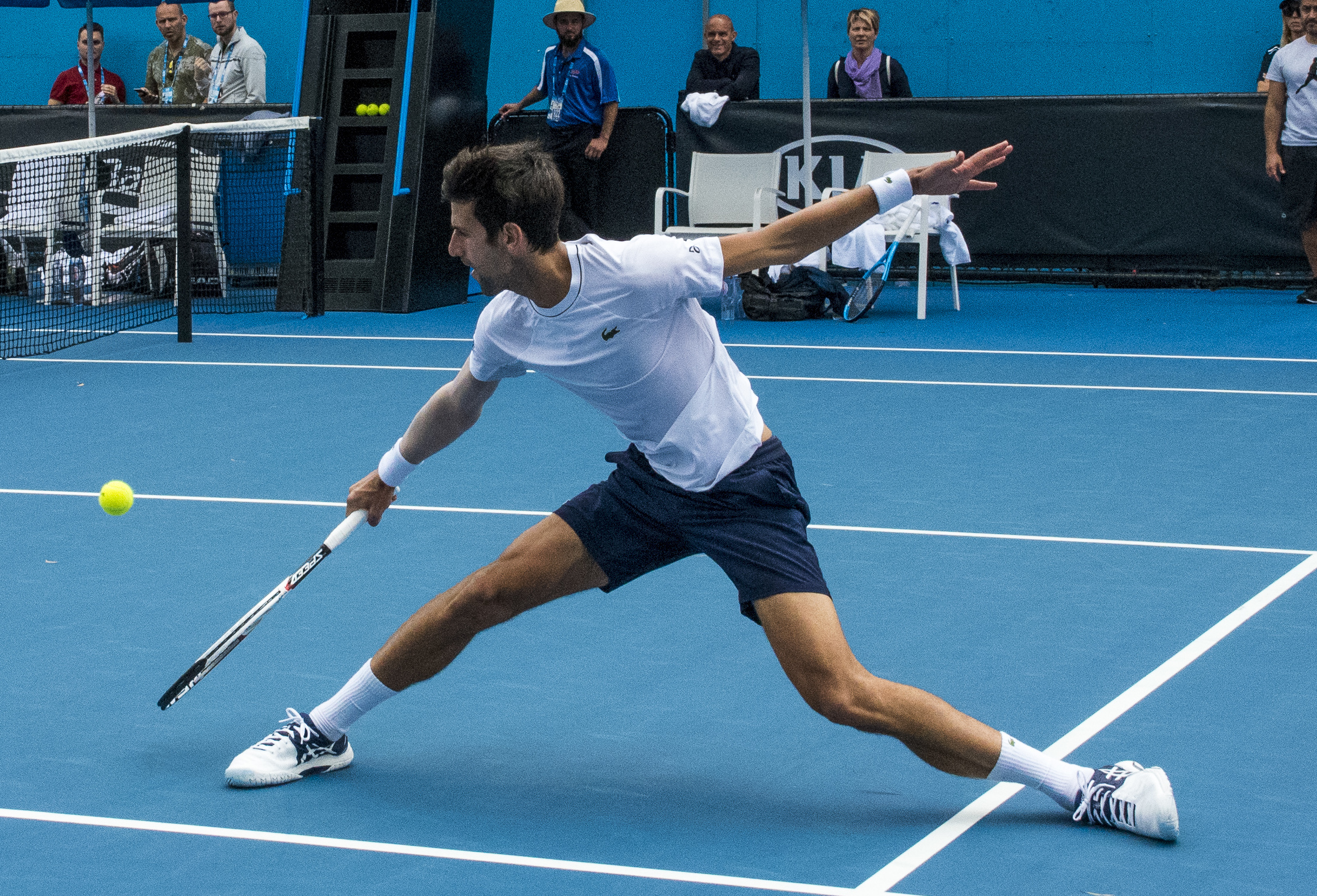
Djokovic tendría un duro inicio de temporada en 2018, hasta que en abril decidió volver con su exentrenador Marian Vajda y poco a poco fue repuntando logrando ganar Wimbledon dos meses después, luego su tercer Abierto de Estados Unidos y regresar al número 1 del mundo luego de dos años, tras haber salido del Top 20 en mayo.

Para el año 2018, Novak Djokovic anuncia que el 1 de diciembre de 2017 continuará con Andre Agassi de cara al próximo año pero también agrega a Radek Štěpánek en su equipo.
Una fecha anunciada para iniciar 2018 y su regreso a la competición luego de 6 meses era el clásico Mubadala Tennis Classic en Abu Dhabi y también el Qatar Open del cual es el defensor del título, Djokovic se ve obligado a renunciar después de sentir un dolor en el codo durante un entrenamiento.
Reinició su actividad en enero, conservando el puesto número 12 del ranking ATP, ganó contra Dominic Thiem por 6-1 y 6-3 en el torneo de exhibición Kooyong Classic y su primer torneo oficial fue el Abierto de Australia debutó venciendo a Donald Young en 3 sets por 6-1, 6-2, 6-4 y luego se deshace de Gael Monfils en 4 sets por 4-6, 6-3, 6-1, 6-3 mientras la temperatura alcanza los 40 grados. Esta es su 15.º victoria contra el jugador francés, contra quien nunca sufrió una derrota. Luego vence al español Albert Ramos sin dificultad por 6-2, 6-3, 6-3, pero es eliminado en la ronda de 16 ante el jugador de tenis surcoreano Hyeon Chung por 7-6(4), 7-5 y 7-6(3), que practica un estilo de juego similar al suyo. A pesar de esta sorpresiva derrota, obtuvo resultados alentadores, considerando que estaba de regreso después de seis meses de inactividad. Siguiendo el consejo de Radek Štěpánek decide realizar una operación menor en el codo a fines de enero, lo que hace que su fecha de regreso sea incierta.
El 3 de marzo anunció en Twitter que estaba de vuelta entrenando previo a los dos primeros Masters 1000 del año y, con un poco más de una semana de práctica, sorprendentemente jugó el Masters de Indian Wells, en su primer partido contra Taro Daniel, perdió en 3 sets por 7-6(3), 4-6, 6-1, fisurado físicamente al final del partido. Decidió jugar también el Masters de Miami donde se enfrentó a Benoît Paire, pero perdió en dos sets por 6-3, 6-4. Luego de estos malos resultados (2 partidos, 2 derrotas), se separa de sus entrenadores Andre Agassi y Radek Štěpánek.
Poco antes del comienzo de la gira de tierra batida europea, regresa con su entrenador de toda la vida con quien ganó todos sus títulos más importantes, Marián Vajda, quien le pide a Novak que excluya a Pepe Imaz por la poca cantidad de proteínas porque el gurú español le había prohibido cualquier consumo de no vegetales. Con el eslovaco en su equipo, comienza a mejorar su mediocre temporada en el Masters de Montecarlo, comienza derrotando a su compatriota Dušan Lajović por un lapidario 6-0, 6-1 en la primera ronda, volviendo a ganar un partido luego de tres meses, en segunda ronda supera a Borna Ćorić por un estrecho 7-6(2) y 7-5 ganando en su décimo punto de partido, en tercera ronda cae ante el austríaco Dominic Thiem en 3 sets por 7-6(2), 2-6 y 3-6. En la conferencia de prensa declaró: Después de dos años, finalmente puedo jugar sin dolor. Recibe un Wild Card para jugar el Conde de Godó y debutó en la segunda ronda enfrentando al 144.º del mundo y clasificado desde la fase de clasificación Martin Klizan, cayendo derrotando sorpresivamente por 6-2, 1-6 y 6-3, poniendo muchas dudas respecto a su nivel tenístico y mental. En el Masters de Madrid, venció en la primera ronda a Kei Nishikori por 7-5, 6-4, pero perdió en la segunda ronda contra Kyle Edmund por 6-3, 2-6, 6-3, por lo que saldrá del Top 15 por primera vez en 11 años tras no poder defender semifinales.
En Roma, por fin logra buenos resultados llegando a cuartos tras vencer a Alexandr Dolgopolov (6-1, 6-3), Nikoloz Basilashvili (6-4, 6-2) y luego elimina Kei Nishikori después de un intenso juego de 2 horas y 21 minutos por 2-6, 6-1, 6-3 en cuartos de final. Se encuentra en la semifinal a Rafael Nadal que lo derrota por 25.ª vez por 7-6(4) y 6-3, donde tras un buen primer set del serbio poco a poco fue bajando en el segundo. No obstante, el no haber logrado llegar a la final como el año anterior le costó cuatro puestos en el ranking ATP, bajando del N.º 18 al N.º 22, quedando fuera de los veinte primeros puestos por primera vez en más de once años.
En Roland Garros, ganó sus primeros dos juegos contra el brasileño Rogério Dutra Silva en tres sets (6-3, 6-4, 6-4) y luego al joven español Jaume Munar con un estrecho marcador de 7-6(1), 6-4, 6-4. Llegó a los cuartos de final al vencer a Roberto Bautista-Agut en cuatro sets por 6-4, 6-7(6), 7-6(4), 6-2 en la tercera ronda y a Fernando Verdasco por 6-3, 6-4, 6-2 en octavos de final repitiendo su actuación del año anterior llegando a cuartos de final. Donde es derrotado por la sorpresa del torneo, el italiano Marco Cecchinato, número 72 del ranking ATP por 6-3, 7-6(4), 1-6 y 7-6(11).

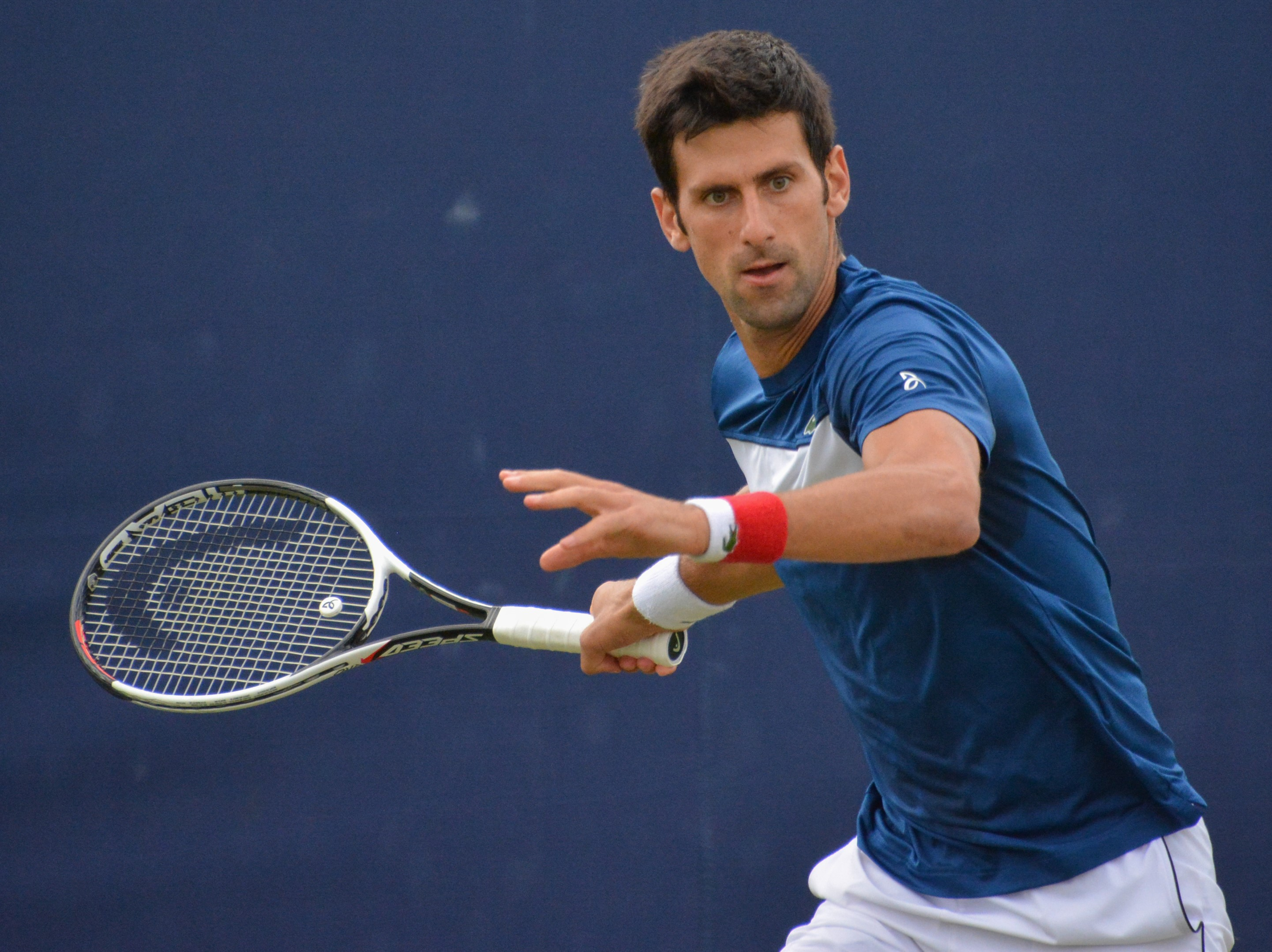
Djokovic entrenando previo al Torneo de Queen's.

Después de dudar de la temporada de hierba, finalmente decidió regresar al Torneo de Queen's, un torneo que no había jugado desde 2010. Ganó su primer partido contra el australiano. John Millman en por un cómodo 6-2, 6-1 y luego venció a Grigor Dimitrov preclasificado número 2 por un cómodo marcador de 6-4 y 6-1. Este es el primer miembro del Top 10 que Djokovic bate desde el Masters 1000 de Roma 2017 desde hace casi 14 meses y a un Top 5 después de 18 meses (Murray en Doha 2017). Luego gana contra dos franceses, Adrian Mannarino por 7-5, 6-1 en cuartos de final y a Jeremy Chardy por 7-6(5), 6-1 en semis para llegar a la 99.ª final de su carrera llegando a la final sin perder un set. Esta es la primera final en la que ha jugado durante casi un año, y la última fue durante Eastbourne en junio de 2017. Finalmente perdió contra Marin Čilić en 3 estrechos sets por 7-5, 6-7(4) y 3-6. A pesar de tener un punto de campeonato.
En Wimbledon es preclasificado número 12 y juega su primer partido ante el estadounidense Tennys Sandgren al que supera fácilmente por 6-3, 6-1, 6-2, en segunda ronda derrota al argentino Horacio Zeballos fácilmente por 6-1, 6-2, 6-3 y en tercera ronda enfrenta al local Kyle Edmund cabeza de serie 21 y lo derrota en 4 sets por 4-6, 6-3, 6-2, 6-4. En los octavos de final se enfrenta por primera vez al ruso Karén Jachánov y lo vence en sets corridos por 6-4, 6-2, 6-2 para llegar a los cuartos de final de un Grand Slam por 41.ª vez, en cuartos de final elimina al japonés Kei Nishikori por 6-3, 3-6, 6-2, 6-2 para clasificarse a su primera semifinal de Grand Slam desde el Abierto de Estados Unidos 2016, ahí se enfrenta bajo techo al español Rafael Nadal superándolo en un partido de dos días y 5 horas y 17 minutos por 6-4, 3-6, 7-6(9), 3-6 y 10-8, para llegar a su quinta final de Wimbledon y su 22.ª final de Grand Slam, ganó su cuarto trofeo de Wimbledon superando fácilmente al sudafricano Kevin Anderson en sets corridos por 6-2, 6-2, 7-6(3) siendo su primer título de Grand Slam desde Roland Garros en 2016 y su 13.º Grand Slam quedando a uno de igualar a Pete Sampras. Este título además le permite regresar al top 10 del Ranking ATP que dejó en noviembre de 2017.
Regresa a la competencia tras conquistar Wimbledon por 5.ª vez en el Masters de Canadá comenzando desde la primera ronda venciendo al perdedor afortunado bosnio Mirza Basic en sets corridos por 6-3, 7-6(3), luego en segunda ronda vence más fácil al canadiense Peter Polansky por 6-2, 6-4, en octavos de final se encuentra por primera vez con el joven griego Stefanos Tsitsipas, estrella ascendente del tenis contra el que es derrotado en tres sets por 6-3, 6-7(5), 6-3. En Cincinnati, se dispone a conquistar el único Masters 1000 que falta en su lista, comienza desde la primera ronda derrotando al estadounidense Steve Johnson por 6-4, 7-6(4) y al francés Adrian Mannarino en tres sets por 4-6, 6-2, 6-1. Debido a los problemas climáticos, jugó el partido de octavos y cuartos en el mismo día venciendo al búlgaro Grigor Dimitrov por 2-6, 6-3, 6-4 y luego al canadiense Milos Raonic por 7-5, 4-6, 6-3. Luego gana en las semifinales a Marin Čilić en tres sets por 6-4, 3-6, 6-3 para alcanzar su 6.º final en el Masters de Cincinnati y el 45.º en Masters 1000, se reencuentra en la final frente a Roger Federer después de más de dos años sin haber jugado, ganando en dos sets por doble 6-4 ganando por primera vez este torneo. Se convierte en el primer jugador en ganar al menos una vez cada uno de los ATP World Tour Masters 1000 y el primero en ganar 8 Masters 1000 en dos ocasiones.

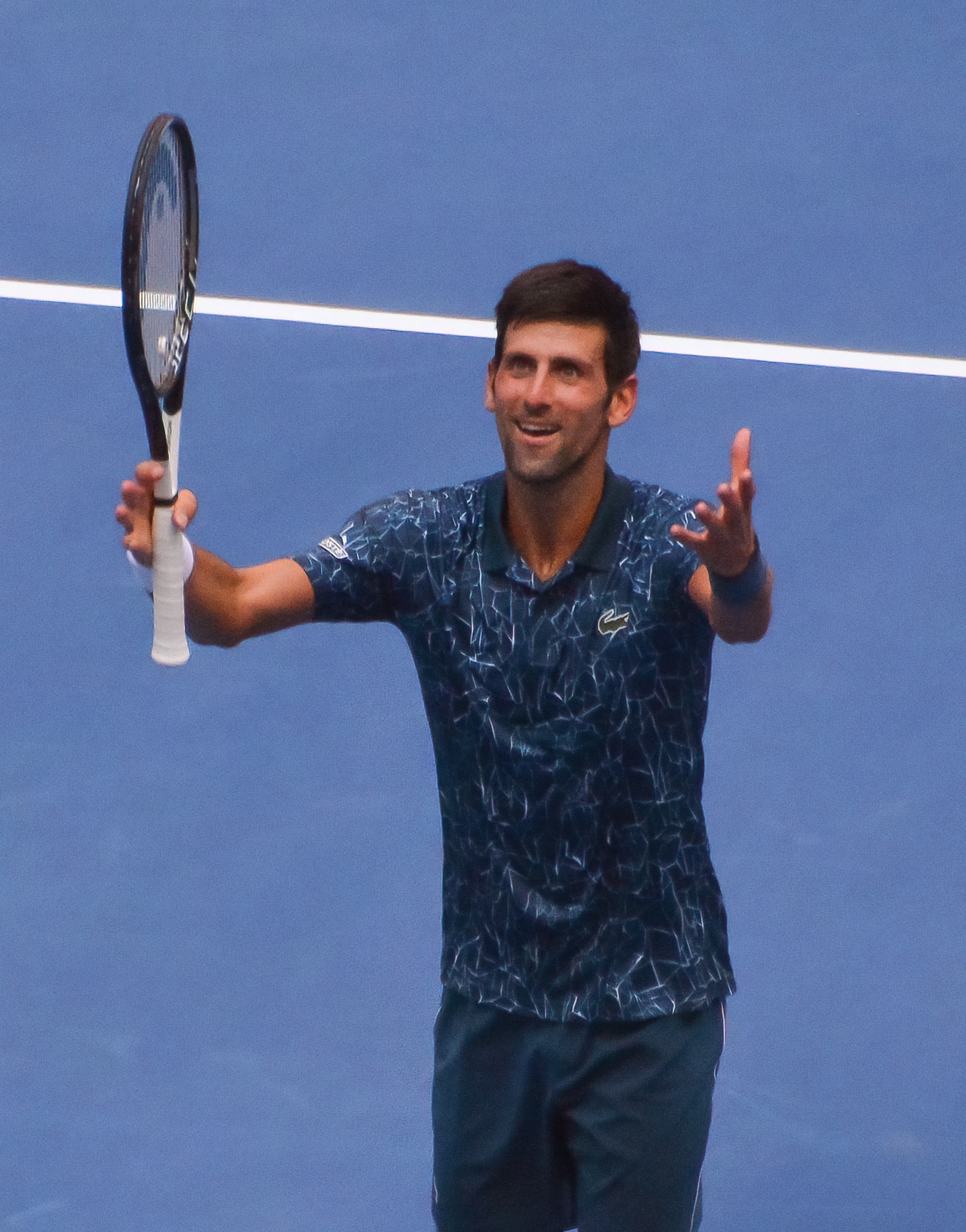
Djokovic durante el Abierto de Estados Unidos 2018 torneo el cual ganó tras vencer a Juan Martín del Potro en sets corridos llegando a 14 Grand Slam e igualando a Pete Sampras.

Comenzó el Abierto de Estados Unidos contra el húngaro Márton Fucsovics al cual vence en 4 sets por 6-3, 3-6, 6-4 y 6-0 en condiciones climáticas difíciles, luego en segunda ronda vence al estadounidense Tennys Sandgren por 6-1, 6-3, 6-7(2) y 6-2, después vence en sets corridos al francés Richard Gasquet (6-2, 6-3, 6-3) y al portugués João Sousa (6-3, 6-4, 6-3) para alcanzar su 42.º cuartos de final en Grand Slam y se convirtió en el segundo jugador en alcanzar más cuartos de final en esta categoría detrás de Federer (53) y por delante de Jimmy Connors (41). En cuartos venció a la sorpresa del torneo John Millman en sets corridos por 6-3 y doble 6-4 (quien había vencido anteriormente a Federer) para llegar a su 33.º semifinal de Grand Slam, ahí derrotó fácilmente al japonés Kei Nishikori por 6-3, 6-4 y 6-2 permitiéndole además jugar su 23.º final de Grand Slam en su carrera y octava en el Abierto de Estados Unidos, que es un registro que comparte con Pete Sampras y Ivan Lendl. Ganó el torneo al derrotar en la final a Juan Martín del Potro en sets corridos por 6-3, 7-6(4) y 6-3, ganando su tercer título del Abierto de Estados Unidos y 14.º de Grand Slam igualando a su ídolo Pete Sampras. Además, con esta victoria, regresó al top 5 del ranking ATP, un año después de dejarlo.
Después de esto participaría en la Laver Cup, una competición no oficial y a pesar de perder sus dos partidos (uno en singles y otro de doble) Europa derrotaría al Resto del Mundo por 13 a 8 tras el triunfo de Alexander Zverev sobre Kevin Anderson, tras esto comienza la Gira Asiática en el Masters de Shanghái, comienza su participación desde la segunda ronda derrotando al francés Jérémy Chardy por 6-3, 7-5 sin conceder un solo punto de quiebre, en tercera ronda se enfrenta a su verdugo en Roland Garros el italiano Marco Cecchinato batiéndolo por 6-4 y 6-0, en cuartos de final derrotó al sudafricano Kevin Anderson por 7-6(1) y 6-3, ya en semifinales derrotó al número 5 del mundo Alexander Zverev destruyéndolo por 6-2 y 6-1 para alcanzar su 46.º final en torneos de esta categoría, además venció a Zverev por primera vez, de este modo aseguró desplazar a Roger Federer del segundo lugar del Ranking ATP y quedando a 615 puntos del líder Rafael Nadal al final del torneo. En la final, venció al joven croata Borna Ćorić en dos sets por 6-3 y 6-4 ganando su cuarto título en Shanghái y el 32 en Masters 1000 quedando a uno de Rafael Nadal en esta categoría, y también queda a solo 215 puntos en el ranking tradicional y a 35 en la Race, además ganó el título sin perder un set y sin ceder su servicio, algo que solo han hecho Roger Federer y Alexander Zverev en esta categoría de torneo anteriormente.
Regresa a la competencia en el Masters de París, debuta en la segunda ronda venciendo al portugués João Sousa por 7-5 y 6-1, Tras el retiro de Rafael Nadal al día siguiente, esta victoria le asegura recuperar el número uno del mundo, dos años después de haberlo perdido a manos de Andy Murray, luego venció al bosnio Damir Džumhur 6-1, 2-1 y retiró del bosnio y en cuartos de final eliminó al croata Marin Čilić contra quien perdió su primer set desde la segunda ronda del Abierto de Estados Unidos por un marcador de 4-6, 6-2 y 6-3. En semifinales se enfrentó por 47.ª vez en su carrera al suizo Roger Federer al que venció en un intenso partido de tres horas por 7-6(6), 5-7 y 7-6(3) para así alcanzar su 47.º final en Masters 1000. En la final pierde contra el joven ruso Karén Jachánov por 7-5 y 6-4, finalizando así su racha de 22 victorias consecutivas desde el Abierto de Estados Unidos.
Antes del inicio del Masters de Londres, Rafael Nadal decide poner fin a su temporada debido a una lesión en el tobillo, asegurando a Djokovic que termine como número uno mundial por quinta vez en su carrera. Igualando a Jimmy Connors y Roger Federer teniendo solo a Pete Sampras (6) delante de él. Se convirtió además en el único jugador en terminar como n.º 1 al final del año, habiendo estado fuera del top 20 durante la temporada. Quedó situado en el Grupo Gustavo Kuerten junto al alemán Alexander Zverev, al croata Marin Čilić y el estadounidense John Isner, ganó su primer partido contra Isner en dos sets por 6-4 y 6-3, luego ganó su segundo encuentro de Round Robin contra Zverev por un contundente 6-4, 6-1 y finalmente ganó su último partido de grupo contra Marin Čilić igualmente en dos sets por 7-6(7) y 6-2 quedando como primero en su grupo. En las semifinales derrotó al sudafricano Kevin Anderson por un contundente doble 6-2 para alcanzar su séptima final en un Finals. Mientras se encontraba con 40 juegos de servicio ganados de forma consecutiva y solo 3 puntos de break durante todo el torneo, no encuentra una solución al juego de Alexander Zverev y pierde la final por 4-6 y 3-6. No obstante, su desempeño en las Finales de la ATP lo hizo asegurar una ventaja de casi 1600 puntos sobre el n.º 2 del mundo Rafael Nadal, terminando el año con 9045 puntos.
Djokovic termina el año con un historial de 8-2 vs Top-5 y 15-4 vs Top-10.

### 2019: Séptimo Abierto de Australia, Quinto Wimbledon y 250 semanas como número 1
Comienza la temporada 2019 participando en el Mubadala World Tennis Championship en Abu Dabi que gana por cuarta vez al derrotar al ruso Karén Jachánov por 6-4, 6-2 en semifinales y luego al sudafricano Kevin Anderson en tres sets por 4-6, 7-5, 7-5. Juega su primer torneo oficial de la temporada en Doha, comenzó derrotando fácilmente a Damir Džumhur 6-1, 6-2. En segunda ronda vence con más dificultad a Márton Fucsovics por 4-6, 6-4, 6-1 y en cuartos de final a Nikoloz Basilashvili 4-6, 6-3, 6-4. Fue eliminando en semifinales por Roberto Bautista-Agut por un score de 6-3, 6-7(6), 4-6. También alcanzó las semifinales en el dobles con su hermano Marko Djokovic, siendo eliminados por Pierre-Hugues Herbert y David Goffin por 1-6, 6-3 y 13-15.
Comenzó su 15.ª participación en el Abierto de Australia como principal favorito y con un sólido triunfo en primera ronda contra el estadounidense Mitchell Krueger 6-3, 6-2, 6-2. En segunda ronda venció al finalista de 2008 Jo-Wilfried Tsonga por parciales de 6-3, 7-5, 6-4. En la tercera ronda, jugó por primera vez contra la joven promesa canadiense Denis Shapovalov a quien derrotó en cuatro sets por un score de 6-3, 6-4, 4-6, 6-0. En octavos de final derrotó al ruso Daniil Medvédev por 6-4, 6-7(5), 6-2 y 6-3 luego de unos dos primeros sets muy luchados que le permiten alcanzar sus 43.º cuartos de final de un torneo de Grand Slam en la que superó al japonés Kei Nishikori 6-1, 4-1 y abandonó del nipón, por lo que alcanzó sus 34.º semifinales en Grand Slam, donde derrotó cómodamente al francés Lucas Pouille por 6-0 y doble 6-2, jugando uno de los mejores partidos de su carrera y en la final se enfrenta a Rafael Nadal en su confrontación N.º 53, la segunda en Australia y con Djokovic liderando 27-25. Venció al español por un cómodo 6-3, 6-2, 6-3 ganando su séptimo Abierto de Australia, convirtiéndose en el tenista con más títulos en el Grand Slam asiático (dejando atrás a Roy Emerson y Roger Federer con 6) y llegando a 15 Grand Slam superando a Pete Sampras quedando a dos de Nadal (17) y cinco de Roger Federer (20). También se convirtió en el primer jugador en vencer a Rafael Nadal en sets corridos en una final de Grand Slam, además de ganarle los últimos 8 partidos en pista dura con 17 sets seguidos de por medio y también el único jugador en ganar 3 torneos de Grand Slam consecutivos 3 veces, superando a Roger Federer que tenía dos tripletes de Grand Slam.
Tras un mes de descanso regresó para el primer Masters 1000 de la temporada: Indian Wells siendo eliminado sorpresivamente por Philipp Kohlschreiber en sets corridos. Esto fue seguido por una derrota en cuarta ronda frente a Roberto Bautista en el Masters de Miami. Después de una decepcionante gira por canchas estadounidenses Djokovic comenzó su gira de tierra batida europea jugando el Masters de Montecarlo, perdiendo en cuartos de final contra Daniil Medvédev en tres sets.
Durante el Masters de Madrid alcanzó las 250 semanas como número 1 del mundo en el Ranking ATP. Convirtiéndose en uno de los cinco jugadores en alcanzar 250 semanas en el número 1, después de Roger Federer, Pete Sampras, Ivan Lendl y Jimmy Connors. Venció sucesivamente al estadounidense Taylor Fritz y al francés Jeremy Chardy en sets corridos para alcanzar su 79.º cuartos de final en esta categoría de torneos. Se clasificó directamente para las semifinales después del croata Marin Čilić, venció al austriaco Dominic Thiem por doble 7-6 para clasificarse a su 48.º final de Masters 1000 donde enfrentó al joven griego Stefanos Tsitsipas. Ganó la final en sets corridos por 6-3, 6-4 logrando su tercer título en el Masters de Madrid y se convirtió en el tenista con más títulos de Masters 1000 con 33 junto a Rafael Nadal.
Debido a la demora por fuertes lluvias en el Masters de Roma Djokovic debió jugar 2 partidos en 1 día el día jueves 16 de mayo, batiendo sucesivamente al canadiense Denis Shapovalov y luego al alemán Philipp Kohlschreiber en sets corridos. En cuartos de final se enfrentó con el argentino Juan Martín del Potro en el duelo de la jornada al que venció en más de 3 horas de juego por 4-6, 7-6(6), 6-4 después de salvar dos puntos de partido en la muerte súbita del segundo set. Se clasificó para su 49.º final de Masters 1000 de su carrera al derrotar a Diego Schwartzman en otros tres sets por 6-3, 6-7(2), 6-3 y allí se encontró a Rafael Nadal en su 54.º enfrentamiento con Nole liderando 28-25, Nadal mostraría un gran nivel derrotando al serbio por 6-0, 4-6, 6-1, lo que hace que el mallorquín recupere la ventaja en el número de títulos en Masters 1000.

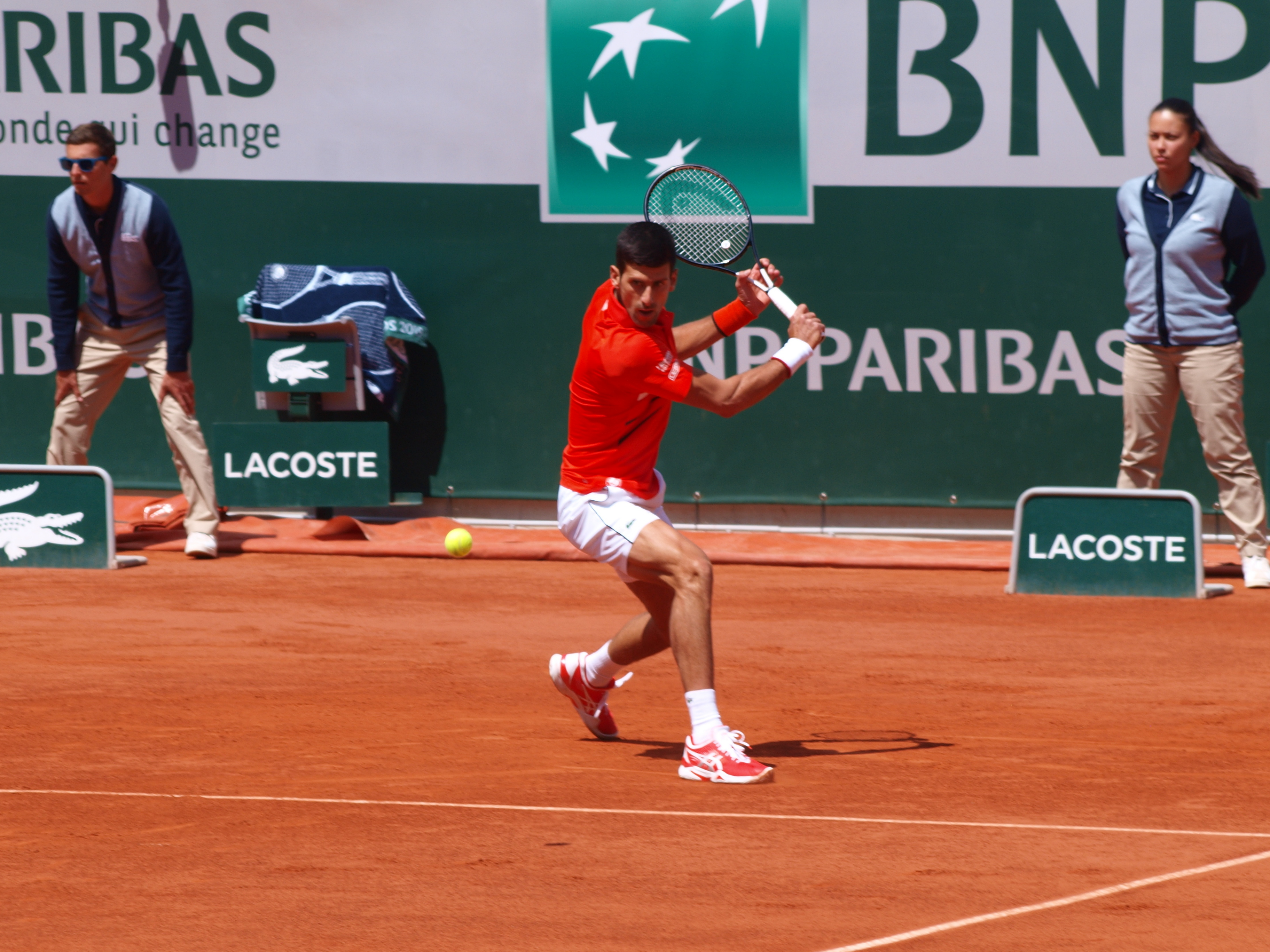
Djokovic a punto de realizar una volea en su duelo contra Alexander Zverev por los cuartos de final de Roland Garros 2019.

Llegó al segundo Grand Slam del año: Roland Garros como el número 1 del mundo y actual campeón de los últimos tres Grand Slam (Wimbledon y Abierto de Estados Unidos 2018, Abierto de Australia 2019) por lo cual es uno de los favoritos para quedarse con la Copa de los Mosqueteros junto a los especialistas en arcilla Rafael Nadal y Dominic Thiem. Ganó sus primeros tres juegos sin perder un set contra Hubert Hurkacz, Henri Laaksonen y Salvatore Caruso clasificándose para octavos de final donde se enfrenta al alemán Jan-Lennard Struff (n.º 45), al que vence por un score de 6-3, 6-3, 6-2 en 1 horas y 33 minutos. Su victoria en cuarta ronda sobre Struff lo convirtió en el primer jugador en llegar a 10 cuartos de final consecutivos en Roland Garros. En su 44.º cuartos de final en Grand Slam, pospuesto por un día debido a las condiciones climáticas, se enfrenta a otro alemán, el joven Alexander Zverev número 5 del mundo, al que domina en tres sets y en 2 horas 9 minutos por 7-5, 6-2, 6-2 a pesar de que en el primer set salvo una bola de set. Clasificándose para su 35.º semifinal de Grand Slam sin perder un set donde se enfrentó al finalista de 2018 y número 4 del mundo Dominic Thiem, uno de los favoritos del torneo. El partido contra Thiem se interrumpió varias veces debido a la lluvia, ráfagas de tormenta y viento que añaden dificultades al juego, y por lo tanto el partido se lleva a cabo durante dos días el viernes 7 y el sábado 8 de junio. Thiem logra obtener ventaja sobre Djokovic después de largos puntos y en cinco sets muy disputados ganó 6-2, 3-6, 7-5, 5-7, 7-5 en 4 horas y 13 minutos cortándole una racha de 26 victorias consecutivas en Grand Slam al serbio. Djokovic se vio molestó en varias ocasiones con el árbitro, especialmente después de recibir una penalización por exceder los 25 segundos para ejercer el servicio.

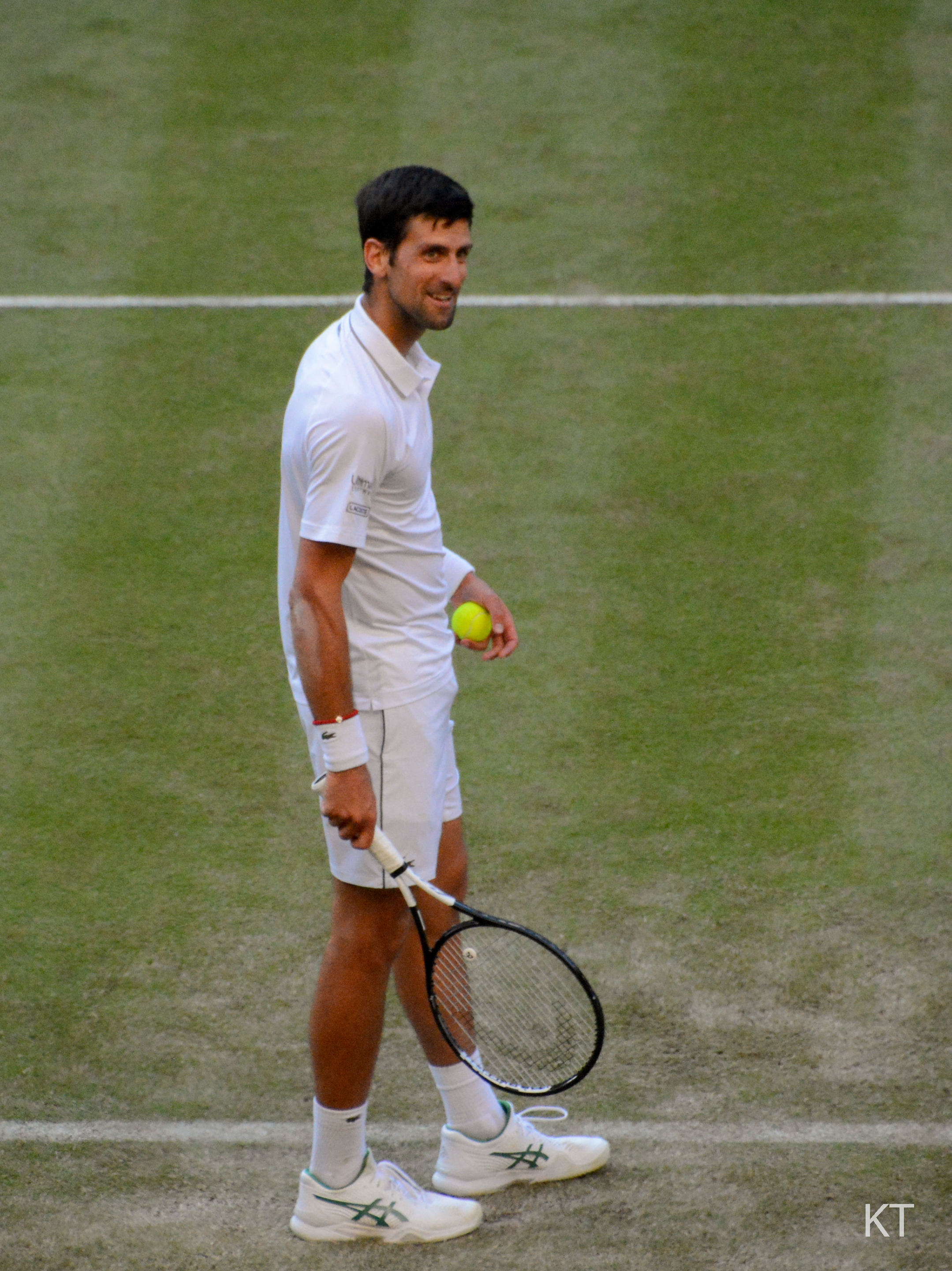
Djokovic durante Wimbledon 2019.

Comienza su gira de césped forma directa en el tercer Grand Slam del año: Wimbledon, comienza derrotando fácilmente al alemán Philipp Kohlschreiber y al estadounidense Denis Kudla en sets corridos. En tercera ronda batió al polaco Hubert Hurkacz en 4 sets por 7-5, 6-7(5), 6-1, 6-4 para acceder a octavos de final. Ahí venció al joven francés Ugo Humbert 6-3, 6-2, 6-3. En su participación 45.ª en cuartos de final de Grand Slam venció a David Goffin de forma categórica por 6-4, 6-0, 6-2. En semifinales venció el español Roberto Bautista por 6-2, 4-6, 6-3, 6-2, quien ya lo había vencido durante la temporada en Doha y Miami. En la final se enfrentó por 48.ª vez en su carrera a Roger Federer, y después de 4 horas y 55 minutos, la final más larga en la historia de Wimbledon, el serbio logró llevarse el triunfo de forma épica después de salvar 2 puntos de campeonato en el quinto set y gana su decimosexto torneo de Grand Slam y quinto en La Catedral con un score de 7-6(5), 1-6, 7-6(4), 4-6 y 13-12 (3). Siendo esta la primera final en La Catedral que termina en un desempate a 12-12.
Decidió bajarse del Masters de Canadá para descansar, tras 1 mes de descanso, Novak Djokovic regresó a la competición en el Masters de Cincinnati como campeón defensor. Después de 3 victorias convincentes en 2 sets contra Sam Querrey (7-5, 6-1), Pablo Carreño (6-3, 6-4) y Lucas Pouille (7-6, 6-1), perdió contra el joven ruso Daniil Medvédev en las semifinales después de ganar el primer set 3-6, 6-3 y 6-3.
Comenzó su defensa del título en el Abierto de Estados Unidos venciendo en las primeras tres rondas, en sets corridos, al español Roberto Carballés (6-4, 6-1, 6-4), al argentino Juan Ignacio Londero (6-4, 7-6(3), 6-1) y al local Denis Kudla (6-3, 6-4, 6-2) para encontrarse con Stan Wawrinka en los octavos de final, contra quien no se enfrentaba desde la final del Abierto de Estados Unidos 2016. Cabe mencionar que el serbio se encontraba arrastrando una lesión en el hombro desde el Masters de Cincinnati, lo que lo llevó a considerar retirarse durante el partido de la segunda ronda con Londero. Pero posteriormente dijo en rueda de prensa después de la tercera ronda que casi "no sentía dolor". Sin embargo, se vio obligado a retirarse en su duelo contra Wawrinka cuando caía 4-6, 5-7 y 1-2 break abajo en el tercer set, después de sentir fuertes dolores en su hombro. Esta es la primera vez desde 2006 que no alcanza al menos las semifinales en Flushing Meadows. La derrota evitó que Djokovic ganara tres de los cuatro Grand Slam de ese año, una hazaña que logró en 2011 y 2015.
Por primera vez en su carrera, decidió ir al Torneo de Tokio durante la gira asiática para prepararse de cara a los Juegos Olímpicos 2020. Ganó el torneo sin perder un set al derrotar al australiano Alexei Popyrin (6-4, 6-2), al japonés Go Soeda (6-3, 7-5), al francés Lucas Pouille (6-1, 6-2), al belga David Goffin (6-3, 6-4) y finalmente al australiano John Millman por 6-3 y 6-2. A la semana siguiente jugó el Masters de Shanghái, comenzó venciendo a Denis Shapovalov y John Isner en sets corridos para avanzar a cuartos de final, donde perdió contra el griego Stefanos Tsitsipas en tres sets por 6-3, 5-7 y 3-6.
Algo debilitado, Djokovic comienza su gira en pista cubierta con el Masters de París-Berçy y con la certeza de que perderá el número 1 a manos de Rafael Nadal al final del torneo. Venció en la primera ronda al francés Corentin Moutet en dos sets 7-6(2), 6-4, luego al británico Kyle Edmund 7-6(7), 6-1 y en cuartos de final se vengó del griego Stéfanos Tsitsipás destruyéndolo por 6-1 y 6-2. En las semifinales, venció al búlgaro Grigor Dimitrov en dos sets apretados por 7-6(5) y 6-4 en un partido de alta calidad para llegar a su 50.ª final en Masters 1000, además logró 9 victorias en 10 partidos oficiales contra Dimitrov. Ganó su quinto Masters de París y su 34.º Masters 1000 en general tras doblegar al joven canadiense Denis Shapovalov (que jugaba su primera final de Masters 1000), en 2 sets por 6-3, 6-4. Con este título, quedó a un solo Masters 1000 del récord absoluto de 35 en poder de Rafael Nadal. Este también fue su 77.º título ATP, que le permite integrar el top 5 de los jugadores más exitosos en la historia del tenis empatando con el estadounidense John McEnroe.
En el ATP Finals fue eliminado en fase de grupos con una victoria en dos sets (6-2, 6-1) contra el italiano Matteo Berrettini y dos derrotas contra el austríaco Dominic Thiem en tres sets 7-6(5), 3-6, 6-7(5) y el suizo Roger Federer en dos sets 6-4, 6-3 (su primera derrota ante Federer desde 2015). Esta es la primera vez desde 2011 que no supera el Round Robin, al mismo tiempo se le asegura que no terminará el año como número 1 por sexta vez en su carrera en desmedró de Rafael Nadal.
Cerró la temporada jugando las Finales de la Copa Davis 2019 en Madrid, España sobre pista dura cubierta. Quedaron situados en el Grupo A con Japón y Francia, debutaron en la segunda jornada y vencieron 3-0 a la nación nipona, Novak colaboró al ganar el segundo punto contra Yoshihito Nishioka 6-1, 6-2. En la última jornada definieron clasificación contra Francia y terminaron venciendo 2-1; Nole cerró la llave nuevamente en el segundo tras doblegar doble 6-3 a Benoît Paire. En cuartos de final enfrentaron a Rusia, comenzaron con el pie izquierdo ya que Filip Krajinović perdió contra Andréi Rubliov, ya en el segundo punto Novak salió con la misión de vencer a Karén Jachánov para seguir con vida, algo que cumplió al batirlo doble 6-3. El dobles fue el punto decisivo de la serie y Novak hizo dupla con Viktor Troicki, con quien perdió contra la dupla Jachánov/Rubliov por 4-6, 6-4 y 6-7(8) quedando eliminada Serbia de la Copa Davis y también poniéndole fin a la temporada 2019 de Novak Djokovic.
Djokovic terminó el año con un 4-4 vs Top-5 y 9-6 vs Top-10.

### 2020: Copa ATP, Octavo abierto de Australia y sexto año finalizando como número 1
En la Copa ATP inaugural de 2020, Djokovic llevó a Serbia al título al anotar seis victorias, incluidas las victorias sobre Daniil Medvédev en las semifinales y Rafael Nadal en la final. En el Abierto de Australia, derrotó a su rival Roger Federer en sets seguidos en el camino a la final, donde venció a Dominic Thiem en cinco sets. Esto marcó la octava victoria de Djokovic en el Abierto de Australia 2020 y el 17.º título de Grand Slam. También recuperó el puesto número 1 del mundo en el ranking ATP. Djokovic luego ganó el título en el Campeonato de Tenis de Dubái por quinta vez, derrotando a Stefanos Tsitsipas en la final. En junio, ya desatado la pandemia por COVID-19 en el mundo, Djokovic dio positivo por COVID-19 durante el Adria Tour, una serie de juegos de exhibición de caridad en los Balcanes que ayudó a organizar. Djokovic fue criticado por realizar el evento con falta de distanciamiento social y otras precauciones tomadas contra COVID-19. El último partido de la gira fue cancelado luego de que varios jugadores, sus parejas y entrenadores dieran positivo por el virus. Djokovic dijo que estaba "profundamente arrepentido", admitiendo que él y los organizadores "se equivocaron" al seguir adelante con el evento y que creían que el torneo cumplía con todos los protocolos de salud. También dijo que muchas de las críticas eran maliciosas y agregó: "Obviamente es más que una simple crítica, es como una agenda y una caza de brujas".
Con la reanudación del ATP Tour, Djokovic derrotó a Milos Raonic para ganar su segundo título de Masters de Cincinnati. Al hacerlo, ganó su título de Masters número 35, completando el segundo Golden Masters de su carrera. En la cuarta ronda del US Open, Djokovic fue suspendido después de golpear accidentalmente a un oficial de línea en la garganta con una pelota de tenis durante su partido de cuarta ronda contra Pablo Carreño Busta. La Asociación de Tenis de los Estados Unidos le quitó a Djokovic todos los puntos de clasificación que habría ganado en el torneo y lo multó con el dinero del premio que habría ganado si no hubiera ocurrido el incidente. El 21 de septiembre, Djokovic superó a Pete Sampras por el segundo mayor número de semanas como el jugador número 1 del mundo de la ATP.
Djokovic luego ganó un título récord de 36 Masters 1000 y su quinto en Roma, derrotando a Diego Schwartzman en la final. En el Abierto de Francia reprogramado, Djokovic perdió en sets seguidos ante Rafael Nadal en la final. Djokovic luego jugó en el Abierto de Viena, donde fue derrotado en los cuartos de final por Lorenzo Sonego en dos sets. En las Finales ATP, Djokovic perdió ante Daniil Medvédev en el round robin, pero derrotó a Alexander Zverev y Diego Schwartzman. Luego perdió su partido de semifinales ante Dominic Thiem. El 21 de diciembre, Djokovic alcanzó la semana número 300 de su carrera como el tenista individual número 1 del ranking.
Djokovic termina el año con un historial de 4-3 vs Top-5 y 10-3 vs Top-10.

### 2021: Tres Grand Slam, sexto título del Masters de París, récords de semanas y temporadas finalizadas como número 1
Djokovic comenzó su temporada 2021 jugando para Serbia como campeón defensor en la Copa ATP, pero el país balcánico fue eliminada en la fase de grupos a pesar de que Djokovic ganó sus dos partidos individuales. Luego pasó a ganar su 18.º título importante y el noveno título que amplía el récord en el Abierto de Australia, sobre Daniil Medvédev en la final. El 1 de marzo, Djokovic igualó el récord de la Era Abierta de Roger Federer de 310 semanas como número 1 del mundo y posteriormente lo superó. Al 23 de mayo de 2022, las semanas en el número uno son 371. Djokovic jugó a continuación en el Masters de Montecarlo, donde perdió su partido de tercera ronda ante Dan Evans. Djokovic luego jugó en el Abierto de Serbia, perdiendo una larga semifinal de tres sets ante Aslan Karatsev. En el Abierto de Italia, Djokovic derrotó a Stefanos Tsitsipas y Lorenzo Sonego, pero perdió en una final de tres sets ante Rafael Nadal.
En el Abierto de Francia, Djokovic avanzó a la final después de derrotar a Rafael Nadal en una épica semifinal de cuatro sets. Marcó solo la segunda derrota de Nadal ante Djokovic (y la tercera derrota en general) en el evento. En la final, Djokovic remontó dos sets abajo para derrotar a Stefanos Tsitsipas en cinco sets. Se convirtió en el primer jugador en la Era Abierta en ganar un Grand Slam después de regresar de un déficit de dos sets en dos partidos separados; Djokovic también se convirtió en el tercer hombre en ganar los cuatro Grand Slam de individuales dos veces, y el primero en hacerlo en la Era Abierta.
En el Campeonato de Wimbledon 2021, Djokovic registró la victoria número 100 en una cancha de césped al llegar a las semifinales y derrotó a Matteo Berrettini en la final para reclamar su sexto título de Wimbledon e igualar el récord histórico de Federer y Nadal de 20 títulos importantes de individuales masculinos. Djokovic se convirtió en el segundo jugador en ganar GS en tres superficies diferentes en el mismo año (después de Nadal en 2010) y el quinto hombre en la Era Abierta en lograr el "Channel Slam", ganando el Abierto de Francia y Wimbledon en el mismo año. Djokovic abrió su temporada de verano en cancha dura en los Juegos Olímpicos de Tokio, donde buscó mejorar su resultado de medalla de bronce en Beijing 2008. Sin embargo, perdió en las semifinales ante Alexander Zverev y luego ante Pablo Carreño Busta en el partido por la medalla de bronce. Djokovic también compitió en dobles mixtos con Nina Stojanović; la pareja perdió en las semifinales ante Aslan Karatsev y Elena Vesnina, luego se retiró de su partido por la medalla de bronce contra la número 1 de la WTA Ashleigh Barty y John Peers, con Djokovic citando una lesión en el hombro.
Djokovic luego ingresó al US Open compitiendo por ser el tercer hombre en la historia en lograr el Grand Slam en individuales masculinos. En la tercera ronda, Djokovic se enfrentó a Kei Nishikori y perdió el primer set, pero ganó los siguientes tres sets para avanzar; repitió este patrón contra Jenson Brooksby y Matteo Berrettini. En las semifinales, derrotó a Alexander Zverev en cinco sets, para avanzar a su 31.ª final de Grand Slam, que iguala un récord. Allí se enfrentó a Daniil Medvédev, pero perdió en dos sets, acabando con sus posibilidades de lograr el Grand Slam.
En el Rolex Paris Masters, Djokovic derrotó a Hubert Hurkacz para llegar a la final, lo que aseguró el ranking n.º 1 de fin de año por séptima vez, rompiendo el récord histórico de Pete Sampras. En la final, se vengó de su derrota en el US Open ante Daniil Medvédev para ganar su sexto título del Masters de París y registrar el 37.º título ATP Masters 1000 en general. En las Finales de la ATP de 2021, Djokovic fue derrotado en las semifinales por Zverev. Djokovic terminó la temporada llevando a Serbia a las semifinales de las Finales de la Copa Davis 2021, donde perdió ante Croacia.
Djokovic finaliza 2021 con un récord 7-4 frente a Top-5 y 14-4 vs Top-10.

### 2022: Veto en Australia, séptimo Wimbledon, sexto título del Masters de Roma, 90 títulos, 1000 victorias ATP, sexto título y récord de ATP Finals
Al comenzar 2022, Djokovic viajaba a Australia para defender el título logrado en el torneo de 2021, pero ante su negativa a vacunarse contra la COVID-19, el gobierno australiano le negó la visa para poder entrar al país. Djokovic estuvo en un centro de detención de migrantes, un hotel, en espera de una audiencia. El 10 de enero, la corte emitió un fallo a favor de Djokovic, ordenando su liberación y que se pagaran sus gastos legales. El 12 de enero, Djokovic admitió que había incumplido con las reglas de confinamiento establecidas por el gobierno de Serbia, además de haber incluido información falsa en un trámite migratorio al entrar al país.
En abril y mayo, participó en los torneos de Masters de Madrid, donde cayó ante el campeón Carlos Alcaraz, y Masters de Roma, título que ganó a Stéfanos Tsitsipás en la final 6-0, 7-6 (5), en lo que fue su 38 trofeo de ATP Tour Masters 1000.
Además, jugó en el Torneo de Roland Garros, en donde era el campeón defensor, sin embargo perdió en cuartos de final contra Rafael Nadal.
El 10 de julio de 2022, ganó el Campeonato de Wimbledon 2022 en vencer en la final al australiano Nick Kyrgios por 4-6,6-3, 6-4, 7-6(3), en lo que fue su 21° trofeo de Grand Slam.
En un comunicado dado el 20 de julio de 2022, anunció que no jugaría en el Abierto de Estados Unidos 2022 tras la confirmación por la organización de que seguiría las recomendaciones de Estados Unidos, no admitiendo a persona no vacunadas contra el coronavirus, confirmando el 25 de agosto de 2022, su no presencia.
En un comunicado dado el 6 de septiembre de 2022, confirmó que no estará defendiendo a su país en la Copa Davis 2022, debido a que su hermano menor Djordje Djokovic se casa el 12 de septiembre, por lo que no estará disponible.
Volvió a las pistas en septiembre, cuando ganó el Torneo de Tel Aviv, un torneo ATP tour 250, derrotando a Marin Čilić en la final. En octubre ganó el Torneo de Astaná, un torneo ATP tour 500, venciendo a Stéfanos Tsitsipas en la final.
Llegó a las finales del ATP 2022, donde derrotó al sexto cabeza de serie Andrey Rublev y al cuarto cabeza de serie Daniil Medvédev para llegar a las semifinales. Alcanzó su octava final en este evento al derrotar a Taylor Fritz para asegurar su decimoquinto final de año entre los 5 primeros en la clasificación, colocándolo a una victoria de levantar un trofeo de final de sexta temporada que empata un récord. Derrotó a Casper Ruud para ganar un sexto título récord en las Nitto ATP Finals. También es el primer jugador en ganar las Finales ATP en tres décadas diferentes: 2000, 2010 y 2020, cerrando así su temporada 2022 con 42 victorias y 7 derrotas.

### 2023: Décimo Abierto de Australia, tercer Roland Garros, cuarto Abierto de Estados Unidos, regreso al número 1 y récord de Grand Slams
En enero de 2023, Djokovic obtuvo el triunfo en el Torneo de Adelaida, al imponerse al estadounidense Sebastian Korda.
La semana siguiente jugó un evento de exhibición contra Nick Kyrgios, a pesar de las preocupaciones por lesiones en los isquiotibiales.
Djokovic pudo jugar el Abierto de Australia, después de su veto en 2022 por no estar vacunado contra la COVID-19. Perdió solo un set en el camino a la final, donde derrotó a Stefanos Tsitsipas en sets seguidos para alcanzar su décimo título en el Abierto de Australia, que extiende el récord; empatar con Nadal a 22 títulos de Grand Slam en la Era Abierta; y recuperar el número 1 de manos de Carlos Alcaraz, quien no disputó el torneo por lesión. Posterior a la gira australiana, disputó el torneo de Dubái, donde llegó hasta las semifinales con derrota en dos sets ante Daniil Medvédev.
Ya en la temporada de tierra europea, comenzó por el Masters 1000 de Mónaco, donde tan solo acumuló una victoria para caer en 3.ª ronda ante Lorenzo Musetti. Después, viajó al torneo 250 disputado en la localidad bosnia de Banja Luka con idéntico resultado, perdiendo con su compatriota Dušan Lajović. La siguiente parada fue el Masters 1000 de Roma, donde acumuló victorias ante Etcheverry, Dimitrov y Norrie hasta caer en los cuartos de final ante Holger Rune por 2-6, 6-4 y 2-6.
El 29 de Mayo comenzaba su andadura en Roland Garros, donde en primera ronda venció en sets corridos al estadounidense Aleksandar Kovacevic, en segunda ronda al húngaro Márton Fucsovics y en tercera ronda en un partido más disputado al español Alejandro Davidovich. Ya en la segunda semana, derrota en sets corridos a una de las sorpresas del torneo, el peruano Juan Pablo Varillas, y es en cuartos de final donde pierde su primer set ante Karén Jachánov, solventando el partido al remontar los tres siguientes. En las semifinales, se enfrentó, en la que parecía la final anticipada al español Carlos Alcaraz, en ese momento, número 1 del mundo. Tras un primer set muy duro resuelto en el tie break a favor de Novak, el segundo se lo llevó el murciano. Cuando la situación se encontraba igualada en sets, al comienzo del tercer juego del tercer set, Alcaraz sufrió pinchazos musculares en la rodilla izquierda, lo que le lastró en los dos siguientes sets que cayeron de manera sencilla para el lado de Djokovic. La final, ante el noruego Casper Ruud, quien también había perdido la del año 2022 ante Rafa Nadal, discurrió con un primer set que acabó en el tie break a favor de Novak, y los dos sets siguientes de manera más dominadora, terminando con un resultado de 7-6(1), 6-3 y 7-5, lo que le permitió alzarse con su tercer Roland Garros y desempatar el récord de Grand Slam con Nadal, alzándose en la cumbre con 23 títulos.
Tras su tercera victoria en París, y de manera similar a otras temporadas, se presenta en Wimbledon sin jugar previamente ningún torneo de hierba. Sin dificultades accede a 4.ª ronda sin dejarse ningún set ante Pedro Cachín, Jordan Thompson y Stan Wawrinka. Tras esas sencillas rondas cede un parcial en octavos contra Hubert Hurkacz y otro contra Andrey Rublev en cuartos. Solventa de manera efectiva las semifinales al derrotar a Jannik Sinner en sets corridos. Y en la gran final, un duro encuentro ante Carlos Alcaraz, cede por 1-6, 7-6 (6), 6-1,3-6 y 6-4 en lo que será el primer título en la hierba británica para el tenista español, que se colocará provisionalmente como número 1 del mundo.
La gira norteamericana de verano será un éxito para el tenista serbio, que renuncia a jugar en Canadá y directamente se presenta en Cincinnati, donde vence la final a Carlos Alcaraz en un épico partido a 3 sets con una duración de 3h y 47 minutos y un marcador favorable de 5-7, 7-6 (7) y 7-6 (4). Posteriormente dará comienzo el cuarto y último Grand Slam del año, el US Open. Avanza las dos primeras rondas sin dejarse ningún parcial ante Alexandre Müller y Berbabé Zapata. En la tercera ronda ha de remontar dos sets a cero en contra ante su compatriota Laslo Djere. En octavos vence a Borna Gojo, en cuartos a Taylor Fritz y en semifinales, con polémica incluida por la celebración final, a la joven promesa de Ben Shelton, la revelación del torneo. La final se disputa el domingo 10 de septiembre, tomándose la revancha de 2021 ante Daniil Medvédev, en un segundo set de récord en el torneo por su duración (1h y 45 minutos) por un marcador final de 6-3, 7-6 (5) y 6-3, consiguiendo así su cuarto US Open y vigésimo cuarto título de Grand Slam.

## Estilo de juego
Djokovic es un jugador de toda la cancha, con énfasis en el juego agresivo. Sus golpes de fondo son consistentes, profundos y penetrantes. Es un jugador agresivo que intenta siempre llevar al rival de un lado a otro de la pista y con ello consigue cambiar constantemente el ritmo del juego y así logra hacer puntos ganadores. Su revés y su devolución de servicio son ampliamente considerados como los mejores en la actualidad. Su mejor arma es su revés paralelo, con gran potencia y precisión. También es conocido como uno de los jugadores a los cuales hacerle aces y tiros ganadores es muy difícil, debido a su gran devolución, agilidad y flexibilidad superior, su excelente predicción y su capacidad técnica defensivamente. Después de grandes dificultades técnicas durante la temporada 2009, su servicio es una de sus principales armas, ganando muchos puntos con él, su primer servicio suele ser plano, mientras que en el segundo prefiere usar slice. Tal vez su única debilidad son los golpes de volea y remate, aunque los ha ido mejorando con el paso de los años. De vez en cuando Djokovic emplea disimuladamente la dejada underspin de revés. A partir de la temporada 2020, Novak empezó a usar más las dejadas, lo cual le ha dado grandes resultados, sobre todo en tierra batida.
Después de su victoria en Montreal 2011, el entrenador de tenis Nick Bollettieri, declaró que Djokovic "es el jugador más completo de todos los tiempos. Él tiene revés, derecha, servicio, segundo servicio, el movimiento, la mentalidad, y puede jugar igual de bien en cualquier superficie". En la evaluación de su temporada 2011, Jimmy Connors dijo que muchos de los listados de los oponentes que van a la derecha de Novak, convierten su defensa en ataque también. Pat Cash declaró que el rendimiento de Djokovic en la temporada 2011 lo coloca entre los mejores jugadores de la historia. "Siento que Djokovic es mejor que Federer en su mejor momento, porque tiene una mayor oposición", dijo Cash.

### Apartado psicológico
Uno de los aspectos más reconocidos del juego de Djokovic es su fortaleza mental, que con el tiempo reforzó valiéndose de técnicas como la meditación, el control de la respiración o la visualización. El espíritu de perseverancia del tenista posiblemente se desarrolló en respuesta al contexto donde creció: la Serbia de la década de 1990, un escenario de crisis y de guerra del que su familia hubo de sobreponerse. Además, como remarcó Todd Martin, uno de sus entrenadores, más que motivarse a triunfar, Djokovic se «resiste al fracaso». Su fuerza de voluntad se demostró en las múltiples oportunidades en que ganó encuentros donde previamente había tenido puntos de partido o incluso de campeonato en contra.
Djokovic es un tenista efusivo que no duda en partir raquetas para sobrellevar la frustración, aunque, lejos de dejar que las emociones lo superen, inmediatamente después recupera la compostura y es capaz de continuar compitiendo a un nivel alto. Al margen de su propia mente, en ocasiones dispone de una serie de «trucos psicológicos» para doblegar a los rivales, como observar al oponente hasta en los detalles más minúsculos, en busca de debilidades; utilizar al público en contra a su favor, tal como hizo en la final de Wimbledon 2019 ante Federer, donde los aficionados «coreaban por Roger y yo oía: "¡Novak! ¡Novak!"»; y, en definitiva, haciendo uso de la experiencia, que le ha ayudado a sortear mejor la presión. El deportista ha desplegado esta faceta de su repertorio con contemporáneos, como la ya mencionada ocasión ante Federer, del mismo modo que con jóvenes como Carlos Alcaraz.

## Rivalidades

### Ante Rafael Nadal

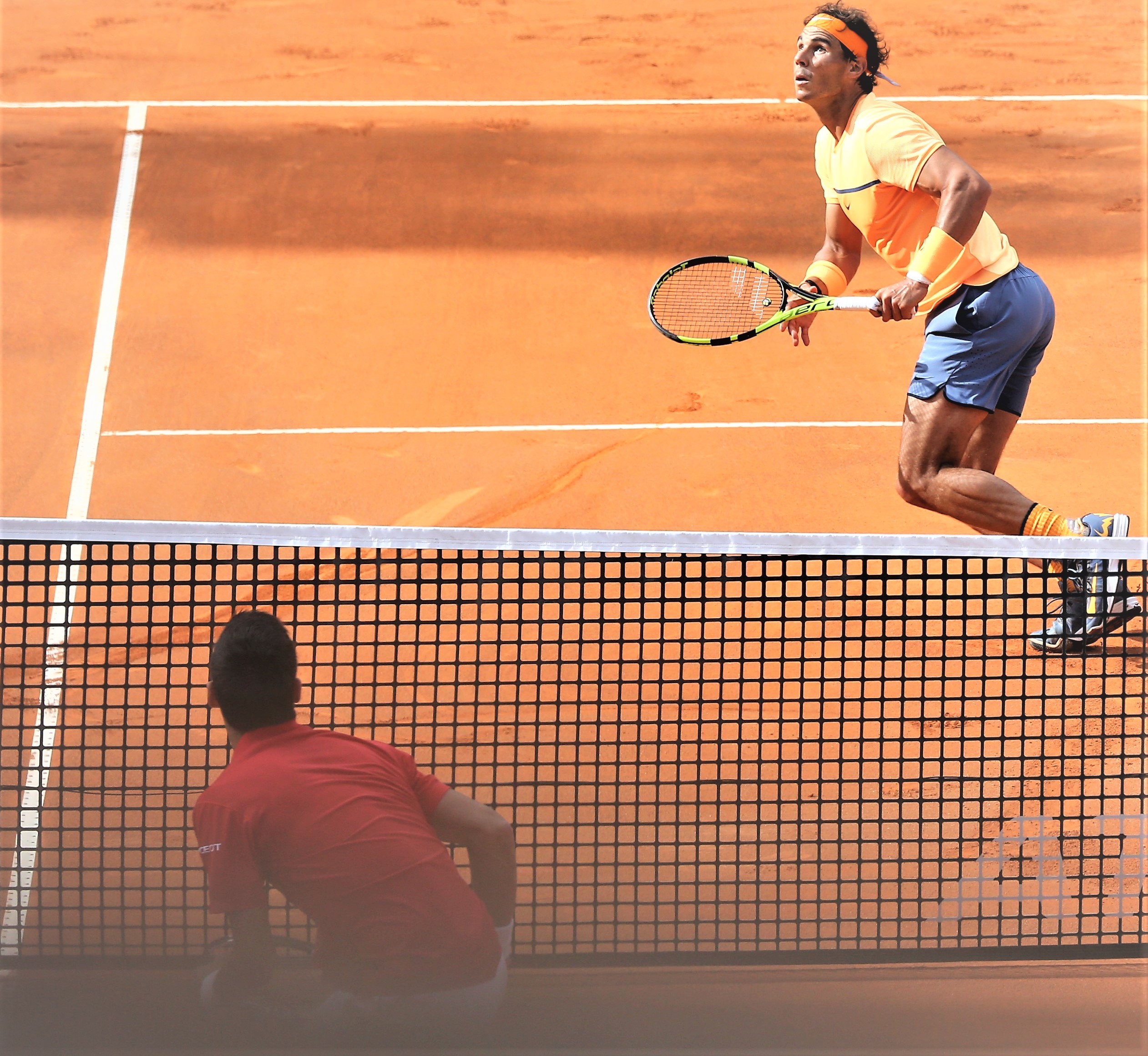
Nadal y Djokovic en Roma 2016

Djokovic y Rafael Nadal se han enfrentado en 60 ocasiones, un récord en la Era Abierta para los enfrentamientos entre jugadores masculinos, Djokovic actualmente lidera 31-29. Están empatados en Césped 2-2 y Nadal lidera en arcilla 20-9, mientras que Djokovic lidera en pistas duras 20-7. Esta rivalidad aparece como la tercera mayor rivalidad en la década de 2000 por ATPworldtour.com.
Djokovic es el primer jugador en tener al menos diez partidos, y al mismo tiempo al menos treinta ganados contra Nadal y la única persona en vencer a Nadal siete veces consecutivas (lo cual hizo dos veces). Los dos comparten el récord del partido más largo en un final de Grand Slam (5 horas y 53 minutos), que fue en la final del Abierto de Australia 2012.
En la final de Wimbledon 2011, Djokovic ganó en cuatro sets, que fue su primera victoria sobre Nadal en Majors. Djokovic también derrotó a Nadal en la final del Abierto de Estados Unidos 2011 para lograr su tercer título de Grand Slam en 2011 y el cuarto en general. Al vencer a Nadal, Djokovic se convirtió en el segundo jugador en derrotar a Nadal en más de una final de Grand Slam (el otro es Federer), y el primer jugador en vencer a Nadal en una final de Grand Slam diferente al césped (Wawrinka venció a Nadal en la final del Abierto de Australia 2014). En 2012, Djokovic derrotó a Nadal en la final del Abierto de Australia, lo que convirtió a Nadal en el primer jugador en perder tres finales consecutivas de Grand Slam.
En el Masters de Montecarlo 2012 en abril, Nadal finalmente venció a Djokovic por primera vez desde noviembre de 2010. Se habían enfrentado en siete finales desde enero de 2011 hasta enero de 2012, todas ganadas por Djokovic. Nadal nuevamente derrotó a Djokovic en la final del Masters de Roma 2012.
En Roland Garros 2012, Djokovic se enfrentó a Nadal en la final. Por segunda vez en la historia del tenis, dos jugadores de tenis completamente distintos jugaron cuatro finales consecutivas de Grand Slams uno contra el otro. También se convirtieron en los únicos jugadores en la historia, a excepción de Venus y Serena Williams, que se enfrentaron al mismo oponente en la final de cada uno de los cuatro eventos de Grand Slam. Nadal finalmente ganó en cuatro sets luego de múltiples demoras por lluvia que obligaron a que la final concluya el lunes por la tarde.
En 2013, Djokovic derrotó a Nadal en sets corridos en la final del Masters de Montecarlo para hacerse con su primer título en Montecarlo. Esta fue su tercera victoria en arcilla contra Nadal. En la semifinal de Roland Garros, Nadal derrotó a Djokovic para subir su récord a 20-15 contra Djokovic, y nuevamente en la semifinal del Masters de Montreal. El 9 de septiembre de 2013, Djokovic perdió ante Nadal en la final del Abierto de Estados Unidos 2013 en cuatro sets. En 2014, Djokovic derrotó a Nadal en 3 sets en la final del Masters de Roma 2014 para lograr su tercer título en Italia. En el Roland Garros 2014, jugaron en la final, con Djokovic intentando lograr el Grand Slam Carrera. Nadal ganó en cuatro sets para capturar el Abierto de Francia por novena vez.
En Roland Garros 2015, Djokovic finalmente derrotó al nueve veces campeón y cinco veces campeón defensor consecutivo en Roland Garros, lo que puso fin a la racha de 39 partidos ganados de Nadal en el Abierto de Francia. Se convirtió en el segundo hombre en la historia en derrotar a Nadal en el torneo (después de Robin Soderling en 2009), y el primero en hacerlo en sets corridos.
En Wimbledon 2018, los dos se enfrentaron entre sí en las semifinales. Este partido se convirtió en su segundo partido más largo y solo su tercer partido de cinco sets, que se extendió por 5 horas y 17 minutos durante dos días. Djokovic rompió el saque de Nadal en el 18.º juego del quinto set para ganar 10-8, luego de salvar tres puntos de quiebre en el 7-7 que le hubieran permitido a Nadal servir para el partido. Esta fue la primera derrota de Nadal en las semifinales de un Grand Slam desde el Abierto de Estados Unidos 2009, y su primera derrota en las semifinales de Wimbledon.
Djokovic entró al Abierto de Australia 2019 como el principal favorito y Nadal como 2.º. Ambos llegaron a la final del torneo australiano, en la que venció al 2.º cabeza de serie Rafael Nadal en sets corridos, ganando así su 15.º Grand Slam y un récord del 7.º Abierto de Australia.
En Roland Garros 2020, disputado excepcionalmente durante el mes de octubre debido a la pandemia provocada por el COVID-19. Disputó la final contra Rafael Nadal, perdiendo en tres sets (6-0, 6-2 y 7-5).
En los Juegos Olímpicos de París 2024, Djokovic venció a Nadal en la segunda ronda del certamen por 6-1 y 6-4.

### Ante Roger Federer

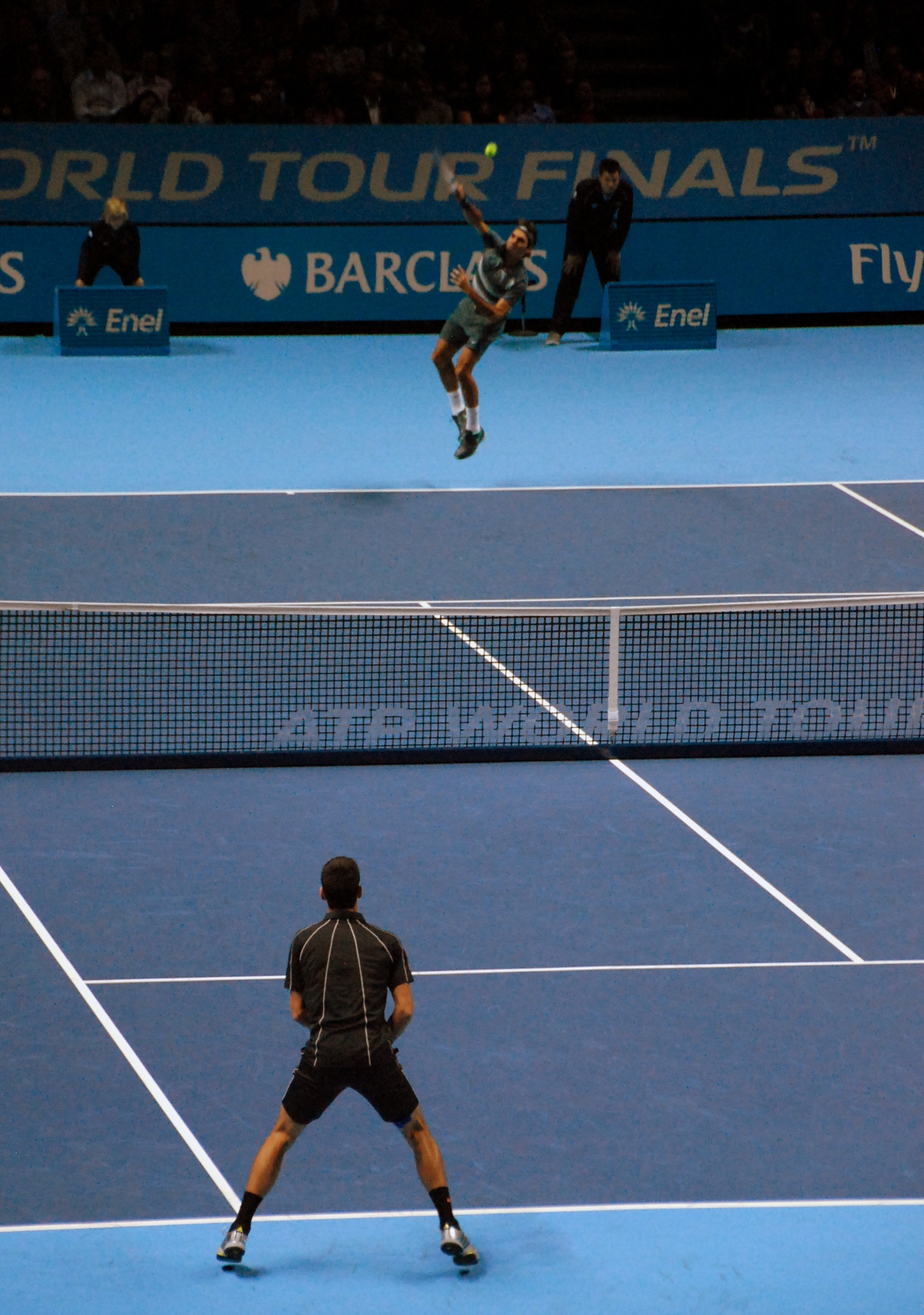
Djokovic y Federer en el ATP World Tour Finals 2013.

Djokovic y Roger Federer se han enfrentado en 50 veces (sin incluir la final del ATP World Tour Finals 2014 cuando hubo un walkover a favor de Djokovic), y Djokovic actualmente lidera 27-23. Se dividen 4-4 en tierra batida, Djokovic lidera 20-18 en cancha dura, también lidera en hierba 3-1. Djokovic es el único jugador, aparte de Nadal, que derrotó a Federer en torneos consecutivos de Grand Slam. Federer cortó la racha de 41 partidos ganados seguidos de Djokovic en la temporada 2011 (Desde un comienzo del año) en las semifinales de Roland Garros 2011. Sin embargo, Federer perdería frente a Djokovic el año siguiente en sets corridos. Djokovic jugó contra Federer en su primera final de Grand Slam en el Abierto de Estados Unidos 2007 y perdió en tres sets.
Djokovic tiene la mayor cantidad de victorias ante Federer. Los dos tuvieron cinco encuentros en el Abierto de Australia (2007-2008-2011-2016-2020), con Federer venciendo en sets corridos en 2007 y Djokovic prevaleciendo en sets corridos en 2008 2011 2020 y en 4 sets en 2016. Los dos se enfrentaron durante cinco años consecutivos en el Abierto de Estados Unidos con Federer triunfante en sus primeros tres encuentros, mientras que sus dos últimas reuniones (en 2010 y 2011) fueron partidos de cinco sets en los que Djokovic salvó dos puntos de partido antes de pasar a ganar. El 6 de julio de 2012, Djokovic perdió contra Federer en la semifinal de Wimbledon. El 12 de noviembre de 2012, Djokovic ganó el ATP World Tour Finals 2012 al derrotar a Roger Federer en sets corridos en la final. Los dos se encontraron nuevamente durante la final de Wimbledon 2014 con Djokovic emergiendo victorioso después de un partido de cinco sets y con la victoria reclamando el primer puesto contra Nadal.
Federer se retiró de la final del ATP World Tour Finals 2014 y Djokovic defendió con éxito su título, el primer walkover en una final en los 45 años de historia del torneo. En Wimbledon 2015, a pesar de "un extraordinario desempate en el segundo set en el que Federer salvó siete puntos de set para igualar el partido" en 1-1 en sets, Djokovic se llevó la victoria en 4 sets e incluso igualó el frente a frente entre los dos jugadores. Los dos se enfrentaron de nuevo en otra final de Grand Slam en 2015, esta vez en el Abierto de Estados Unidos 2015, donde Djokovic derrotó a Federer en 4 sets apretados para reclamar su segundo título del Abierto de Estados Unidos y el décimo en Grand Slam.
Los dos también se enfrentarían en las semifinales del Abierto de Australia 2016, donde Djokovic jugó un tenis prácticamente impecable en los primeros dos sets para finalmente obtener una victoria por 6-1, 6-2, 3-6, 6-3 en su ruta para lograr su 6.º Abierto de Australia y su 11.º título de Grand Slam.
Su último enfrentamiento en una final de Grand Slam fue en la final de Wimbledon 2019, en la que el serbio venció al suizo tras 4 horas y 57 minutos y salvando dos puntos para campeonato en el 7-8 (15-40). Ha sido la final más larga en la historia del torneo. Djokovic se alzó con su quinto título de Wimbledon y su decimosexto Grand Slam.

### Ante Andy Murray
Djokovic y Andy Murray se han enfrentado en 36 veces con Djokovic liderando 25-11. Djokovic lidera 5-1 sobre tierra batida, 20-8 sobre pista dura, y Murray lidera 2-0 sobre hierba. Los dos son casi exactamente de la misma edad, siendo Murray una semana mayor que Djokovic. Fueron juntos al campamento de entrenamiento y Murray ganó el primer partido que jugaron cuando eran adolescentes. Ambos se han enfrentado 19 veces en finales y Djokovic lidera 11-8.
Diez de las finales fueron en Masters 1000, y están empatados en 5-5. Su juego más notable en esta categoría fue un épico partido a tres sets en la final del Masters de Shanghái 2012, en el segundo set Murray tuvo cinco puntos de campeonato; sin embargo, Djokovic salvó cada uno de ellos, obligando a un set decisivo. Finalmente se impuso para ganar su primer título en el Masters de Shanghái, poniendo fin a la racha ganadora de 12-0 de Murray en este torneo. Este, y el partido a tres sets que se jugó en Roma 2011, fueron votados como el partido del año del ATP World Tour, para las respectivas temporadas.
Se han enfrentado en siete finales de Grand Slam: el Abierto de Australia 2011, el Abierto de Estados Unidos 2012, Australia 2013, Wimbledon 2013, Australia 2015, Australia 2016 y el más recientemente, Roland Garros 2016. Djokovic ganó las cuatro veces en Australia y la de Roland Garros, mientras que Murray se emergió con la victoria en el Abierto de Estados Unidos y Wimbledon.
Djokovic y Murray también jugaron un partido de semifinales de casi cinco horas de duración en el Abierto de Australia 2012, que Djokovic ganó 7-5 en el quinto set después de que Murray liderará dos sets a uno. Murray y Djokovic se volvieron a encontrar en 2012 en los Juegos Olímpicos de Londres, con Murray ganando en sets corridos. Los dos se enfrentaron en la final de Wimbledon 2013, donde el segundo favorito Murray derrotó a Djokovic en sets corridos, fue la primera vez desde 2010 que Djokovic no pudo ganar un set en un partido de Grand Slam. En la final del Masters de París 2015, Djokovic triunfó en dos sets y se convirtió en el primer hombre en ganar seis torneos de Masters 1000 en una temporada. En la final del Abierto de Australia 2016, en una revancha de la final anterior, Djokovic ganó en tres sets y logró su sexto título en el Abierto de Australia.
En la temporada de tierra batida de 2016, Djokovic y Murray se enfrentaron en la final del Masters de Madrid, donde Djokovic capturó su título 29 de Masters 1000 en tres sets. Sin embargo, una semana después, Murray venció cómodamente a Djokovic en sets corridos en la final del Masters de Roma, negando a Djokovic su trigésima corona de Masters 1000 e interrumpiendo su camino para convertirse en el primer jugador en superar los 100 millones de dólares. marca de dinero del premio. En la cima de la gira de tierra batida, en Roland Garros 2016, Djokovic y Murray se encontraron una vez más en la final. A pesar de perder el primer set 3-6, Djokovic pasó a ganar los siguientes tres sets por 6-1, 6-2, 6-4 y lograr su primer título en Roland Garros. Esta victoria completó el Grand Slam carrera, además Djokovic le negó a Murray su primer título en la capital francesa.

### Ante Stan Wawrinka
Djokovic y Stan Wawrinka se han enfrentado en 25 ocasiones con Djokovic liderando 19–6, sin embargo, los dos han disputado numerosos partidos cercanos, incluyendo a cuatro o cinco sets en Grand Slam. Wawrinka y Djokovic se enfrentaron durante tres años consecutivos en el Abierto de Australia, con cinco sets cada uno y cinco sets en el Abierto de Estados Unidos: en la cuarta ronda del Abierto de Australia 2013, Djokovic ganó 12-10 el quinto set; en las semifinales del Abierto de Estados Unidos 2013, Djokovic volvió a ganar 6-4 en el quinto set; y en los cuartos de final del Abierto de Australia 2014, que Wawrinka ganó 9-7 en el quinto set. La victoria de Wawrinka rompió la impresionante racha de 14 semifinales consecutivas de Djokovic en Grand Slam, terminó con una racha de 28 victorias consecutivas y evitó que Djokovic consiguiera su quinta corona en el Abierto de Australia. Djokovic se desquitó en el Abierto de Australia 2015, ganando 6-0 en el quinto set. En la final de Roland Garros 2015, Wawrinka derrotó a Djokovic en cuatro sets para conquistar su segundo título Major. En 2015, Djokovic derrotó a Wawrinka en el Masters de París 2015 en tres sets. En el Abierto de Estados Unidos 2016 Wawrinka venció a Djokovic en una final de Grand Slam por segunda vez. Sufriendo una lesión en el pie en las últimas etapas del partido, Djokovic perdió en cuatro sets. No atribuyó su pérdida a la lesión, sino a la valiente actuación de Wawrinka en momentos decisivos del partido. Contrariamente a la mayoría de las rivalidades de alto perfil, han jugado dobles juntos.
A pesar del 19-6 general de Djokovic contra Wawrinka, el suizo domina a Djokovic por 2-0 en finales de Grand Slam y 3-2 en finales ATP ATP (Todas las categorías). Durante las ocho finales de Djokovic en Grand Slam desde Wimbledon 2014 hasta el Abierto de Estados Unidos de 2016, sus únicas dos derrotas llegaron a manos de Wawrinka. Además, en las 25 finales de Grand Slam del serbio, Wawrinka es al único oponente que no ha podido derrotar y también el único fuera del Big Four que lo ha derrotado en final de Grand Slam.

### Ante Jo-Wilfried Tsonga
Con Jo-Wilfried Tsonga se ha enfrentado en 23 ocasiones con Djokovic liderando 17-6. Su primer encuentro fue en la final del Abierto de Australia de 2008; Djokovic y Tsonga habían derrotado a los dos mejores jugadores, Roger Federer y Rafael Nadal en sus respectivas semifinales en sets corridos. Djokovic ganó este partido en 4 sets para ganar su primer título de Grand Slam.
Su próximo enfrentamiento en Grand Slam fue nuevamente en el Abierto de Australia 2010, en los cuartos de final, exactamente dos años después de que Djokovic derrotara a Tsonga para ganar su primer título de Grand Slam. Sin embargo, esta vez fue Tsonga quien prevaleció, ganando en cinco sets luego de que Djokovic se enfermara durante el partido. No sería hasta otro año y medio hasta que se volvieron a encontrar, con las apuestas aún más altas: en las semifinales de Wimbledon en 2011, con el ganador avanzando a su primera final de Wimbledon. Era su primer encuentro sobre césped, y Djokovic prevaleció en cuatro sets para avanzar a su primera final de Wimbledon, y en el proceso que terminó con el reinado de 7 años y medio de Roger Federer y Rafael Nadal en la parte superior de la clasificación. En Roland Garros 2012, Djokovic y Tsonga se encontraron de nuevo en un importante partido en cuartos de final, con Djokovic prevaleciendo en cinco sets después de más de cuatro horas de juego.
Se volvieron a ver dos meses después en los Juegos Olímpicos de Londres 2012, con Djokovic ganando en sets corridos en los cuartos de final. Se encontraron en la final del Torneo de Pekín 2012, con Djokovic una vez más victorioso en sets corridos. Ambos quedaron sorteados en el mismo grupo del ATP World Tour Finals 2012. Djokovic derrotó a Tsonga en su primer (de tres) partido de round robin. Fue la quinta victoria de Djokovic sobre Tsonga en 2012.
Su enfrentamiento más reciente fue en la segunda ronda del Abierto de Australia 2019 con Djokovic derrotando a Tsonga en sets corridos.

### Ante Juan Martin del Potro
Djokovic y Juan Martín del Potro se han enfrentado en 20 ocasiones con Djokovic liderando 16–4. Nole ganó sus primeros cuatro encuentros, antes de victorias consecutivas para del Potro en la Copa Davis 2011 y su partido por la medalla de bronce en Londres 2012 en sets corridos. Sin embargo, en 2013, Djokovic volvió a tomar el mando en la rivalidad y ganó dos de los partidos más importantes entre ellos hasta la fecha; una épica victoria de cinco sets en las semifinales de Wimbledon 2013 que fue la semifinal más larga de Wimbledon en ese momento, y una emocionante final de tres sets en el Masters de Shanghái 2013. En el mismo año, del Potro derrotó a Djokovic en el camino a su segunda final Masters 1000 en el Masters de Indian Wells 2013, donde perdió ante Nadal. Del Potro venció a Djokovic en la primera ronda en los Juegos Olímpicos de Río 2016 camino a la final, donde perdió ante Murray. Djokovic derrotó a Del Potro en tres sets cerrados en la final del Abierto de Estados Unidos 2018, que fue la primera final de Grand Slam para Del Potro desde su victoria en el Abierto de Estados Unidos 2009.

## Relación con otros jugadores
Es conocido por las frecuentes imitaciones humorísticas de sus compañeros de juego; es especialmente conocido por su imitación de María Sharápova. En 2011 es el protagonista de un comercial realizado por la marca de raquetas Head, en el que imita a la conocida jugadora rusa. En 2007 Sharápova asiste a la final del Abierto de Estados Unidos, donde Djokovic enfrenta a Federer, ubicándose ésta en el box privado de Novak y su equipo. Esto plantea la incógnita de si María y Novak eran pareja, aunque se encontraba de novio con Jelena, pero es aclarado en la rueda de prensa posterior a la final, en la que Novak declara que "María solo es una muy buena amiga". Sin embargo ese año comienzan a surgir rumores acompañados de fotografías y videos de ambos jugadores que se refieren a un flirteo en distintos lugares tales como las discotecas y las mismas canchas de entrenamiento. A pesar de los rumores no se vuelve a insistir en el tema ya que se puede observar que Nole se encuentra muy a gusto con su novia. Novak y María todavía son muy buenos amigos y se les puede ver compartiendo y entrenando juntos a cada rato, lo que se debe en parte a que ambos son patrocinados por la misma marca de raquetas, razón por la que coinciden a menudo en los eventos organizados por la marca.
En 2011 Wozniacki interrumpe una entrevista de Djokovic durante el torneo de Wimbledon, para bromear un poco acerca de su racha de partidos ganados durante todo el año, a lo que Novak responde con bromas, siguiéndole el juego. Ambos son vecinos en Montecarlo, en la misma urbanización donde también vive Mario Salcedo, conocido fisioterapeuta de tenistas como Juan Carlos Ferrero o Jesús Luzón, por lo que entrenan juntos en casa y a veces también lo hacen durante los torneos.
Durante la temporada del año 2008, Djokovic enfrenta un polémico malentendido con el estadounidense Andy Roddick, quien se burla de él al decir en una entrevista previa al partido, por los cuartos de final del Abierto de Estados Unidos, en el que se enfrentaba contra el serbio, que debería sentirse bien, pues Djokovic "tiene unas 16 lesiones encima, es eso, o es un gran farsante"; este comentario se debe a que Djokovic se estuvo quejando durante toda la temporada 2008 de constantes dolores en las caderas, los tobillos, el estómago y también de dificultad respiratoria durante el transcurso de los partidos, generando críticas entre sus compañeros acerca de su comportamiento poco profesional. Djokovic diría en la entrevista posterior al partido, del que sale victorioso, y enfrente de todo el público del Arthur Ashe: 

"Andy andaba diciendo que yo tenía 16 lesiones en mi último partido, obviamente no las tengo, ¿verdad?, les guste o no, es así. Este público ya está en mi contra porque ellos creen que yo soy un farsante, así que no importa si me odian o no después de esto. De cualquier manera eso no está bien, decir enfrente de toda una multitud que tengo 16 lesiones y que soy un farsante, no está bien. No tengo nada en contra de nadie, simplemente no era el momento adecuado".

Luego se retiraría del estadio mientras era abucheado por el público. A finales de 2010 se descubre que Nole sufre de celiaquía.

## Equipamiento y ropa de vestir
Djokovic utilizaba la raqueta Wilson cuando entró en el circuito. En 2009 empieza a usar un modelo personalizado de Head. A partir de 2011 hasta la actualidad utiliza la raqueta Head de velocidad YouTek IG MP 18/20. Desde Roland Garros 2017 es patrocinado por la marca francesa Lacoste. Anteriormente le habían patrocinado Adidas, Sergio Tacchini y Uniqlo. Viste una camiseta de manga corta, dos muñequeras de doble ancho, en ocasiones una gorra, calzado Asics Court FF 2 y un par de pantalones cortos tejidos cuando sale a la cancha.

### Indumentaria y raquetas
| Período   | Proveedor       |
| --------- | --------------- |
| 2003-2009 | Adidas          |
| 2010-2012 | Sergio Tacchini |
| 2012-2017 | Uniqlo          |
| 2017-2025 | Lacoste         |

| Período    | Patrocinador |
| ---------- | ------------ |
| 2003-2009  | Wilson       |
| Desde 2009 | Head         |

## Entrenadores y equipo personal
Desde el otoño de 2005 hasta junio de 2006, Djokovic es dirigido por Riccardo Piatti, quien dividía su tiempo entre Ivan Ljubičić y él.
Desde junio de 2006 Djokovic ha sido dirigido por el extenista profesional eslovaco, Marian Vajda. Se reunieron por primera vez durante el Roland Garros de ese año, después de lo que Vajda es contratado para ser el entrenador del jugador de 19 años. De vez en cuando Djokovic contrata técnicos adicionales a tiempo parcial: en 2007, durante la temporada de pista dura, trabaja con el australiano Mark Woodforde (especialista en dobles), para mejorar las voleas y el juego de red, mientras que desde agosto de 2009 hasta abril de 2010 trabaja con Todd Martin, un período marcado por el intento fallido de cambiar el movimiento de saque de Djokovic.
En julio de 2010, antes del choque por Copa Davis ante Croacia, Djokovic suma otro especialista a su equipo: el nutricionista Igor Četojević que, además, se centra en la medicina china y en la acupuntura. Él descubre que Novak sufría la enfermedad celíaca y no podía consumir gluten. Con este diagnóstico, Djokovic empieza a sentirse más fuerte, más rápido y mucho más en forma. Después de Wimbledon, Četojević deja el equipo.
En diciembre de 2013, se confirma que la leyenda del tenis, Boris Becker será el nuevo entrenador principal de Novak junto con Marian Vajda y el resto del equipo. Con ellos, conseguirá los logros más importantes de su carrera, sobre todo en la temporada 2015 y la primera mitad de 2016, con 4 Grand Slams al hilo.
Después de 3 años junto al Alemán, y tras un fuerte bajón en su rendimiento, deciden terminar relaciones y el serbio empieza a buscar un nuevo entrenador. Djokovic lo expresa en su cuenta de Twitter:

"Luego de tres años muy exitosos, Boris Becker y yo decidimos de común acuerdo terminar nuestro acuerdo. Los objetivos que nos propusimos cuando empezamos a trabajar juntos los hemos cumplido, y quiero agradecerle toda la cooperación, trabajo en equipo, dedicación y compromiso"

Becker, por su parte, lo critica pero al mismo tiempo le aconseja cómo hacer las cosas para retomar el éxito:

"Él no pasó mucho tiempo en la pista de entrenamiento en los últimos seis meses y lo sabe. Éxitos como el suyo no pasan por pulsar un botón, ni suceden solo por aparecer en un torneo, tienes que trabajar a fondo porque los rivales hacen lo mismo".

Durante la primera parte del año 2017 el serbio no logra ningún título ATP Masters 1000, en el abierto de Australia es vencido en segunda ronda por Denis Istomin, llega a finales del Masters de Roma pero no logra el título. Tras esto, decide prescindir de la mayor parte de su equipo, entre ellos el fisioterapeuta, su preparador físico, y su entrenador, el eslovaco Vajda. Semanas antes del inicio del segundo Grand Slam el Torneo de Roland Garros se confirma que su nuevo entrenador es Andre Agassi, ganador de 8 títulos Grand Slam y una medalla olímpica de oro. Se confirma su nuevo fisioterapeuta, el argentino de origen italiano Ulises Badio.

## Clasificación histórica
| Torneo                  | 2004          | 2005          | 2006          | 2007          | 2008          | 2009                    | 2010                    | 2011                    | 2012                    | 2013                    | 2014                    | 2015                    | 2016                    | 2017                    | 2018                    | 2019                    | 2020                    | 2021                    | 2022                    | 2023                    | 2024                   | 2025                   | Títulos       | G-P           | %   |
| ----------------------- | ------------- | ------------- | ------------- | ------------- | ------------- | ----------------------- | ----------------------- | ----------------------- | ----------------------- | ----------------------- | ----------------------- | ----------------------- | ----------------------- | ----------------------- | ----------------------- | ----------------------- | ----------------------- | ----------------------- | ----------------------- | ----------------------- | ---------------------- | ---------------------- | ------------- | ------------- | --- |
| Torneos de Grand Slam   |               |               |               |               |               |                         |                         |                         |                         |                         |                         |                         |                         |                         |                         |                         |                         |                         |                         |                         |                        |                        |               |               |     |
| Abierto de Australia    | A             | 1R            | 1R            | 4R            | G             | CF                      | CF                      | G                       | G                       | G                       | CF                      | G                       | G                       | 2R                      | 4R                      | G                       | G                       | G                       | A                       | G                       | SF                     | SF                     | 10 / 20       | 99-10         | 91% |
| Roland Garros           | A             | 2R            | CF            | SF            | SF            | 3R                      | CF                      | SF                      | F                       | SF                      | F                       | F                       | G                       | CF                      | CF                      | SF                      | F                       | G                       | CF                      | G                       | CF                     | SF                     | 3 / 21        | 101-17        | 85% |
| Wimbledon               | A             | 3R            | 4R            | SF            | 2R            | CF                      | SF                      | G                       | SF                      | F                       | G                       | G                       | 3R                      | CF                      | G                       | G                       | ND                      | G                       | G                       | F                       | F                      | SF                     | 7 / 19        | 98-12         | 89% |
| Abierto de EE. UU.      | A             | 3R            | 3R            | F             | SF            | SF                      | F                       | G                       | F                       | F                       | SF                      | G                       | F                       | A                       | G                       | 4R                      | 4R                      | F                       | A                       | G                       | 3R                     |                        | 4 / 18        | 89-13         | 87% |
| Títulos                 | 0             | 0             | 0             | 0             | 1             | 0                       | 0                       | 3                       | 1                       | 1                       | 1                       | 3                       | 2                       | 0                       | 2                       | 2                       | 1                       | 3                       | 1                       | 3                       | 0                      | 0                      | 24 / 77       | 374-50        | 88% |
| Ganados-Perdidos        | 0-0           | 5-4           | 9-4           | 19-4          | 18-3          | 15-4                    | 19-4                    | 25-1                    | 24-3                    | 24-3                    | 22-3                    | 27-1                    | 21-2                    | 9-3                     | 21-2                    | 22-2                    | 16-2                    | 27-1                    | 11-1                    | 27-1                    | 15-3                   | 5-1                    | 24 / 77       | 374-50        | 88% |
| ATP Finals              |               |               |               |               |               |                         |                         |                         |                         |                         |                         |                         |                         |                         |                         |                         |                         |                         |                         |                         |                        |                        |               |               |     |
| ATP Finals              | NSC           | NSC           | NSC           | RR            | G             | RR                      | SF                      | RR                      | G                       | G                       | G                       | G                       | F                       | A                       | F                       | RR                      | SF                      | SF                      | G                       | G                       | A                      |                        | 7 / 16        | 50-18         | 74% |
| Títulos                 | 0             | 0             | 0             | 0             | 1             | 0                       | 0                       | 0                       | 1                       | 1                       | 1                       | 1                       | 0                       | 0                       | 0                       | 0                       | 0                       | 0                       | 1                       | 1                       | 0                      |                        | 7 / 16        | 50-18         | 74% |
| Ganados-Perdidos        | 0-0           | 0-0           | 0-0           | 0-3           | 4-1           | 2-1                     | 2-2                     | 1-2                     | 5-0                     | 5-0                     | 4-0                     | 4-1                     | 4-1                     | 0-0                     | 4-1                     | 1-2                     | 2-2                     | 3-1                     | 5-0                     | 4-1                     | 0-0                    |                        | 7 / 16        | 50-18         | 74% |
| ATP Tour Masters 1000   |               |               |               |               |               |                         |                         |                         |                         |                         |                         |                         |                         |                         |                         |                         |                         |                         |                         |                         |                        |                        |               |               |     |
| Indian Wells            | A             | A             | 1R            | F             | G             | CF                      | 4R                      | G                       | SF                      | SF                      | G                       | G                       | G                       | 4R                      | 2R                      | 3R                      | ND                      | A                       | A                       | A                       | 3R                     | 2R                     | 5 / 16        | 51-11         | 82% |
| Miami                   | A             | A             | 2R            | G             | 2R            | F                       | 2R                      | G                       | G                       | 4R                      | G                       | G                       | G                       | A                       | 2R                      | 4R                      | ND                      | A                       | A                       | A                       | A                      | F                      | 6 / 14        | 49-8          | 86% |
| Montecarlo              | A             | A             | 1R            | 3R            | SF            | F                       | SF                      | A                       | F                       | G                       | SF                      | G                       | 2R                      | CF                      | 3R                      | CF                      | ND                      | 3R                      | 2R                      | 3R                      | SF                     |                        | 2 / 17        | 39-15         | 73% |
| Hamburgo                | A             | A             | 2R            | CF            | SF            | Madrid (tierra batida)  | Madrid (tierra batida)  | Madrid (tierra batida)  | Madrid (tierra batida)  | Madrid (tierra batida)  | Madrid (tierra batida)  | Madrid (tierra batida)  | Madrid (tierra batida)  | Madrid (tierra batida)  | Madrid (tierra batida)  | Madrid (tierra batida)  | Madrid (tierra batida)  | Madrid (tierra batida)  | Madrid (tierra batida)  | Madrid (tierra batida)  | Madrid (tierra batida) | Madrid (tierra batida) | 0 / 3         | 6-3           | 67% |
| Madrid (T. batida)      | Hamburgo      | Hamburgo      | Hamburgo      | Hamburgo      | Hamburgo      | SF                      | A                       | G                       | CF                      | 2R                      | A                       | A                       | G                       | SF                      | 2R                      | G                       | ND                      | A                       | SF                      | A                       | A                      |                        | 3 / 9         | 26-6          | 81% |
| Roma                    | A             | A             | Q2            | CF            | G             | F                       | CF                      | G                       | F                       | CF                      | G                       | G                       | F                       | F                       | SF                      | F                       | G                       | F                       | G                       | CF                      | 3R                     | A                      | 6 / 18        | 68-12         | 86% |
| Canadá                  | A             | Q2            | A             | G             | CF            | CF                      | SF                      | G                       | G                       | SF                      | 3R                      | F                       | G                       | A                       | 3R                      | A                       | ND                      | A                       | A                       | A                       | A                      | A                      | 4 / 11        | 37-7          | 84% |
| Cincinnati              | A             | 1R            | 2R            | 2R            | F             | F                       | CF                      | F                       | F                       | CF                      | 3R                      | F                       | A                       | A                       | G                       | SF                      | G                       | A                       | A                       | G                       | A                      | A                      | 3 / 14        | 45-12         | 79% |
| Madrid (Dura)           | A             | Q1            | CF            | SF            | 3R            | Shanghái                | Shanghái                | Shanghái                | Shanghái                | Shanghái                | Shanghái                | Shanghái                | Shanghái                | Shanghái                | Shanghái                | Shanghái                | Shanghái                | Shanghái                | Shanghái                | Shanghái                | Shanghái               | Shanghái               | 0 / 3         | 6-3           | 67% |
| Shanghái                | Madrid (dura) | Madrid (dura) | Madrid (dura) | Madrid (dura) | Madrid (dura) | SF                      | SF                      | A                       | G                       | G                       | SF                      | G                       | SF                      | A                       | G                       | CF                      | No Disputado            | No Disputado            | No Disputado            | A                       | F                      |                        | 4 / 9         | 34-5          | 90% |
| París                   | A             | 3R            | 2R            | 2R            | 3R            | G                       | 3R                      | CF                      | 2R                      | G                       | G                       | G                       | CF                      | A                       | F                       | G                       | A                       | G                       | F                       | G                       | A                      |                        | 7 / 17        | 51-9          | 85% |
| Títulos                 | 0             | 0             | 0             | 2             | 2             | 1                       | 0                       | 5                       | 3                       | 3                       | 4                       | 6                       | 4                       | 0                       | 2                       | 2                       | 2                       | 1                       | 1                       | 2                       | 0                      |                        | 40 / 127      | 407-89        | 83% |
| Ganados-Perdidos        | 0-0           | 2-2           | 5-7           | 24-7          | 25-7          | 33-8                    | 16-8                    | 33-1                    | 34-6                    | 28-6                    | 28-4                    | 39-2                    | 31-4                    | 10-4                    | 24-7                    | 24-6                    | 10-0                    | 9-2                     | 12-3                    | 9-2                     | 6-3                    |                        | 40 / 127      | 407-89        | 83% |
| ATP Tour 500            |               |               |               |               |               |                         |                         |                         |                         |                         |                         |                         |                         |                         |                         |                         |                         |                         |                         |                         |                        |                        |               |               |     |
| Róterdam                | A             | A             | CF            | SF            | A             | A                       | SF                      | A                       | A                       | A                       | A                       | A                       | A                       | A                       | A                       | A                       | A                       | A                       | A                       | A                       | A                      | 0 / 3                  | 7-3           | 70%           |     |
| Río de Janeiro          | No disputado  | No disputado  | No disputado  | No disputado  | No disputado  | No disputado            | No disputado            | No disputado            | No disputado            | No disputado            | A                       | A                       | A                       | A                       | A                       | A                       | A                       | A                       | A                       | A                       | A                      | 0 / 0                  | 0-0           | -%            |     |
| Acapulco                | A             | A             | A             | A             | A             | A                       | A                       | A                       | A                       | A                       | A                       | A                       | A                       | A                       | CF                      | A                       | A                       | A                       | A                       | A                       | A                      | 0 / 1                  | 2-1           | 67%           |     |
| Dubái                   | A             | A             | A             | CF            | SF            | G                       | G                       | G                       | SF                      | G                       | SF                      | F                       | CF                      | A                       | A                       | A                       | G                       | A                       | CF                      | SF                      | A                      | 5 / 13                 | 46-8          | 85%           |     |
| Barcelona               | A             | A             | 2R            | A             | A             | A                       | A                       | A                       | A                       | A                       | A                       | A                       | A                       | A                       | 2R                      | A                       | ND                      | A                       | A                       | A                       | A                      | 0 / 2                  | 0-2           | 0%            |     |
| Stuttgart               | A             | A             | A             | A             | A             | ATP 250                 | ATP 250                 | ATP 250                 | ATP 250                 | ATP 250                 | ATP 250                 | ATP 250                 | ATP 250                 | ATP 250                 | ATP 250                 | ATP 250                 | ATP 250                 | ATP 250                 | ATP 250                 | ATP 250                 | ATP 250                | 0 / 0                  | 0-0           | -%            |     |
| Halle                   | ATP 250       | ATP 250       | ATP 250       | ATP 250       | ATP 250       | ATP 250                 | ATP 250                 | ATP 250                 | ATP 250                 | ATP 250                 | ATP 250                 | A                       | A                       | A                       | A                       | A                       | ND                      | A                       | A                       | A                       | A                      | 0 / 0                  | 0-0           | -%            |     |
| Queen's Club            | ATP 250       | ATP 250       | ATP 250       | ATP 250       | ATP 250       | ATP 250                 | ATP 250                 | ATP 250                 | ATP 250                 | ATP 250                 | ATP 250                 | A                       | A                       | A                       | F                       | A                       | ND                      | A                       | A                       | A                       | A                      | 0 / 1                  | 4-1           | 80%           |     |
| Hamburgo                | ATP 1000      | ATP 1000      | ATP 1000      | ATP 1000      | ATP 1000      | A                       | A                       | A                       | A                       | A                       | A                       | A                       | A                       | A                       | A                       | A                       | A                       | A                       | A                       | A                       | A                      | 0 / 0                  | 0-0           | -%            |     |
| Washington              | ATP 250       | ATP 250       | ATP 250       | ATP 250       | ATP 250       | A                       | A                       | A                       | A                       | A                       | A                       | A                       | A                       | A                       | A                       | A                       | ND                      | A                       | A                       | A                       | A                      | 0 / 0                  | 0-0           | -%            |     |
| Astaná                  | Inexistente   | Inexistente   | Inexistente   | Inexistente   | Inexistente   | Inexistente             | Inexistente             | Inexistente             | Inexistente             | Inexistente             | Inexistente             | Inexistente             | Inexistente             | Inexistente             | Inexistente             | Inexistente             | ATP 250                 | ATP 250                 | G                       | 250                     | 250                    | 1 / 1                  | 5-0           | 100%          |     |
| Pekín                   | ATP 250       | ATP 250       | ATP 250       | ATP 250       | ATP 250       | G                       | G                       | A                       | G                       | G                       | G                       | G                       | A                       | A                       | A                       | A                       | ND                      | ND                      | ND                      | A                       | A                      | 6 / 6                  | 29-0          | 100%          |     |
| Tokio                   | A             | A             | A             | A             | A             | A                       | A                       | A                       | A                       | A                       | A                       | A                       | A                       | A                       | A                       | G                       | ND                      | ND                      | A                       | A                       | A                      | 1 / 1                  | 5-0           | 100%          |     |
| Viena                   | A             | A             | 2R            | G             | A             | ATP 250                 | ATP 250                 | ATP 250                 | ATP 250                 | ATP 250                 | ATP 250                 | A                       | A                       | A                       | A                       | A                       | CF                      | A                       | A                       | A                       | A                      | 1 / 3                  | 8-2           | 80%           |     |
| Basilea                 | ATP 250       | ATP 250       | ATP 250       | ATP 250       | ATP 250       | G                       | F                       | SF                      | A                       | A                       | A                       | A                       | A                       | A                       | A                       | A                       | ND                      | A                       | A                       | A                       | A                      | 1 / 3                  | 12-2          | 86%           |     |
| Títulos                 | 0             | 0             | 0             | 1             | 0             | 3                       | 2                       | 1                       | 1                       | 2                       | 1                       | 1                       | 0                       | 0                       | 0                       | 1                       | 1                       | 0                       | 1                       | 0                       | 0                      | 15 / 34                | 118-19        | 86%           |     |
| Ganados-Perdidos        | 0-0           | 0-0           | 3-3           | 10-2          | 3-1           | 15-0                    | 15-2                    | 8-1                     | 8-1                     | 10-0                    | 7-1                     | 9-1                     | 2-1                     | 2-1                     | 4-2                     | 5-0                     | 7-1                     | 0-0                     | 7-1                     | 3-1                     |                        | 15 / 34                | 118-19        | 86%           |     |
| Representación nacional |               |               |               |               |               |                         |                         |                         |                         |                         |                         |                         |                         |                         |                         |                         |                         |                         |                         |                         |                        |                        |               |               |     |
| Copa Davis              | Z2            | Z1            | PO            | PO            | 1R            | 1R                      | G                       | SF                      | A                       | F                       | A                       | CF                      | CF                      | SF                      | A                       | CF                      | A                       | CF                      | A                       |                         |                        | 1 / 14                 | 38-7          | 84%           |     |
| Juegos Olímpicos        | A             | No disputado  | No disputado  | No disputado  | 3.º           | No disputado            | No disputado            | No disputado            | 4.º                     | No disputado            | No disputado            | No disputado            | 1R                      | No disputado            | No disputado            | No disputado            | No disputado            | 4.º                     | ND                      | ND                      | G                      | 1 / 5                  | 19-6          | 76%           |     |
| ATP Cup                 | Inexistente   | Inexistente   | Inexistente   | Inexistente   | Inexistente   | Inexistente             | Inexistente             | Inexistente             | Inexistente             | Inexistente             | Inexistente             | Inexistente             | Inexistente             | Inexistente             | Inexistente             | Inexistente             | G                       | RR                      | A                       | ND                      |                        | 1 / 2                  | 8-0           | 100%          |     |
| Estadísticas            |               |               |               |               |               |                         |                         |                         |                         |                         |                         |                         |                         |                         |                         |                         |                         |                         |                         |                         |                        |                        |               |               |     |
| Torneo                  | 2004          | 2005          | 2006          | 2007          | 2008          | 2009                    | 2010                    | 2011                    | 2012                    | 2013                    | 2014                    | 2015                    | 2016                    | 2017                    | 2018                    | 2019                    | 2020                    | 2021                    | 2022                    | 2023                    |                        | Totales                | Totales       | Totales       |     |
| Torneos ATP jugados     | 3             | 9             | 19            | 22            | 19            | 22                      | 19                      | 15                      | 17                      | 16                      | 15                      | 16                      | 16                      | 10                      | 16                      | 15                      | 8                       | 11                      | 11                      | 12                      |                        | 279                    | 279           | 279           |     |
| Torneos ATP ganados     | 0             | 0             | 2             | 5             | 4             | 5                       | 2                       | 10                      | 6                       | 7                       | 7                       | 11                      | 7                       | 2                       | 4                       | 5                       | 4                       | 5                       | 5                       | 7                       |                        | 98                     | 98            | 98            |     |
| Finales ATP disputadas  | 0             | 0             | 3             | 7             | 7             | 10                      | 4                       | 11                      | 11                      | 9                       | 8                       | 15                      | 10                      | 3                       | 7                       | 6                       | 5                       | 7                       | 7                       | 8                       |                        | 130                    | 130           | 130           |     |
| Dura G-P                | 0-1           | 2-3           | 17-9          | 43-12         | 43-12         | 53-11                   | 43-12                   | 46-5                    | 50-5                    | 53-5                    | 40-6                    | 59-5                    | 47-6                    | 12-3                    | 31-6                    | 35-8                    | 30-4                    | 30-4                    | 21-3                    | 37-2                    |                        | 67 / 173               | 670-121       | 85%           |     |
| Tierra batida G-P       | 1-2           | 4-5           | 14-5          | 18-5          | 16-3          | 17-6                    | 12-4                    | 17-1                    | 16-4                    | 15-3                    | 14-2                    | 16-1                    | 16-2                    | 12-4                    | 11-5                    | 15-3                    | 11-1                    | 18-3                    | 14-4                    | 13-3                    |                        | 19 / 77                | 269-63        | 80%           |     |
| Césped G-P              | 0-0           | 2-1           | 4-2           | 6-2           | 5-2           | 8-2                     | 6-2                     | 7-0                     | 9-3                     | 6-1                     | 7-0                     | 7-0                     | 2-1                     | 8-1                     | 11-1                    | 7-0                     | 0-0                     | 7-0                     | 7-0                     | 6-1                     |                        | 8 / 25                 | 109-18        | 86%           |     |
| Moqueta G-P             | 1-0           | 3-2           | 5-2           | 1-0           | 0-0           | Superficie desaparecida | Superficie desaparecida | Superficie desaparecida | Superficie desaparecida | Superficie desaparecida | Superficie desaparecida | Superficie desaparecida | Superficie desaparecida | Superficie desaparecida | Superficie desaparecida | Superficie desaparecida | Superficie desaparecida | Superficie desaparecida | Superficie desaparecida | Superficie desaparecida |                        | 0 / 4                  | 10-4          | 71%           |     |
| Ganados-Perdidos        | 2-3           | 11-11         | 40-18         | 68-19         | 64-17         | 78-19                   | 61-18                   | 70-6                    | 75-12                   | 74-9                    | 61-8                    | 82-6                    | 65-9                    | 32-8                    | 53-13                   | 57-11                   | 41-5                    | 55-7                    | 42-7                    | 55-6                    |                        | 1058-210               | 1058-210      | 1058-210      |     |
| Victorias (%)           | 40%           | 50%           | 69%           | 78%           | 79%           | 80%                     | 77%                     | 92%                     | 86%                     | 89%                     | 88%                     | 93%                     | 88%                     | 80%                     | 80%                     | 84%                     | 89%                     | 89%                     | 86%                     | 90%                     |                        | 83,43%                 | 83,43%        | 83,43%        |     |
| Ranking                 | 186           | 78            | 16            | 3             | 3             | 3                       | 3                       | 1                       | 1                       | 2                       | 1                       | 1                       | 2                       | 12                      | 1                       | 2                       | 1                       | 1                       | 5                       | 1                       |                        | 180.643.353 $          | 180.643.353 $ | 180.643.353 $ |     |

Leyenda
| G | F | SF | CF | #R | RR | C# | P# | NSC | NE | A | Z# | PO | O | P | B | ATP# | TI | TD | ND |

## Ranking ATP al final de la temporada
| Año  | Ranking en individuales |
| ---- | ----------------------- |
| 2003 | 679                     |
| 2004 | 186                     |
| 2005 | 78                      |
| 2006 | 16                      |
| 2007 | 3                       |
| 2008 | 3                       |
| 2009 | 3                       |
| 2010 | 3                       |
| 2011 | 1                       |
| 2012 | 1                       |
| 2013 | 2                       |
| 2014 | 1                       |
| 2015 | 1                       |
| 2016 | 2                       |
| 2017 | 12                      |
| 2018 | 1                       |
| 2019 | 2                       |
| 2020 | 1                       |
| 2021 | 1                       |
| 2022 | 5                       |
| 2023 | 1                       |
| 2024 | 7                       |